# 世紀末ウィーン

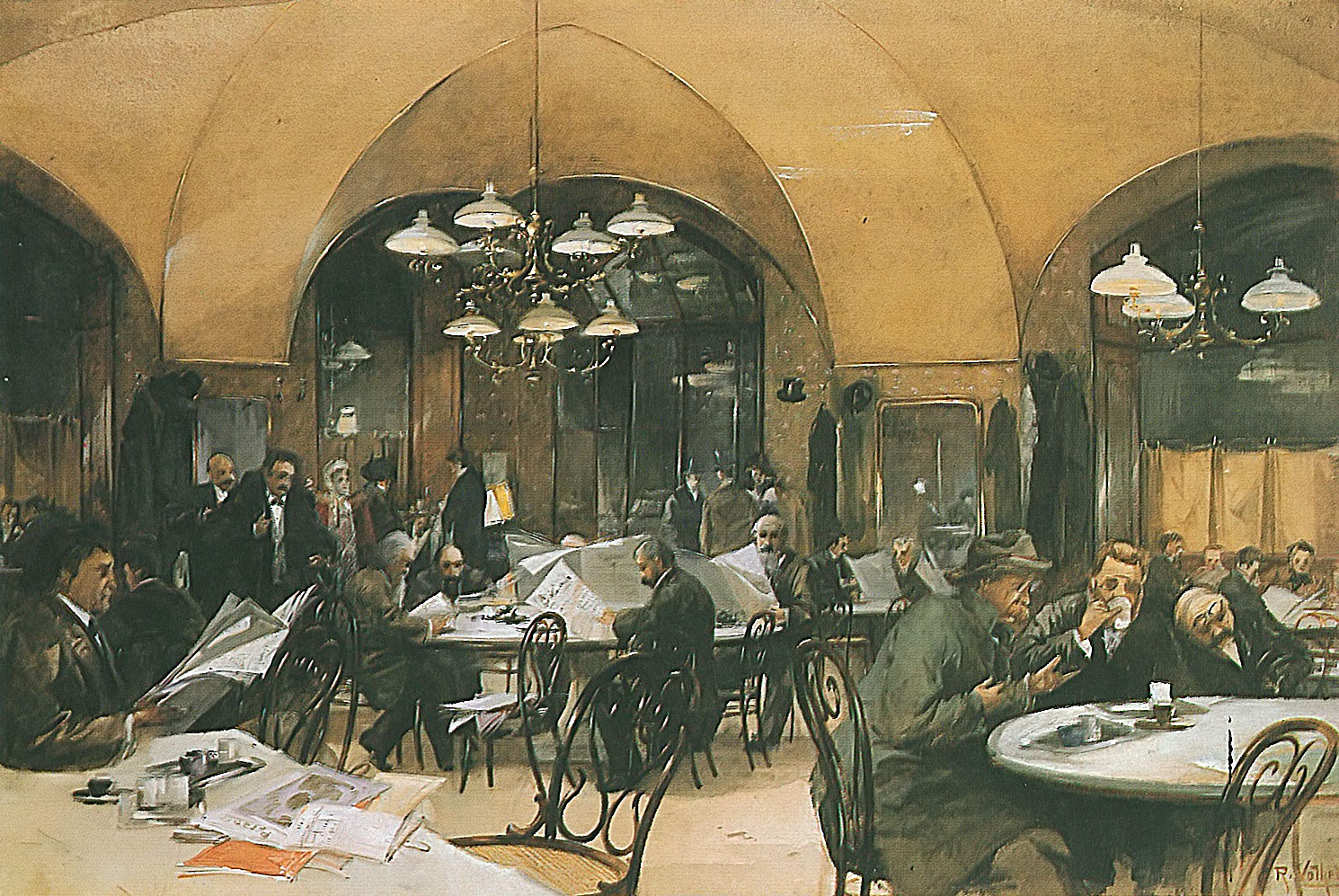
世紀末ウィーンの芸術家たちが集うカフェ・グリーンシュタイドル（1896年、ラインハルト・フェルケル画）
----
カフェ・グリーンシュタイドルは1847年に開店し、青年ウィーン派の詩人や作家が集まった。道路拡張工事のため1897年に閉店するが、ここの常連たちはいっせいにカフェ・ツェントラールにうつったという。

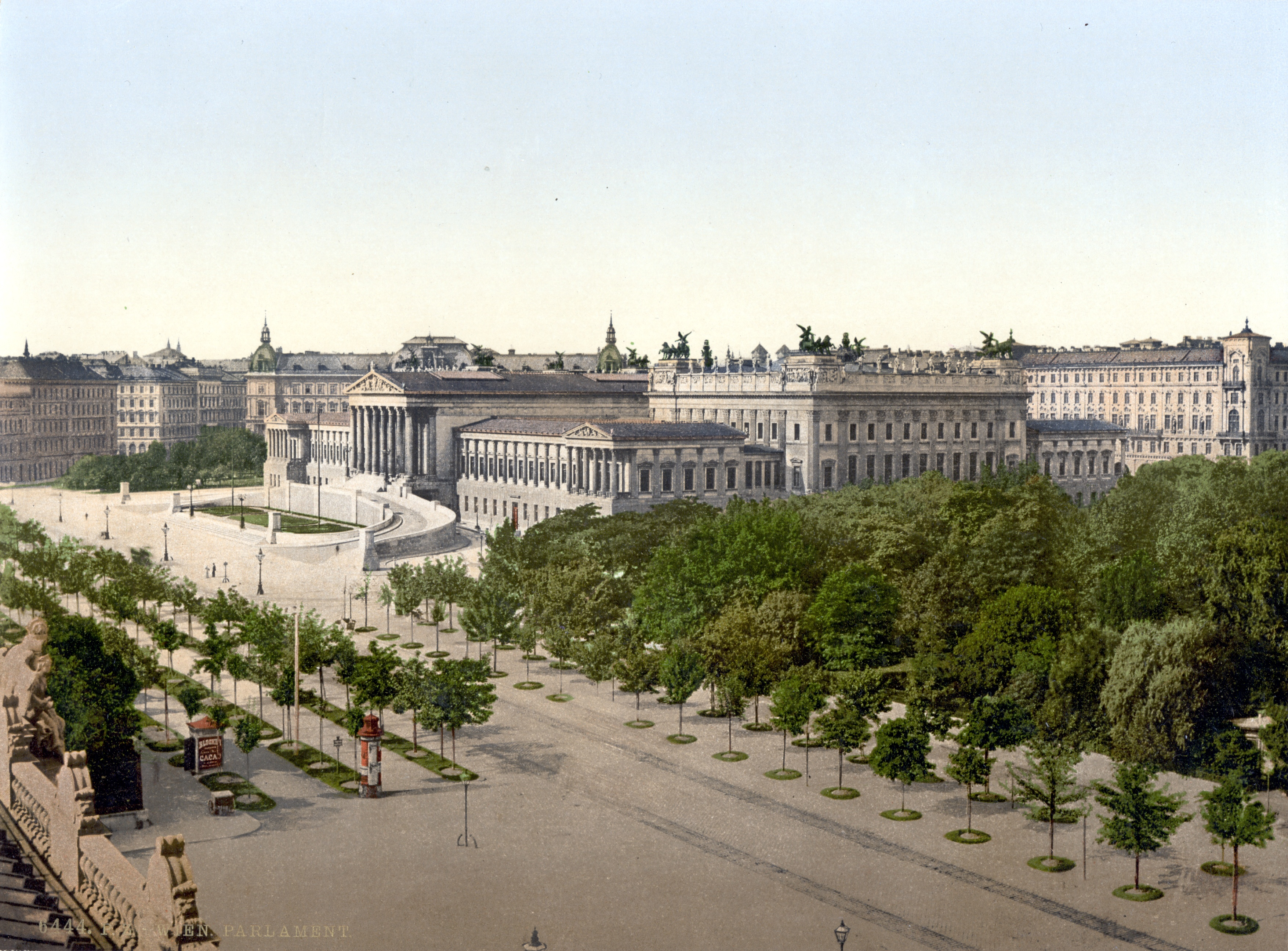
リングシュトラーセと帝国議会（1900年前後）

「世紀末ウィーン」（せいきまつウィーン）とは、19世紀末、史上まれにみる文化の爛熟を示したオーストリア＝ハンガリー帝国の首都ウィーン、およびそこで展開された多様な文化事象の総称である。広義には、20世紀世界に大きな影響を与えた政治的・経済的諸事象や学芸における諸潮流を含んで称する。文化事象に限定した表現としては「世紀末のウィーン文化」「ウィーンの世紀末文化」などがある。
なお、この時代について文学者ヘルマン・ブロッホは、随筆『ホフマンスタールとその時代』（1947年 - 1948年）のなかで、ハプスブルク帝国の末期に当たる1848年から1918年までの時期、ことにその間のウェーンを「陽気の黙示録（ドイツ語: fröhlichen Apokalypse）」と形容している。「世紀末ウィーン」という場合、このように広くオーストリア＝ハンガリー二重帝国が終焉を迎える1918年あたりまでを含むことも多いが、その場合、「世紀転換期のウィーン」「ウィーン近代」の名で言い換えられることも少なくない。そして、「ウィーン近代」「近代ウィーン」「近代のウィーン」などの時代名称を用いた場合、その終わりは、ファシズム体制での1934年のウィーン市の自治権喪失や1938年のアンシュルス（ナチス・ドイツによるオーストリア併合）とされることが多い。

## 概略

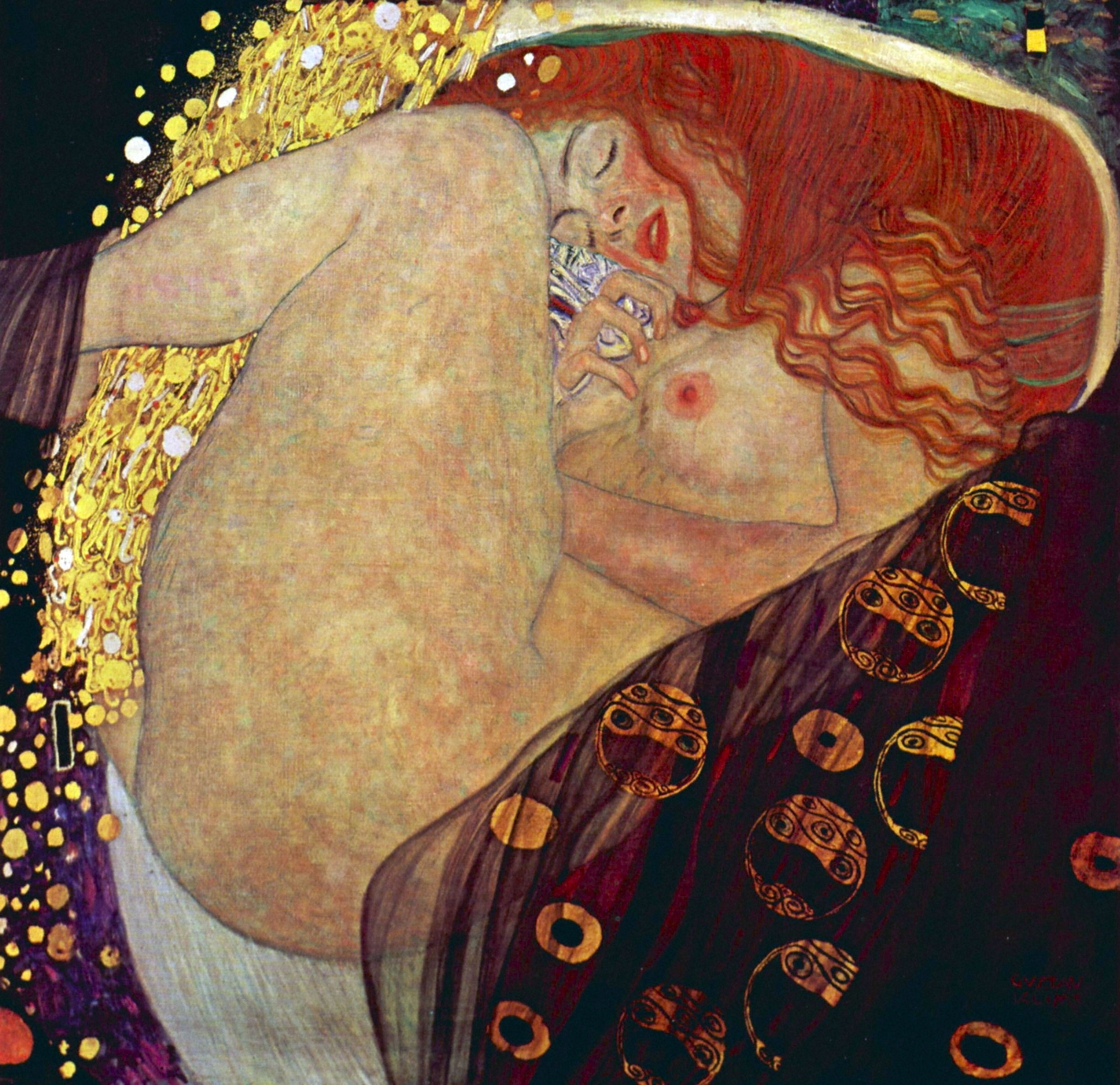
グスタフ・クリムト 『ダナエ』1907-08年

世紀末ウィーン文化の現出は、一般に、帝国（二重君主国）の政治面における混乱と凋落により、人々の関心が文化面に向かった結果であるとされている。また、「世紀末ウィーン」の文化事象としての特質や傾向は、当時のウィーンの人々がもっていたコスモポリタン的な雰囲気や環境と密接なかかわりをもっていたとされており、ここには後述するようにオーストリア皇帝フランツ・ヨーゼフ1世（1830年 - 1916年）の意向もおおいに反映していた。
この文化に特徴的なこととして、キリスト教的な諸価値に対する文化的反抗としての性格が指摘され、その反抗は時に自由主義思潮にも向けられた。ウィーンではすでに1870年代前半、哲学者フリードリヒ・ニーチェの『悲劇の誕生』（1872年）に刺激を受けた人びとがサークル活動を立ち上げ、合理的な人間像にたいして感情や情動といったディオニュソス的なものを重視する立場が示されていた。

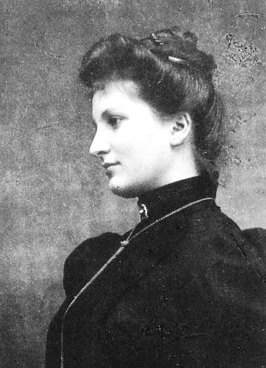
アルマ・マーラー

1890年代にあっては、ヘルマン・バール、フーゴ・フォン・ホーフマンスタール、アルトゥル・シュニッツラーといった文学者たちが、文芸サークル「青年ウィーン」に集まり、耽美主義の立場から人間の繊細な内面的感情の発露を印象主義的に表現した。また、作曲家であるグスタフ・マーラーの音楽もこうした流れのなかに含まれる。なお、マーラーの妻であったアルマ・マーラーは美貌と華麗な男性遍歴で知られるミューズ（美神）であり、親子ほども年齢の離れたグスタフ・マーラーと死別したのちも建築家ヴァルター・グロピウスと結婚し、彼と離婚後は音楽家フランツ・ヴェルフェルとも結婚した。アルマの回想録によれば、彼女に最初に愛を教えたのは画家のグスタフ・クリムトであったという。彼女は「天才を見抜く天才」であり、天才的な文学者や芸術家たちと親しく交際し、画家オスカー・ココシュカとも深い仲になった。
1900年代にあっては、政治や社会とのつながりを断ち切る傾向の強い「青年ウィーン」に反発し、批評家のカール・クラウス、絵画のグスタフ・クリムト、エゴン・シーレ、音楽のアルノルト・シェーンベルク、ウィーン工房やユーゲントシュティール（青年スタイル）の活動に反発した建築家アドルフ・ロースの活動が顕著である。いずれにしても、こうした世紀末文化の多くは都市のカフェやサロンを中心とする知識人のネットワークのもとに展開していったのであり、最底辺の都市民や周辺農村部への関心は概してうすかった。
世紀末のウィーンでは、多民族国家の首都としてのコスモポリタン性、文化の多層性に加えてヘルマン・ブロッホが「価値の真空」と呼んだ、あらゆる価値や尺度が相対化される、一種アナーキーな時代状況のなかで、既成概念にとらわれない自由な発想から様々な知的創造が営まれ、多様な思潮が新しく生まれた。
この文化においては、特に文学・音楽の分野を中心にユダヤ系の人々の活躍がめざましい。シュテファン・ツヴァイクは、『昨日の世界』（1942年）のなかで「世界が19世紀のウィーン文化として讃えたものの10分の9は、ウィーンのユダヤ人によって奨励され、養われ、さらに自己創造されえた文化であった」と述懐している。しかし、この時代のウィーンは反ユダヤ主義を掲げたキリスト教社会運動のカール・ルエーガーが1897年から1910年までウィーン市長を務めた時代にあたっており、国粋主義者ゲオルク・フォン・シェーネラーらの反ユダヤ主義的言説も活発になされた。一方、ウィーン在住の新聞人テオドール・ヘルツルは『ユダヤ人国家』を1896年に刊行してユダヤ人による、ユダヤ人のための国家を唱え、ウィーンを拠点にシオニズムの運動を開始した。

## 世界都市ウィーンの成り立ち

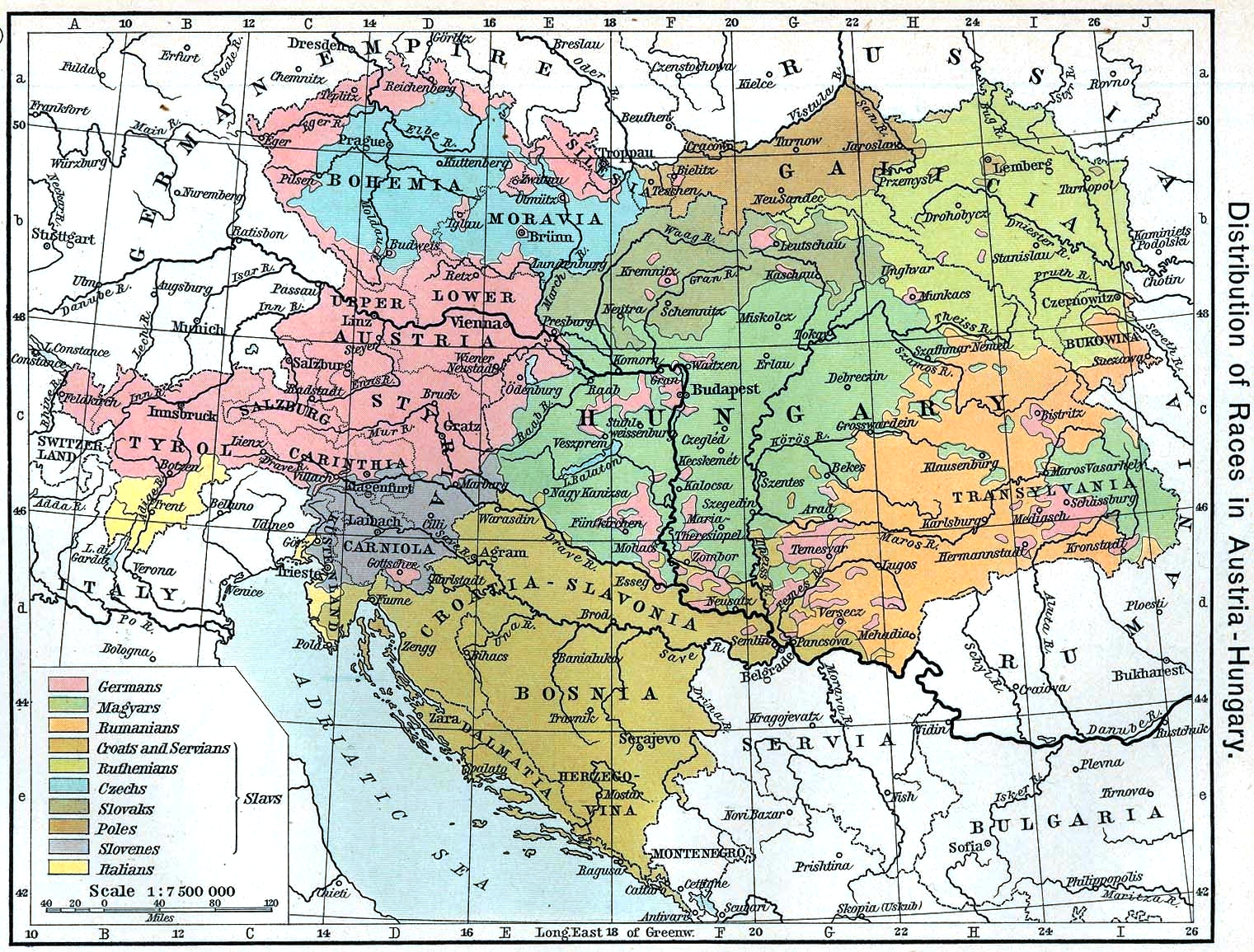
帝国の民族分布（1911年）

ウィーンは、そもそもの成り立ちが2つの道が交差するところに生まれた町であった。ドナウ川に沿ってヨーロッパを東西に横切る道と、バルト海とイタリアを結ぶ南北の道（「琥珀の道」）である。そこはゲルマン系、スラヴ系、マジャール系、ラテン系のそれぞれの居住域の接点にあたり、歴史的にみても紀元前5世紀以降ケルト人の居住する小村であったところにローマ帝国の北の拠点ウィンドボナが建設されたのがウィーンの始まりであった
。
オスマン帝国の隆盛時には西ヨーロッパからみてイスラム勢力圏への入り口にもあたっており、ハプスブルク家の歴代当主は、この地を「キリスト教文化の砦」として防備を固めた。数多くの民族を内包するハプスブルク君主国の都ウィーンは、伝統的にも多彩な民族性を集約する都市であった。19世紀にはバルカン諸国の独立によりイスラム圏への入口は東方に移っており、ウィーンは地理的にヨーロッパの中心となった。
ヨーロッパにおいて18世紀は、合理主義的思潮と自然科学が広がって「光の世紀」と呼ばれたが、オーストリアは比較的啓蒙主義の伝播が遅れ、近代化も進まなかったといわれる。しかし、ロシアやプロイセンなどと同様、啓蒙思想の伝播の比較的遅かったオーストリアでは、近代化が啓蒙専制君主を通じた特殊なかたちをもってあらわれた。1770年、マリア・テレジアはウィーン旧市街と郊外地域とを統一的な規則によって統合するため番地制度を導入し、都市空間の合理的整序を図った。後を継いだヨーゼフ2世は、1780年より修道院廃止政策を進めて、聾唖学校や軍医養成アカデミーなど福祉・教育施設を建設し、とりわけ1784年に完成した総合病院はヨーロッパ随一の規模をほこった。国民より「博愛主義者」と呼ばれて敬愛されたヨーゼフ2世は、市門の終夜開放もおこなった。こうした政策によって都市生活における消費文化も浸透した。上層階級が遠足を楽しむようになると庶民にもすぐに広まり盛況を呈し、アルコールにかわってコーヒーの飲用習慣が広がるとたちまち中下層の人びとにも広がった。ウィーンでは社会的平準化が進行し、近代的メトロポリスが形成されて、19世紀にはヨーロッパでロンドンやパリにつぐヨーロッパ第三の大都市へと変貌を遂げていったのである。

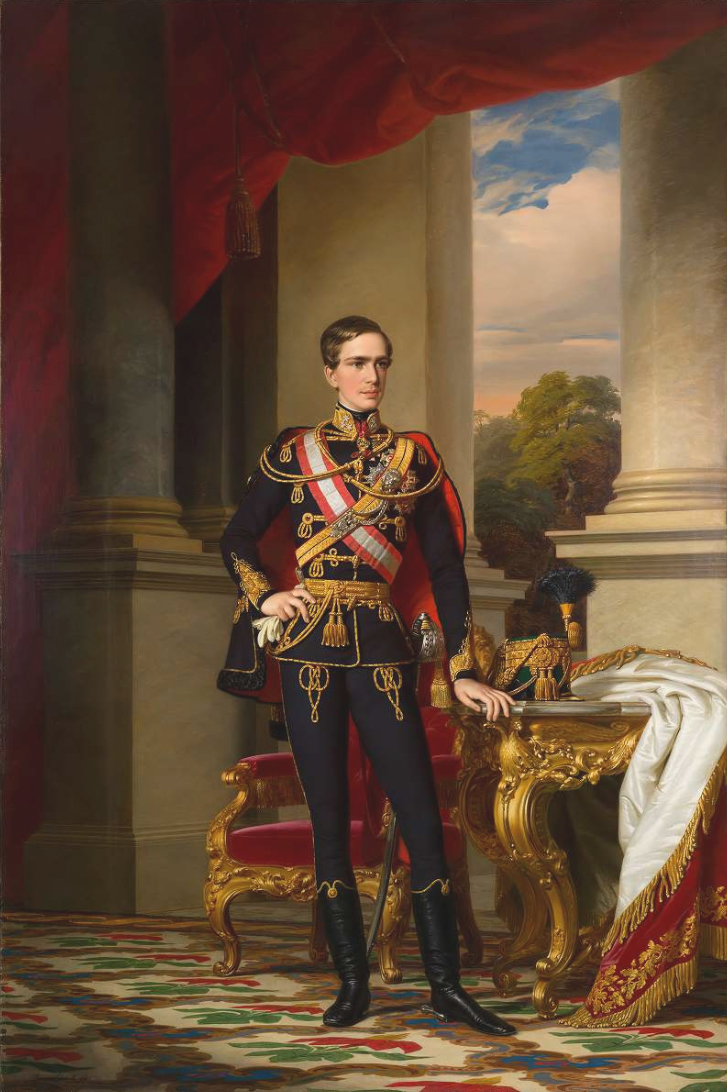
皇帝フランツ・ヨーゼフ1世

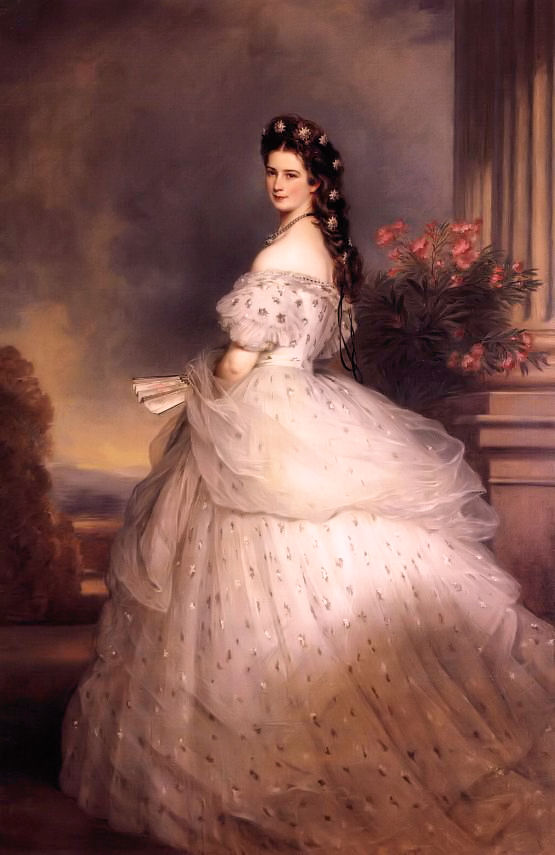
皇妃エリーザベト

## 世紀末ウィーンの時代背景

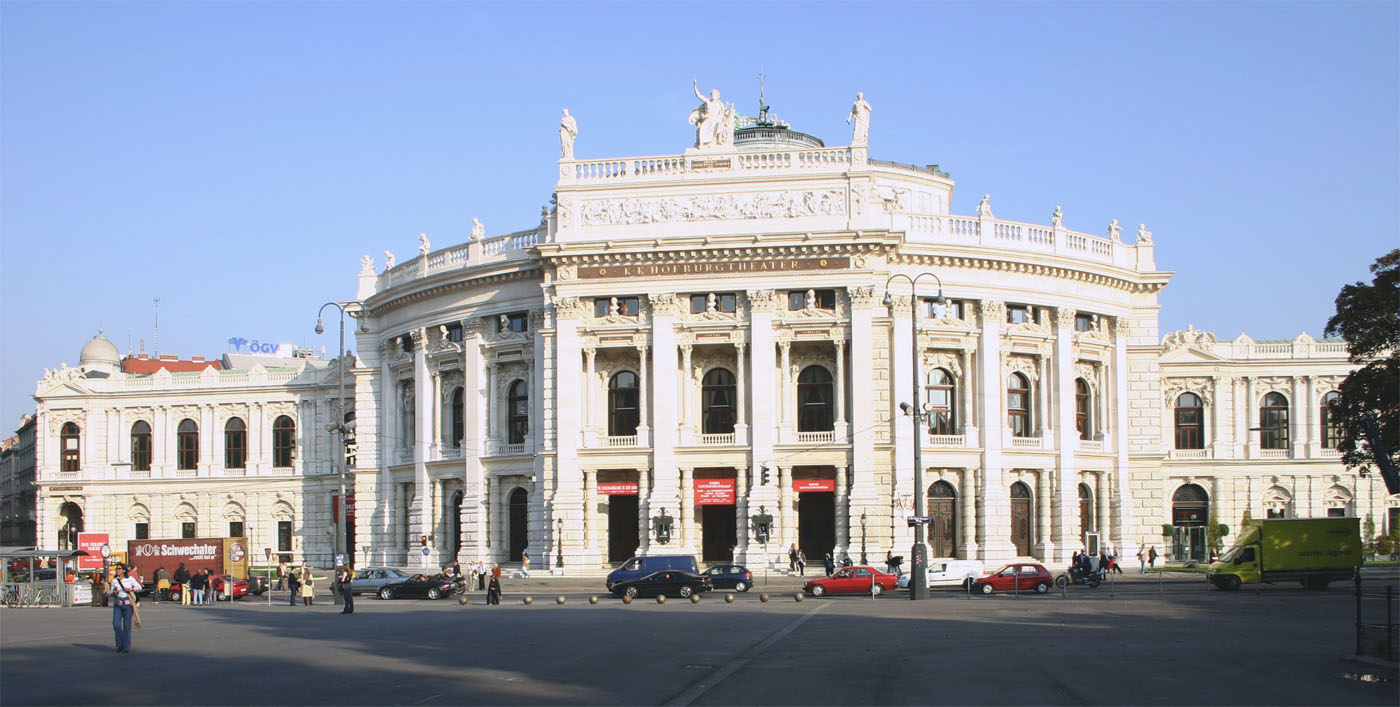
リングシュトラーセ移転後のブルク劇場
----
ゴットフリート・ゼンパーとカール・フォン・ハゼナウアーによって設計された、初期バロックの模倣を基調とする建物。初期のクリムトが内部の装飾画を担当した。第二次世界大戦で焼失したが、1955年に再建された。

1848年革命はウィーンはじめオーストリア帝国全土を揺るがし、ハンガリー各地やミラノ、プラハでも暴動が起こって、ウィーンではメッテルニヒが追放されるなどの混乱のなか皇帝フェルディナント1世が退位し、甥のフランツ・ヨーゼフ1世（在位：1848年 - 1916年）が18歳の若さで後を継いだ。1848年7月、ウィーンで立憲議会が召集され、9月には農民解放令が発令された。封建制が廃止され、土地解放がなされたのである。オーストリアの産業革命が本格的に始動したのはこれ以降であり、大量の労働者が発生し、土地売買が可能になったからであった。
1853年、不凍港獲得を目指すロシア帝国はオスマン帝国との間に戦端を開いてクリミア戦争が起こったが、これに対し、バルカン半島におけるロシアの影響力がさらに増大することを恐れたオーストリアは、オスマン帝国の支持にまわった。これはナポレオン戦争以来の盟友であったロシアとの関係を決定的に悪化させた。1859年にはイタリア統一（リソルジメント）を企図していたサルデーニャ王国との戦争に敗北し、ミラノなどロンバルディア地方を失い、1866年にはオットー・フォン・ビスマルク率いるプロイセン王国との間にドイツ統一をめぐって普墺戦争が起こり、ケーニヒグレーツの戦いでは大敗北を喫した。その結果、オーストリアを盟主とするドイツ連邦は消滅し、イタリアではヴェネト地方を失うなどハプスブルク家率いるオーストリアは確実にその国際的地位を低下させていった。なお、1867年には皇帝の弟マクシミリアンがメキシコで射殺されている。
ドイツから閉め出された形となったオーストリアは、1867年のアウスグライヒ（妥協）によってやむなくマジャール人の自治を認めてオーストリア＝ハンガリー二重帝国が成立した
。その結果、オーストリア帝国（正式には「帝国議会において代表される諸王国および諸邦」）とハンガリー王国は外交・軍事・一部の財政をともにするだけで、帝国内ではそれぞれ独自の政府と議会をもつこととなった。とはいえ、マジャール人の自治要求に大幅に譲歩したこの国に対し、チェコ人をはじめとするスラヴ諸民族がそれぞれの自治を求める活動は激しく、対外的に軍事的な国威発揚を続けていくことはもはや限界に達していた。19世紀中葉から後半にかけてのヨーロッパはナショナリズムによる国家統一の旋風が吹き荒れた時代であったが、このことは一方で、この国では二重帝国の複合民族国家としての存在意義を著しく動揺させるものでもあったのである。ここにおいてオーストリアは、排他的なナショナリズムを掲げることができず、むしろ多民族共生・多文化共存の方針を打ち出さざるを得なくなった。
フランツ・ヨーゼフ1世は、政治や軍事に関しては頑固な態度をとりつづけ、ハプスブルク家の凋落さえ理解していなかったといわれるが、幼少のころより絵筆をとるなど芸術に深い関心を寄せ、文化についてはリベラルな考えの持ち主であった。首都ウィーンには将軍たちや支配層の英雄に代わって文人や芸術家たちの銅像が建てられ、かつてオスマン帝国による包囲戦に耐えた城壁は取り壊されて、跡地にはリングシュトラーセ（環状道路）が建設された。
リングシュトラーセの建設は、1857年、フランツ・ヨーゼフ1世の英断によるものであり、ウィーンの市民はこぞってこれを歓迎した。リングシュトラーセの沿線にはウィーン宮廷歌劇場（現在の国立歌劇場）をはじめとして、ウィーン市庁舎、帝国議会、取引所、大学、美術館、博物館、ブルク劇場、コンサートホールなどの公共建造物、そして裕福なブルジョアたちの数多くの豪華な建物があいついで建設された。また、1873年には装いを新たにしたウィーンにおいて万国博覧会が開催された。ウィーン万博は、明治政府が正式に参加した最初の万国博覧会で、そこではアフリカ、中国、日本の芸術も紹介され、ウィーンの芸術もその影響を受けた。なお、この万博を機にオーストリアが経済的に浮上するのではないかという期待もあったが、開会早々に株価が暴落して恐慌に陥り、父親が職人だったクリムトの家はパンさえない状態だったという。
民族比率を見れば、二重帝国のなかでドイツ人が占める割合は1910年の時点で23%にすぎなかった。10をくだらない異なった民族をかかえる帝国各地からはウィーンへの移住者があいつぎ、郊外には集合住宅が建設された。皇帝フランツ・ヨーゼフ1世はユダヤ人に対して寛大な姿勢をとり、1860年代の自由主義的な風潮のなかで、職業・結婚・居住などについて従来ユダヤ人に課せられていた各種の制限を取り除いた。これは、前世紀の啓蒙専制君主ヨーゼフ2世による「宗教寛容令」（1781年）の成就であり、アメリカ独立宣言やフランス人権宣言において唱えられた自由・平等の実現でもあった。
当時の東欧ではポグロムと呼称されるユダヤ人迫害が横行していたこともあって、ユダヤ系の人々が数多くウィーンにやって来た。土地所有が禁じられていたユダヤ人たちに居住の自由が与えられたため、それまで縛り付けられていた地方の町を比較的簡単に離れることができたのである。時代はまさに第二次産業革命のさなかにあって、本格的な工業社会の到来にも当たっていた。彼らが移住するに当たっては、ユダヤ人に許されていた金融業で蓄えた財産を持参する場合もあれば、身ひとつでやって来る者もいた。この間、ウィーンでは、1869年に6.6%だった都市人口に占めるユダヤ人の割合が、1880年には10.1%、1890年には11%にまで増大したといわれる。移動の自由を得たユダヤ人たちは、さらにみずからの宗教、ユダヤ教のもつ伝統の重みからも逃れて子女にドイツ語教育をほどこしてオーストリア社会に同化しようとした。この子女の世代から世紀末ウィーン文化の担い手たちが数多く世に現れることとなる。
一方、フランツ・ヨーゼフ1世妃で「シシィ」の愛称をもつ悲劇のヒロイン エリーザベト皇后（1837年 - 1898年）は、ギリシア語・ラテン語だけでなく、シェイクスピア作品を原語で読め、なおかつその一節をエリザベス朝期のドイツ語で言い表すことができたといわれる。稀有といえるほど語学の才に恵まれていた「シシィ」であったが、特にハンガリーの風土と文化を心から愛し、規則ずくめの宮廷を嫌ってハンガリー各地を旅行した。彼女は、たとえば反ハプスブルク的なマジャール人の心さえ動かしてしまうくらいハンガリー語に通じていたという。
一般に1861年から1895年までのウィーンはリベラルな時代といわれている。万博の開かれた1873年は経済恐慌が起こって一時的に社会的緊張が生じており、スラブ系諸民族の自立化の要求は相変わらず存在していたが、それでも1880年代はイタリア・ドイツと三国同盟（1882年成立）を結ぶなど全体的にみて小康状態を保っていた。しかし、1889年、皇帝フランツ・ヨーゼフと「シシィ」の息子で唯一の帝位継承者であったルドルフ大公がウィーン郊外のマイヤーリングで愛人マリー・フォン・ヴェッツェラと謎の情死を遂げ、さらに、1898年には「シシィ」エリーザベト皇后がイタリア人ルイジ・ルケーニによってジュネーヴで暗殺されるなど、皇帝にとって痛恨のできごとが続いた。この間、1895年にはリベラル派が市評議会（1848年成立、定員150名）選挙に敗れて、その代わりに反ユダヤ的なキリスト教社会党が過半数を占め、市長にカール・ルエーガー（後述）が推されたが、皇帝はこれを拒否している。
ルドルフ大公の死後、帝位継承者に指名されたのは皇帝の甥にあたるフランツ・フェルディナント大公であった。しかし、1914年6月28日にサラエヴォを訪れたフランツ・フェルディナント大公はセルビアの民族主義者ガブリロ・プリンチプによって暗殺されてしまう。皇帝はこの犯罪が処罰されることのないまま放置することができず、最後通牒をセルビア政府に突きつけた。7月28日、ついに戦端は開かれた。第一次世界大戦の勃発である。
「何もかもが我が上にふりかかる」—それが口癖だったといわれる皇帝フランツ・ヨーゼフ1世は、大戦中の1916年に亡くなった。その2年後、640年にわたって続いてきたハプスブルク帝国は地上から消滅した。
なお、統計によれば1840年には約40万人だったウィーン市の人口は、1860年には80万人弱となり、次々に郊外を呑みこんで1890年には人口130万を数え、1905年には187万
、第一次世界大戦末には220万人に膨れあがっている。

### 新聞の発達
この時代の文化状況を考える際に重要なのは、新聞メディアの発達である。特に自由主義者たちによる『プレッセ』（名称変更後は『ノイエ・フライエ・プレッセ（新自由新聞）』）は上品な高級紙とされ、特に文芸欄の批評には定評があった。ここで批評家として活躍した人物にカール・クラウス（後述）がおり、多くの知識人によって購読された。音楽批評では博学なエドゥアルト・ハンスリックがリヒャルト・ワーグナーの音楽を酷評していた。
『ノイエス・ヴィーナー・タークブラット（新ウィーン日報）』は、ルドルフ皇太子が匿名で自由主義的な論文を書いたことで知られる。父帝フランツ・ヨーゼフ1世がドイツ帝国との同盟を維持していたのに対し、ルドルフはフランスと同盟すべきとの意見をもっていたが、彼の立場では自由な意見を表明できなかったので、友人のモーリッツ・ツェプスが編集長を務める同紙に投書して掲載に及んだこともあった。今日ではルドルフの方が先見の明があったのではないかという指摘さえある。
新聞ジャーナリズムは、ユダヤ系の人々の活躍のめざましい世界であった。上の両紙はじめウィーンのほとんどの自由主義的傾向の日刊紙の経営者や編集長はユダヤ系によって占められていた。編集長以下のジャーナリストも5割から6割にかけてがユダヤ系だったといわれる。

### ウィーンのカフェ文化
ウィーンはコーヒーの街として知られる。ウィーン風コーヒーは「カプツィーナー」や「フランツィスカーナー」をはじめとして、淹れ方や牛乳の量、合わせるもの（リキュールや生クリーム）による種類だけで十数種におよぶといわれる。ウィーンの世紀末文化においても、カフェハウスの役割はきわめて大きかった。
シュテファン・ツヴァイクは『昨日の世界』（1942年）のなかで「あらゆる新しいものに対する最良の教養の場所はつねにカフェであった」と述べ、また、カフェほど「オーストリア人の知的な活発さと国際的視野とに貢献したものはおそらくないだろう」と回想している。カフェには新聞や雑誌が置いてあり、仲間との会話を楽しむ情報交換の場であり、批評し、議論をする場でもあった。ウィーンの住宅事情の悪さがカフェハウスの流行に拍車をかけたともいわれているが、男女の交際のあり方や都市民の生活のあり方や質もまた、おおいに変化したのである。
1824年に開業したカフェ・フラウエンフーバーは現存するウィーンで最古のコーヒーハウスで、レストランとして利用されていた時代にはモーツァルトもここで演奏している。ウィーン大学の近くにあるカフェ・ラントマンは、精神分析医のジークムント・フロイトも通った。ホテル・インペリアル1階のカフェ・インペリアルはグスタフ・マーラーのお気に入りであった。建築家アドルフ・ロースが内装をデザインしたカフェ・ムゼウムでは、両大戦間、のちにノーベル文学賞を受賞するエリアス・カネッティが他の文学者たちと過ごすことが多かった。オペレッタの名手であったフランツ・レハールは、カフェ・シュペールでは崇拝の的であった。シュペールには、コロマン・モーザーやヨゼフ・マリア・オルブリッヒといった分離派の芸術家も顔を出した。
カフェ・グリーンシュタイドルは1847年に開店し、青年ウィーン派の詩人や作家がここに集まり、定期的に会合を開いた。カール・クラウス、アルトゥール・シュニッツラー、リヒャルト・ベーア＝ホフマン、フーゴ・フォン・ホーフマンスタール、シュテファン・ゲオルゲといった面々であった。しかし、この店は道路拡張工事のため1897年に閉店することとなる。そのため、ここの常連たちはいっせいにカフェ・ツェントラールにうつったという。

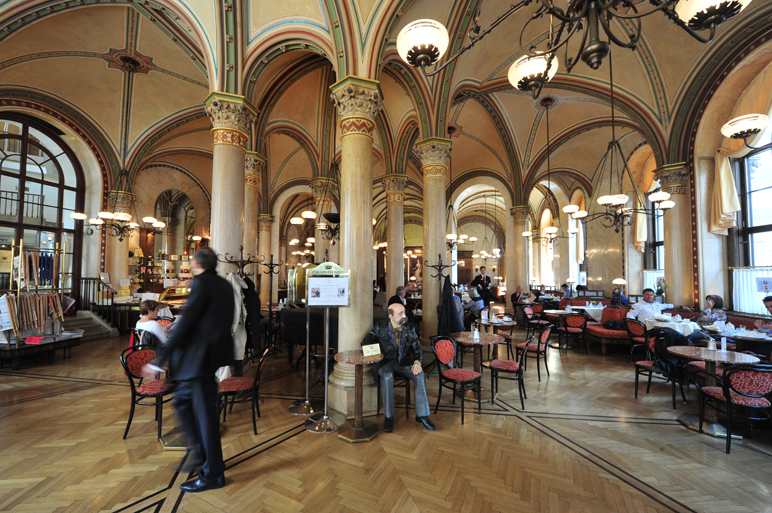
1943年に閉店したが、1975年に観光客用の店として再開したカフェ・ツェントラール（2010年撮影）

カフェ・ツェントラールはアーチ型の天井をもつ店で、そこには作家や自由思想家たちが集まった。名物男でカフェ文士として知られるペーター・アルテンベルクはここの常連であり、現在、この店には彼の座像が飾られている。アルテンベルクは、宿泊場所はホテルを利用していたが、起きている時間の大半をツェントラールで過ごし、また、彼より20歳近く若いエゴン・フリーデルとよく連れ立ってウィーンの街を徘徊した。2人は、廃業する前のカフェ・グリーンシュタイドルにもよく顔を出した。カフェ・ツェントラールには、オットー・バウアー、カール・レンナー、ルドルフ・ヒルファーディングといった社会主義者も通った。ヒルファーディングの友人であったロシア人、レオン・トロツキーもここの常連であった。彼が本名であるブロンシュタインというユダヤ風の姓を捨てたのは、反ユダヤ主義のせいであるという。彼はここでロシア革命の構想を練った。二重帝国の外務大臣だったレオポルド・ベルヒトルドはロシア革命勃発の報を耳にしたとき、大笑して「驚くにもほどがあるよ、あの一日中ツェントラルでチェスに熱中していたプロンシュタイン君があの革命をしたというのかい」と叫んだという。ツェントラールには、ロシア革命の指導者ウラジーミル・レーニン、心理学者のアルフレッド・アドラーも顔を出した。
カフェハウスでは、文士たちによる執筆もさかんになされた。その一方で、文学作品にもカフェでの場面が頻繁に登場する。1938年以前のウィーンの人々にとって、カフェハウスは１日のうちの最も大事な時間を過ごす場でもあったのである。

### ウィーンのユダヤ人
19世紀中葉以降、ウィーンに流入したのはポグロムを忌避した東欧ユダヤ人ばかりではなかった。世紀転換期のウィーンに住むユダヤ人には、ボヘミア、モラヴィア、ハンガリーなどにおけるドイツ語圏からウィーンにやってきて同化した人々も少なくなかった。周辺諸国ですでにドイツ語教育を受け、財力を蓄えていた中流以上の人々もビジネス・チャンスを求めてウィーンにやってきた。まもなく彼らはウィーンに同化し、やがて社会のエリート層を形成していった。バイエルン州フュルト出身の作家、ヤコブ・ヴァッサーマン（1873年 - 1934年）は1921年に著した自伝のなかで、19世紀末にウィーンを訪れたときの回想として、故郷ではユダヤ人と会うことさえ滅多になかったのに、ウィーンでは「完全に社会生活がユダヤ人によって仕切られていた。銀行、新聞、劇場、社交的な行事、そうしたことのすべてがユダヤ人の手中にあった。…私はユダヤ人の医者、法律家、クラブのメンバー、俗物、伊達男、プロレタリア、俳優、ジャーナリスト、詩人のおびただしさに驚いた」と書き記している。
ウィーン大学の学生は1880年代において3分の1がユダヤ人で占められ、法学部で22%、医学部では38%にのぼっていた。医学部のユダヤ人学生は1890年、1914年にはそれぞれ48%、50%にまで上昇した。大学教員では、1910年段階で法学部教員の37%、医学部教員の51%がユダヤ系であった。ただし、これらはほとんど無給の教員で、ユダヤ系で有給の正教授は各学部でひとりずつしかいなかった。高級官僚などと同じで、ユダヤ系の学者が大学の正教授になるにはキリスト教への改宗が義務づけられていたからだった。
医師のうちユダヤ教徒の占める割合は、1881年には61%にのぼっていた。弁護士は1890年には58%で1936年には62%であった。これはユダヤ系ではなくてユダヤ教徒の数字なので改宗者も含めれば割合はさらに増加する。ウィーンではユダヤ教徒は公務員になれなかったので、改宗しない限り検事や裁判官にはなれず、そのため、そうした制約のないユダヤ人弁護士は増加の一途をたどったのであった。また、上述のとおり、ジャーナリズムへのユダヤ系の人々の進出には著しいものがあった。その他の職業では、銀行家の75%、鉄・金属取引のほぼ100%、広告宣伝業の96.5%、靴、織物、砂糖、石油、材木・製紙、ワイン商の約7%、宝石商、カフェ・オーナーの約40%がユダヤ系で占められていた。
二重帝国とその周辺国から「教養」の理想と自由主義を求めてウィーンに居を移し、少なからぬ差別に遭遇しながらも人一倍の努力を傾けて同化したユダヤ系市民は、自らの「同化」については寸分の疑問も持たなかった。ウィーンのユダヤ系住民の多くは真剣に自分たちの街を愛していたし、シュテファン・ツヴァイクの指摘によれば、15世紀のスペインを除けば、19世紀末のウィーンほどユダヤ人とキリスト教徒との間で実り豊かな協力関係を築き上げた例は他になかった。シオニズムに身を投じた一部の例外を除けば、ユダヤ系の人々の多くはいかなる民族運動にも加わることなく、ハプスブルク帝国に忠実であり続けた。第一次世界大戦にあってもウィーンのユダヤ人のうちの数千人が帝国のために戦い、その多くが祖国に殉じた。彼らは、自身がオーストリア人であり、ウィーン市民であることには何ら疑問をいだかなかった。
ただし、ユダヤ系知識人が同化しようとしたのはオーストリアという国家であるよりは、むしろ、彼らの心のなかに生き続けた観念的な「ドイツ」、「すべての人間が自由に生きられる約束の地」であるところの「ドイツ」であったという指摘がある。それによれば、実際のドイツがゲーテの昔からいかにかけ離れたものであっても、たとえばアルトゥル・シュニッツラーやジークムント・フロイトらは心のなかの「ドイツ」への愛着を捨て去ることができなかったのであり、たとえ「教養」の内実が虚飾にまみれたものであっても、彼らは「教養」の理想を放棄することはできなかったのである。
諸芸術のなかで、美術・工芸・建築分野、音楽分野におけるユダヤ人については後述する通りであるが、これに比較して文学に占めるユダヤ系作家の割合は大きかった。ツヴァイクが挙げた9割という数字は、いささか誇大に過ぎるとはいえ、1891年にシュニッツラーがリストアップした23人の重要作家のうち16名はユダヤ系で、全体の7割におよんでいた。個人主義ないしコスモポリタニズムとしての「教養」の理想は、やがてナチスが掲げる理想とは正面から衝突し、のちにナチスによるユダヤ人虐殺という大きな悲劇を産んだ。ウィーンはユダヤ人とともに繁栄してきた街であったが、同時にユダヤ人を差別し、やがてユダヤ人たちを無慈悲にも追放したのであった。

## ウィーン世紀末芸術の諸相

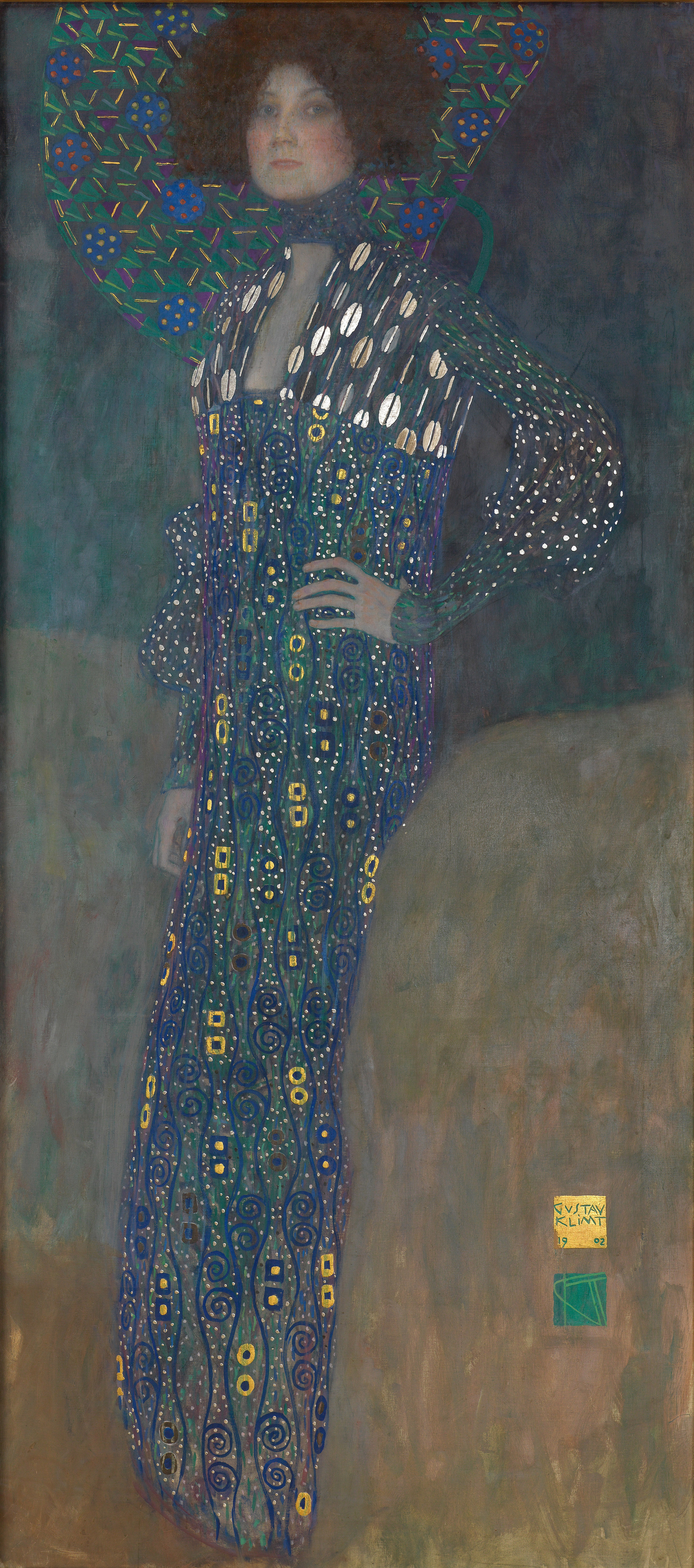
クリムト『エミーリエ・フレーゲの肖像』1902年

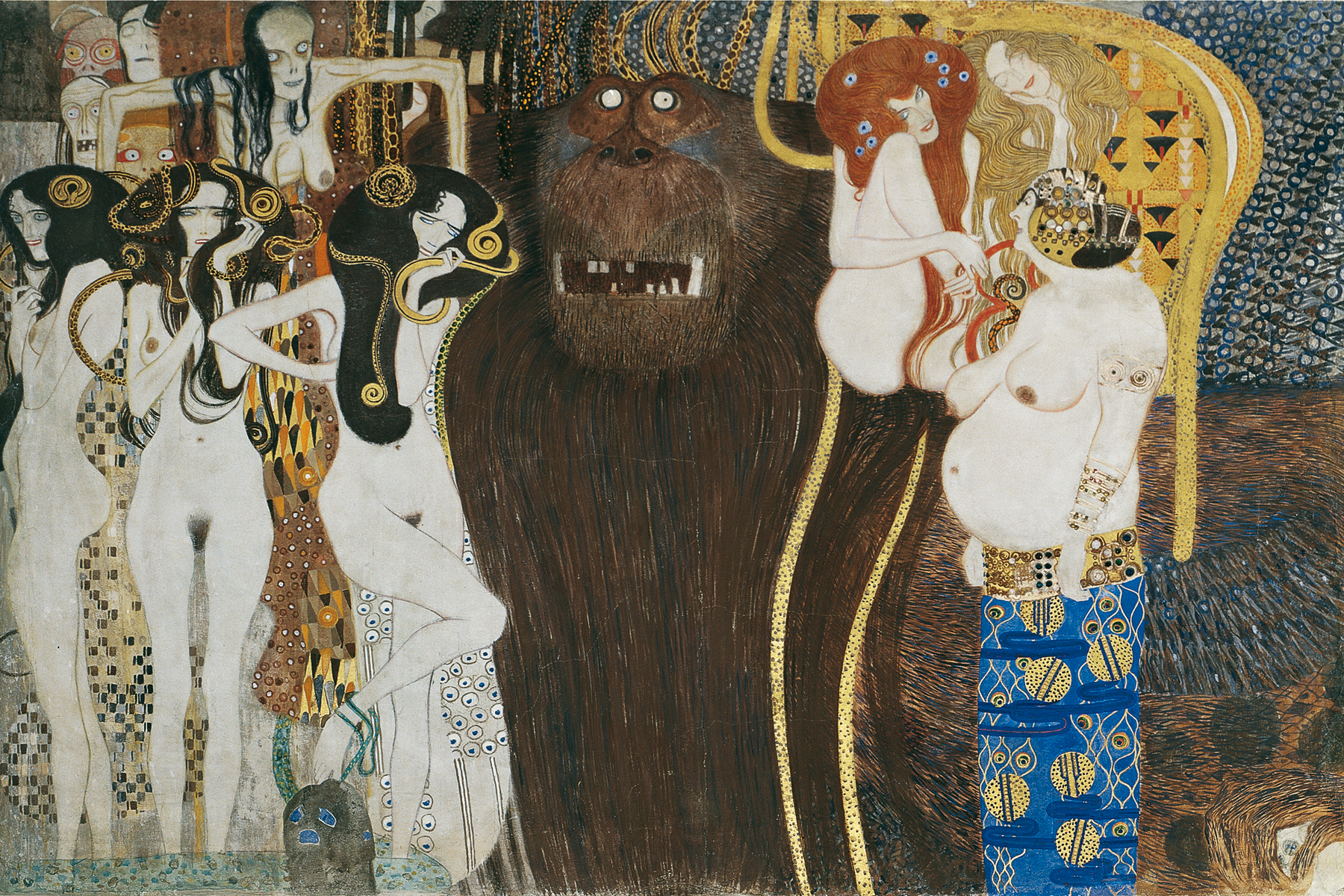
クリムト『ベートーヴェン・フリース』 1902年
----
この絵の飾られた分離派会館の地階の設計は、ヨーゼフ・ホフマンによる。

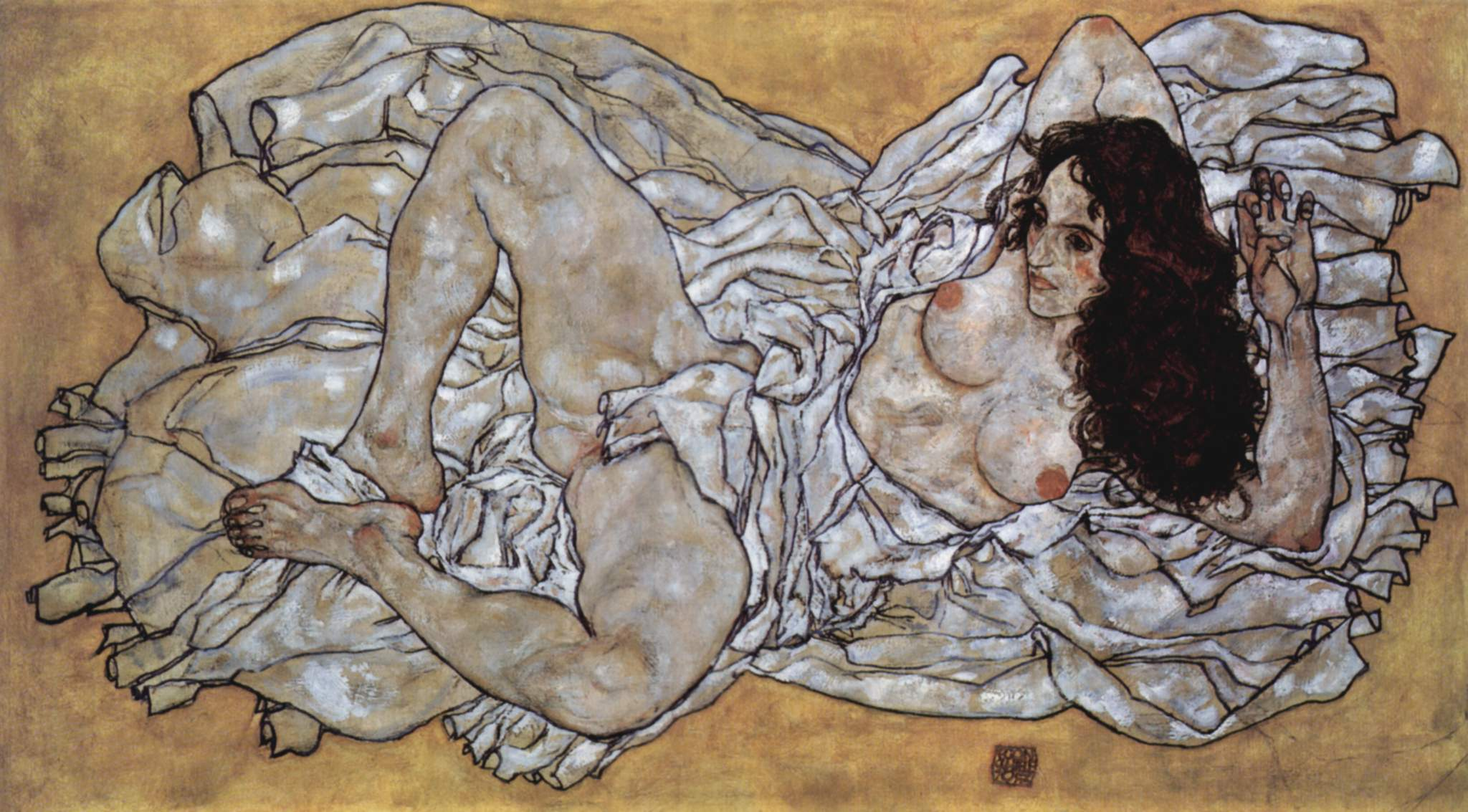
シーレ『横たわる女』1917年

### 絵画・イラスト
美術では、アカデミックな芸術家団体クンストラーハウスの保守性を嫌った人々によって結成されたウィーン分離派（ゼツェシオン）のグスタフ・クリムト（1862年 - 1918年）が特に有名である。ウィーンの代表的な画家として名声を得ていたクリムトは1894年にウィーン大学大講堂の天井画を受注したが、その大胆で象徴主義的な作品は無理解や厳しい非難、攻撃にさらされた。「分離派」とは、19世紀の歴史絵画からの分離をめざしたドイツ語圏の芸術家の動きで、ウィーンではクリムトが会長として1897年に誕生した。翌1898年、第1回のウィーン分離派展が開催され、その開会式には皇帝フランツ・ヨーゼフ1世が直々に訪れている。同じ年、分離派の機関誌として発刊された月刊「ヴェル・サクルム」（ラテン語で「聖なる春」の意）の創刊号には以下のような理念が記された。
官能的なテーマを数多く描いたクリムトの作品は、甘美で妖艶なエロスを発散していると同時に、常に死の影があると評される。クリムトは、正式に結婚せずに洋裁師のエミーリエ・フレーゲと同居し、あえてそれを隠そうともしない奔放な生き方を送り、結婚前のアルマはじめ多くの女性とかかわりをもった。クリムトがエロスをことのほか重視したのは、彼にとって女性は性的対象であると同時に崇拝の対象でもあったからだといわれている。一方、ショースキーは、彼の全作品にわたって社会の側面がそぎ落とされていると指摘している。
オルブリッヒ設計のセセッション館（詳細後述）の地階の壁画『ベートーヴェン・フリース』は、1902年にベートーヴェンをテーマとして開かれた第14回分離派展のために、クリムトが第9交響曲を聴いて造形したものとされる。大団円となる第3壁面（右側の壁面）は、いわばフリードリヒ・フォン・シラーの詩とベートーヴェンの音楽、そしてクリムトの絵による「総合芸術」が企図されたものであった。また、クリムトは1898年以降、特に1910年以降は専ら風景画を描いており、その作品は人物画のもつ様式美とは異なり、激しい無限への衝動と犯しがたい品格を感じさせるものであるとの評価がある。これについては、注文による肖像画には存在する気遣いや忖度が風景画の場合は不要で、それが純粋に描く喜びとなって、心身の癒しとなったのではないかとも推察されている。
ウィーン分離派に加わった人物としてはデザイナーのコロマン・モーザー（1868年 - 1918年）がおり、グラフィック・絵画のみならず工芸など多方面で活躍した（詳細後述）。モードの世界でも有名で、週刊雑誌『ウィーン・モード』を主宰し、とりわけ女性の衣装に詳しかった。1900年、彼はウィーン美術学校の教授に就任し、1903年にはヨーゼフ・ホフマンとともにウィーン工房を立ち上げた（後述）。1908年、モーザーは帝国郵政省よりフランツ・ヨーゼフ1世の皇帝在位60周年記念切手シリーズのデザインの依頼を受けている。
分離派に加わらなかった若手としては、ウィーンに近いトゥルン・アン・デア・ドナウ出身で20世紀初頭に活躍したエゴン・シーレ（1890年 - 1918年）がいる。かれはクリムトの画風から影響を受けたとされ、鋭い描線によるエロティックな絵画を多数のこしたが、クリムトと比較すると表現主義的傾向が強い。シーレは1906年にウィーン美術学校の入学試験に合格したが、若くしてデッサンに熟達し、消しゴムを必要としたり使ったことが一切なかったといわれている。1909年の美術展で名を得るに至る19歳までの間、シーレはオスカー・ココシュカと数回会ったものの冷淡に対応され、批評家も彼をクリムトの亜流にすぎないと無視した。しかし、実際に絵を見せに訪れたクリムトからは、「私に才能はありますか」と問うたシーレに対し、「あるとも、大ありだよ」と激励されたという。1912年、彼は少女に対する性的虐待の容疑で逮捕され、24日間拘留されて、禁固3日の刑を受けたが、少女が最初の法廷での証言を撤回したため淫行罪は成立しなかった。シーレの作品は、人体が鋭く屈曲し、プロポーションもはげしく歪んでいるが、こうした表現様式が確立したのは、この件があった頃までと考えられる。1915年、彼はエーディス・ハルムスと結婚した。どのような感情も身体で表現できると信じていたシーレは、繰り返し描かれた自画像を含め、衣装をはぎとった赤裸々な男女の像を描いた。一方、彼の風景画作品には「町」「家」「窓」を描写したものが多いことも指摘されている。
若い頃にはウィーン工房に参加したものの終生独自の道を歩んだ画家として、『ヴァルデンの肖像』（1910年）やアルマ・マーラーとの愛欲を描いた『風の花嫁』（1914年）で知られるオスカー・ココシュカ（1886年 - 1980年）がいる。ボヘミアのベッヒラルンという小さな村で金細工職人の息子として生まれたココシュカは、その20代半ばで、一方では早熟の天才として高く評価され、一方では手のつけられない反逆児、「大野人」だと見なされていた。彼の作品は、表現主義的傾向をもつとされることが多く、時空を越えた一種の混沌状態とそこにおける苦悩が描かれているといわれている。ココシュカは肖像画も多く残したが、風景画にも傑作が多く、ドラマや戯曲、美術エッセイなども発表した。休むことなき表現者である彼は、自身を「私はジプシーである」と述べている。
『青騎士』の運動に参加したアルフレート・クービン（1877年 - 1959年）は画家であると同時に詩人である。近代文明を嫌悪して隠棲し、生涯にわたって心の闇を描いたとされる。かれはやがて出現するシュルレアリスムの先駆者といわれることがある。
なお、文学、音楽、医学などの分野に比較すれば、美術・建築の分野でのユダヤ人の割合はさほど高いものではない。上述したクリムト、シーレ、ココシュカ、コロマン・モーザーなどの画家やイラストレーター、あるいは後述するオットー・ワーグナー、ヨーゼフ・ホフマン、ヨゼフ・マリア・オルブリッヒ、アドルフ・ロースといった建築家はいずれも非ユダヤ人である。
しかし、ウィーンの近代アートを支援してきたパトロンは圧倒的にユダヤ系の人々が多かったことが指摘されている。後述するカール・ウィトゲンシュタインやフリッツ・ヴェルンドルファーのほか、モーザーを支援したカール・フェルディナンド・マウトナー＝マルホフ、シーレ作品を収集したハインリヒ・リーガー、ロースの施主となったレオポルド・ゴルドマンなどがおり、美貌で知られ、クリムトの肖像画のモデルにもなったゼレーナ・レーデラー（旧姓ピューリッツァー）は、1918年のクリムトの死ののち画廊に自動車で乗り付け、そこで展示されていたクリムトの遺作約200点をすべて言い値で購入した。レーデラー家はまた、ウィーン大学に拒否されたクリムトの天井画群のほか、彼の絵画作品やデッサンを数多く購入している。ウィーンではこれほどまでにユダヤ系パトロンの存在が大きかったのは何故なのかについては、十分な解明がなされているとは言い難いが、ひとつにはベルリンなどでは国立の美術館も近代アートを支援していたのに対し、ウィーンでは市や国からの援助が乏しく、いきおい私的な支援に頼らざるを得なかったという事情も影響していると考えられる。

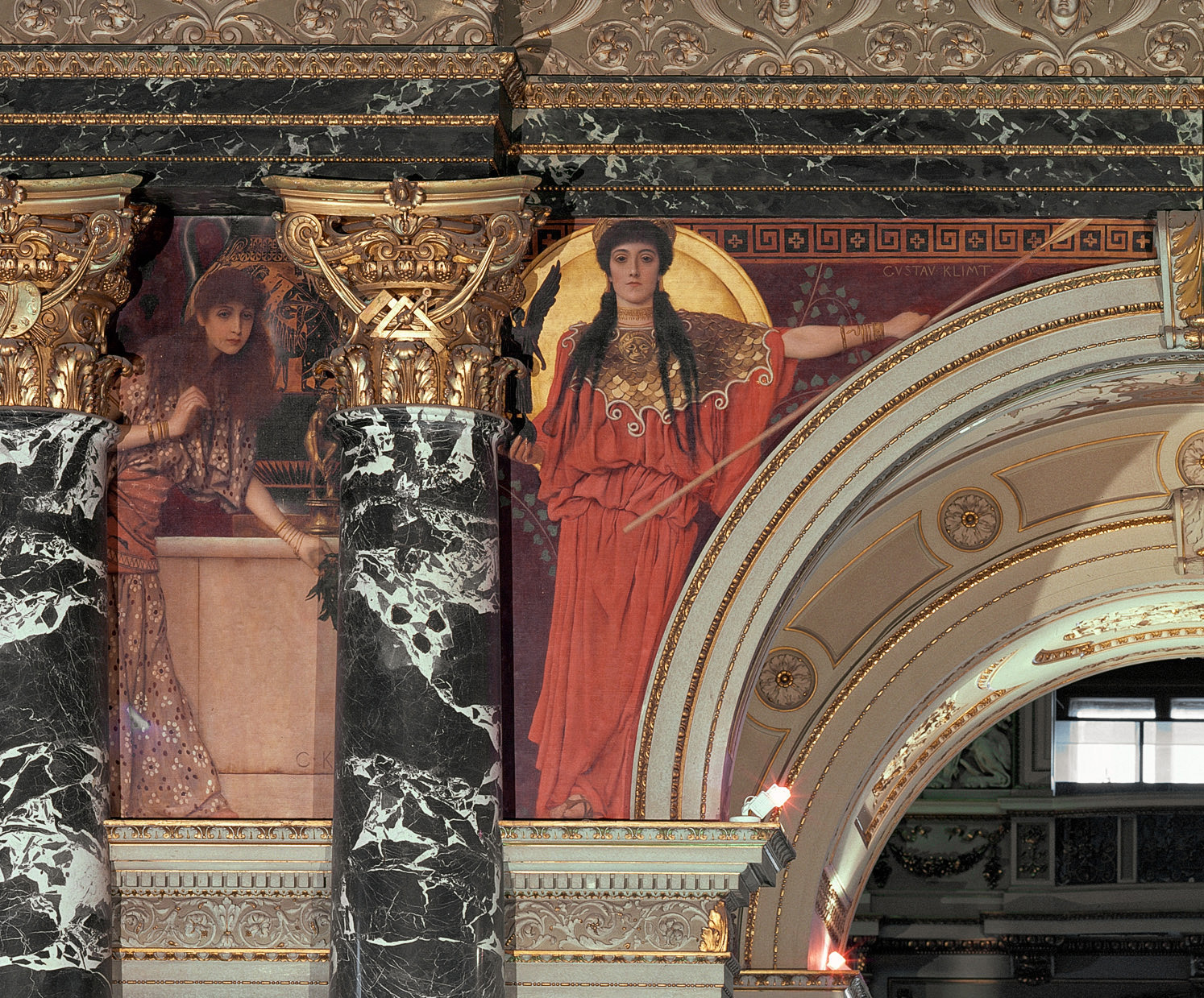
クリムト:美術史美術館の装飾画（部分、1891年）
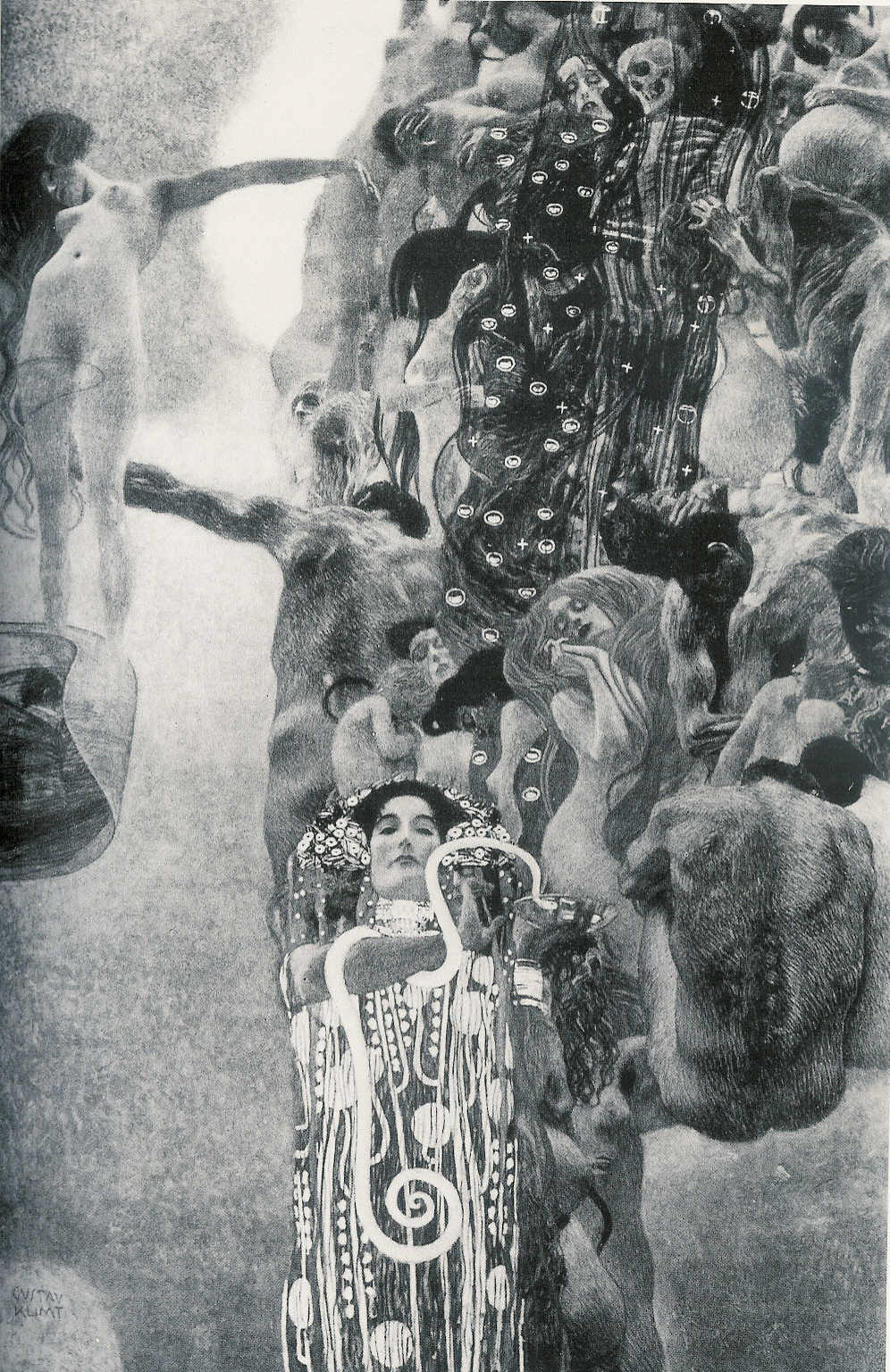
クリムト『医学』（1899-1907）[注釈 14]
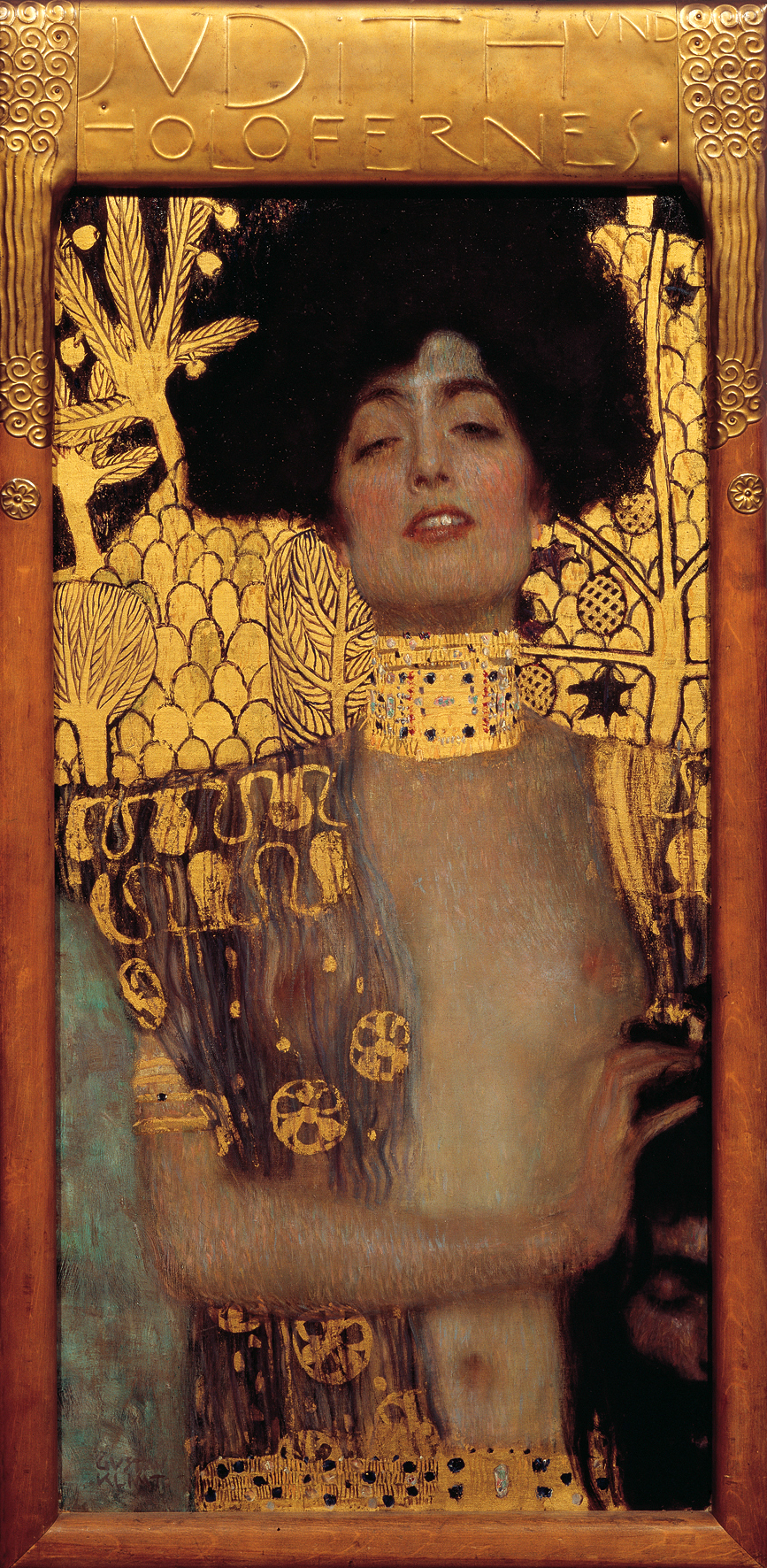
クリムト『ユディトI（英語版）』1901年
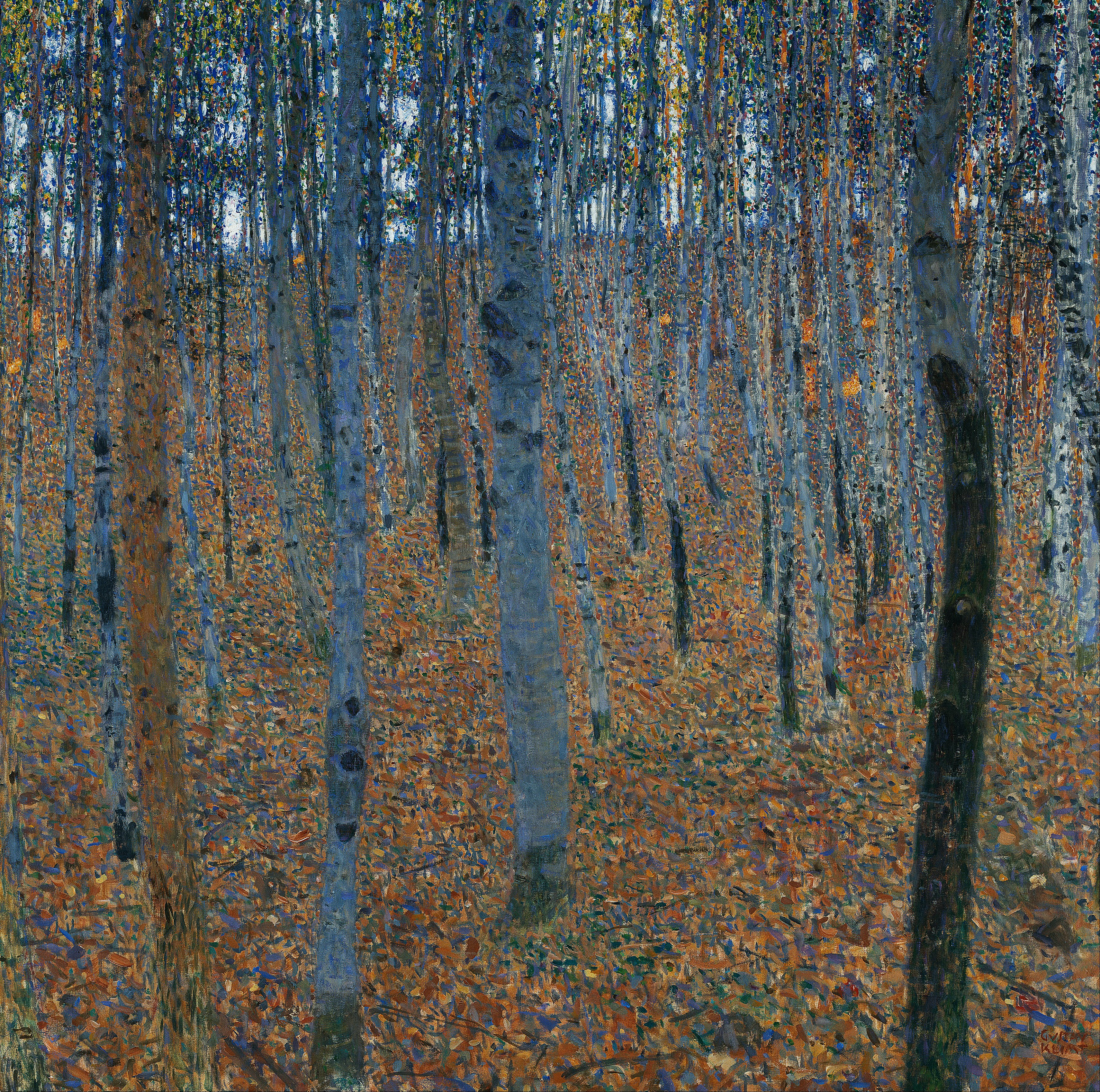
クリムト『ブナの林I』1902年
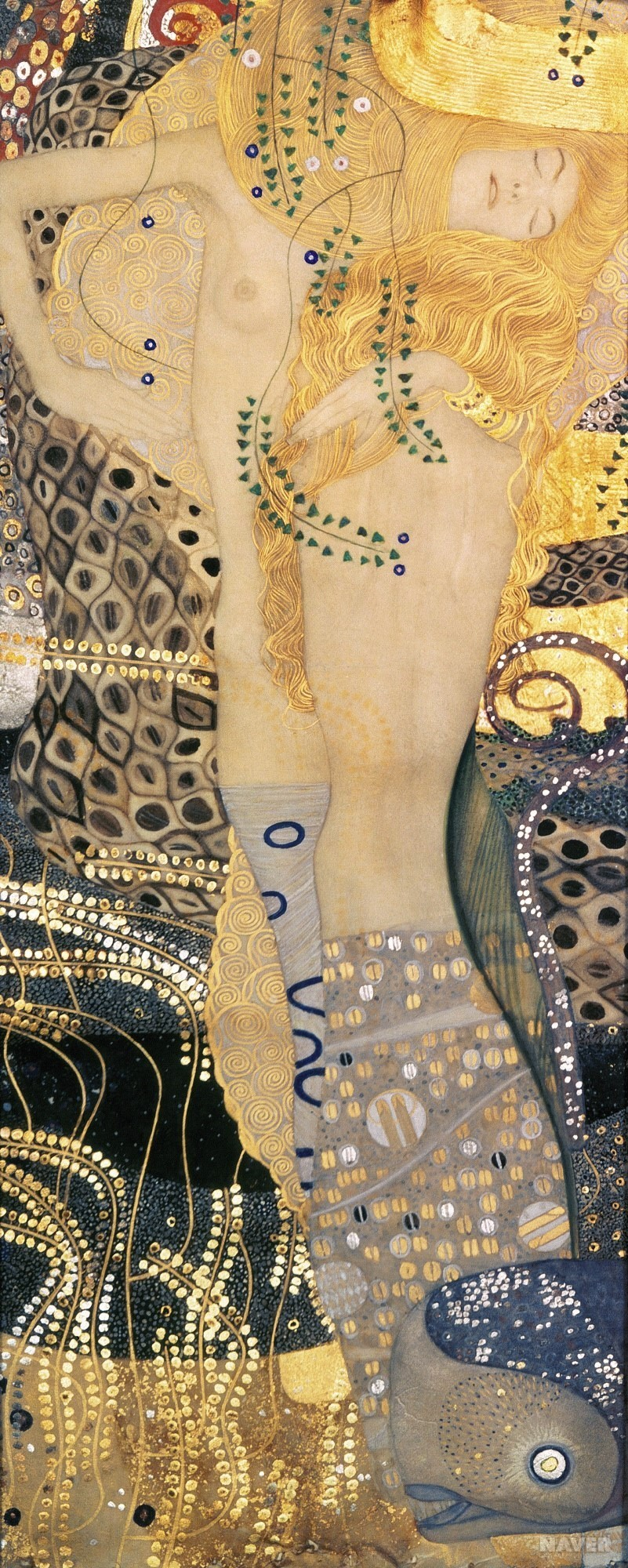
クリムト『水蛇』1904年
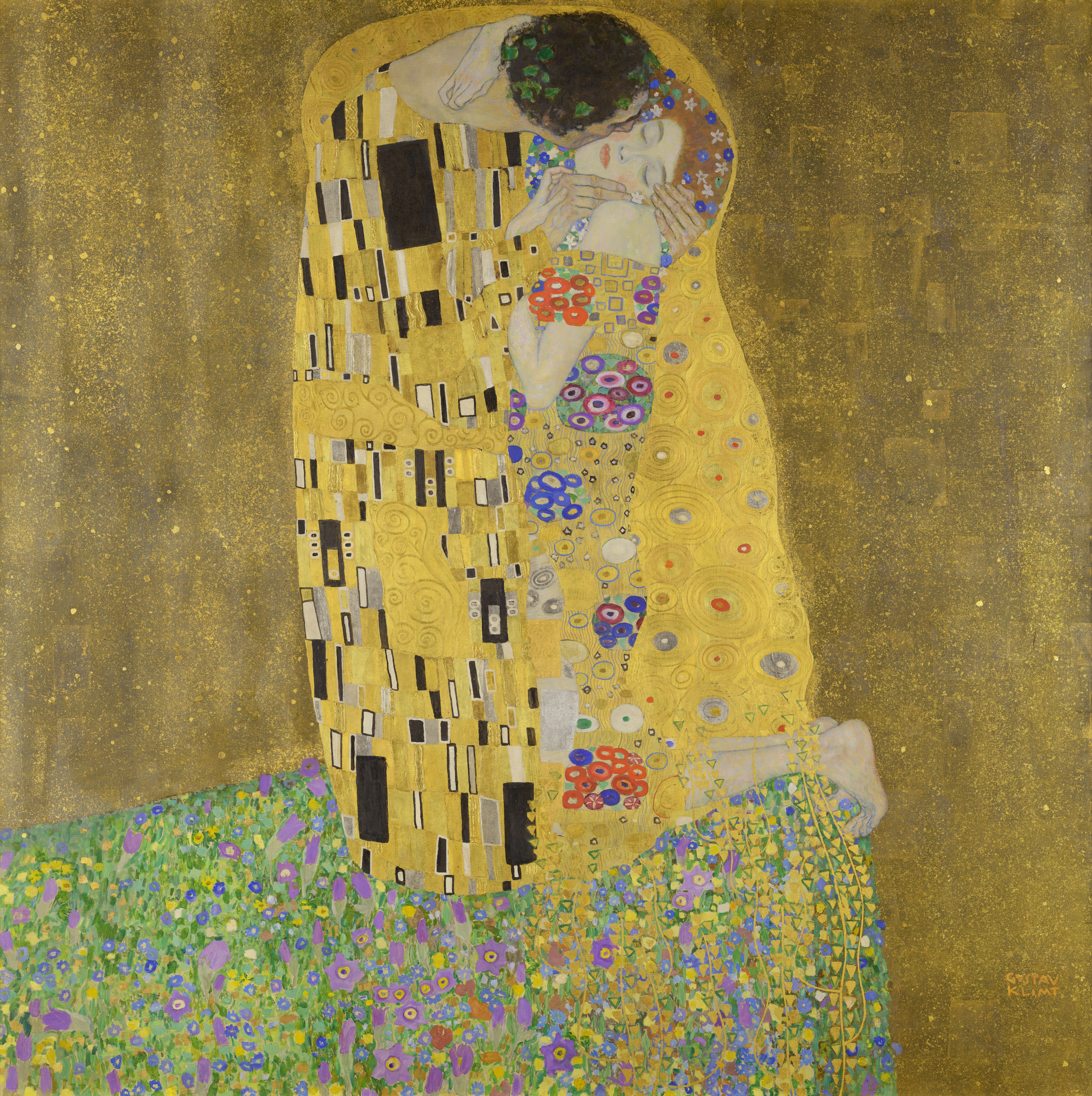
クリムト『接吻』1908年
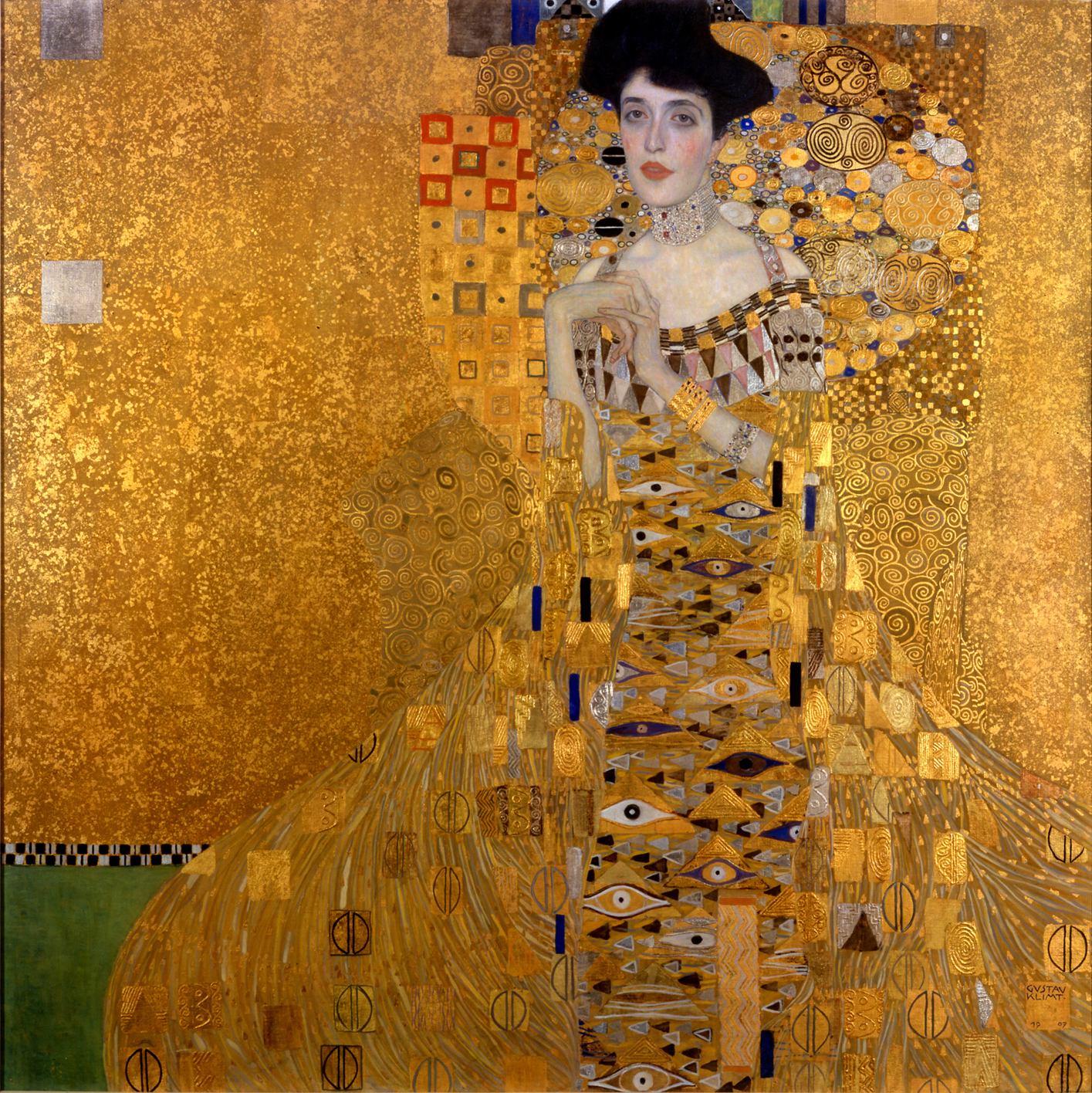
クリムト『アデーレ・ブロッホ＝バウアーの肖像 I』1907年
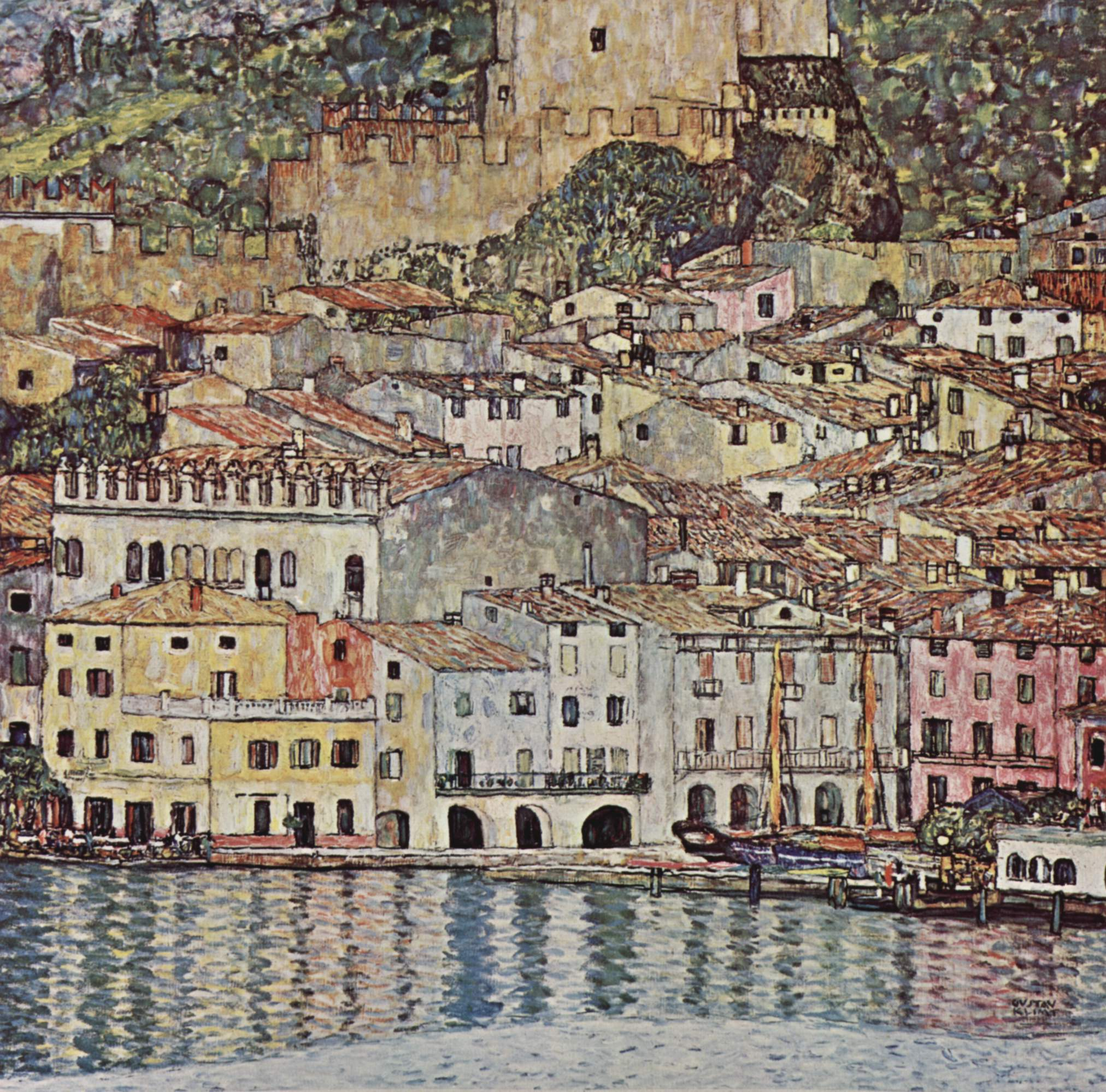
クリムト『ガルダ湖とマルチェージネの街』1913年
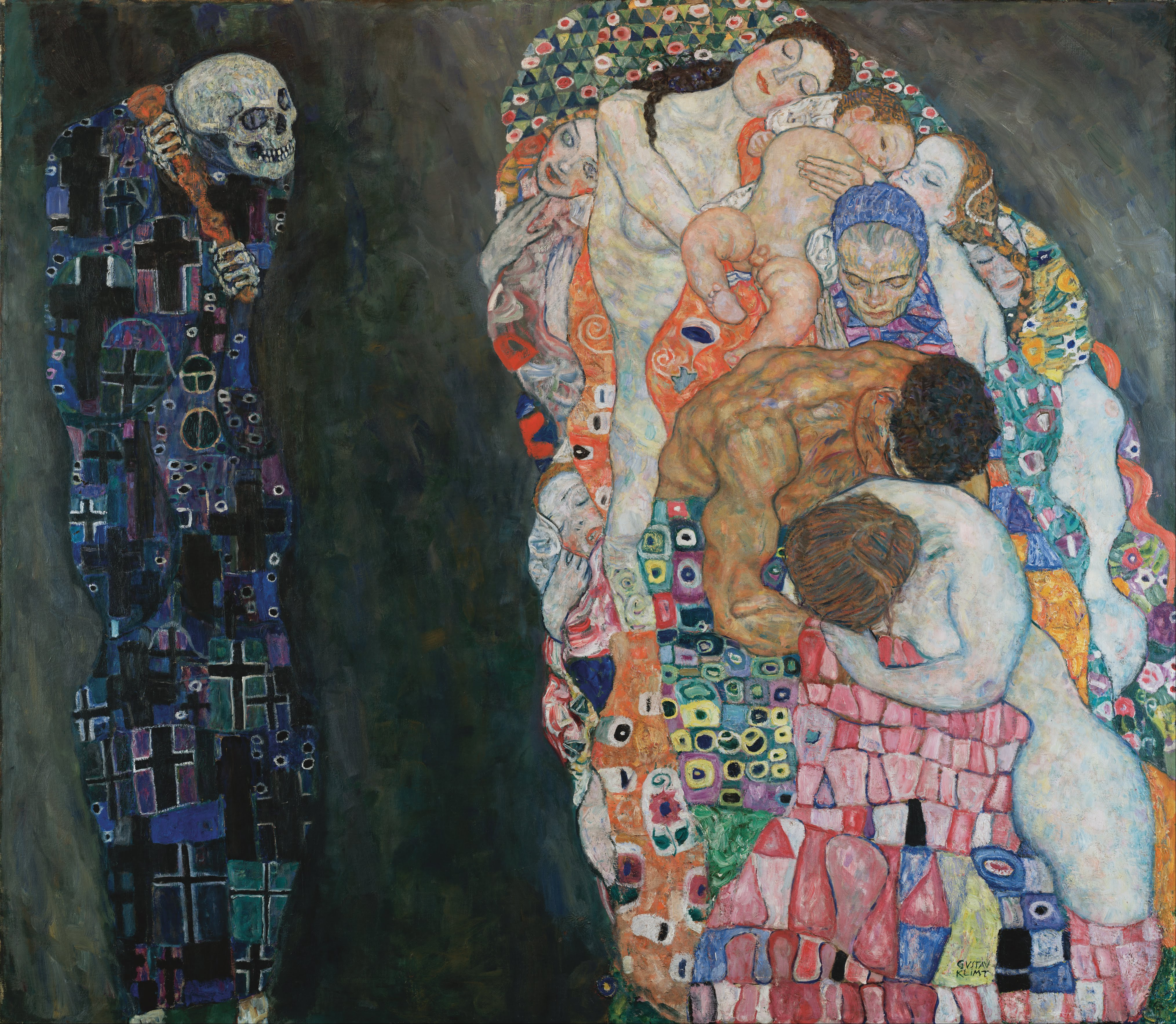
クリムト『死と生』1915年
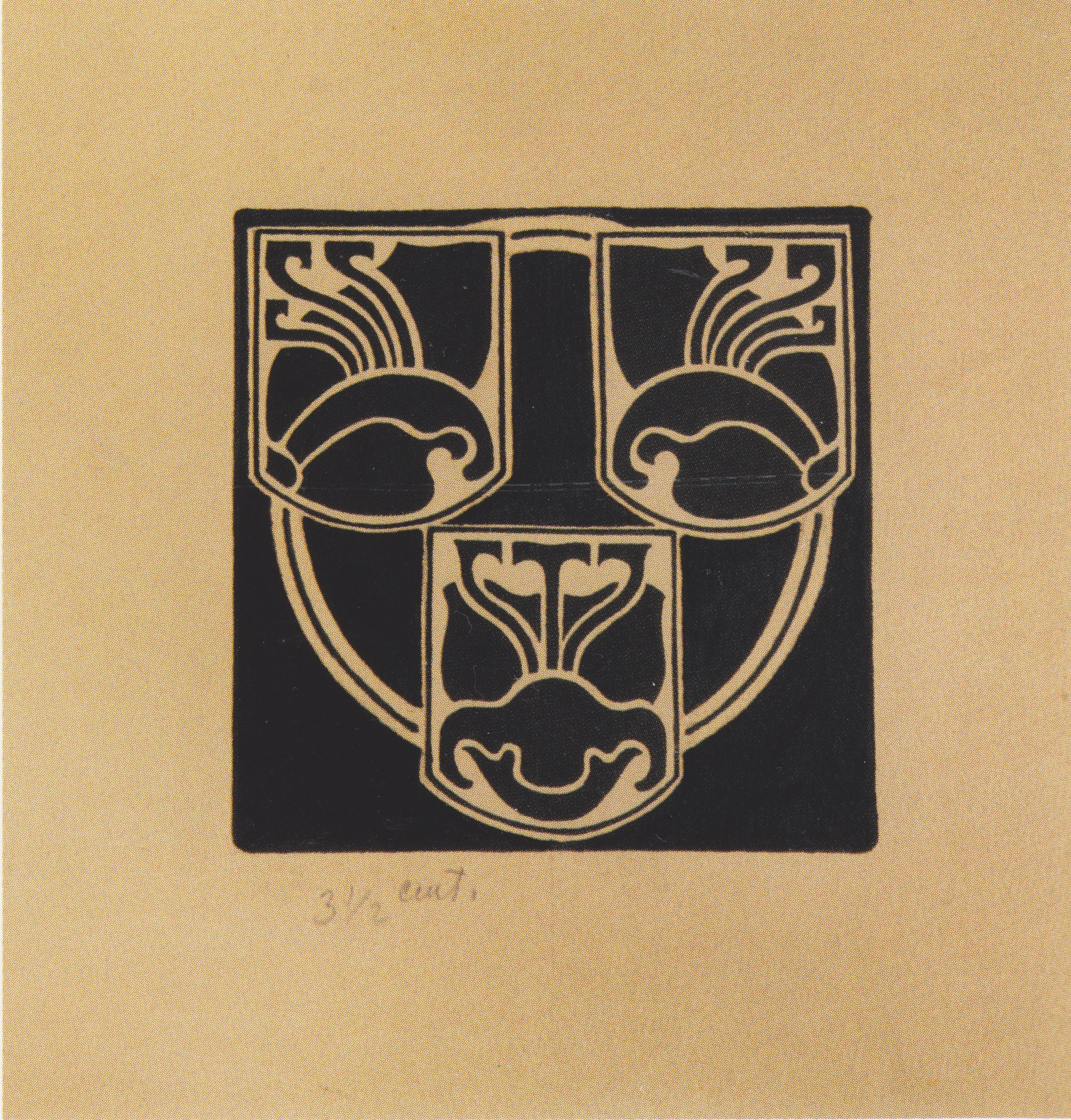
モーザー:エンブレム（草案）「オーストリア芸術家協会」1897年
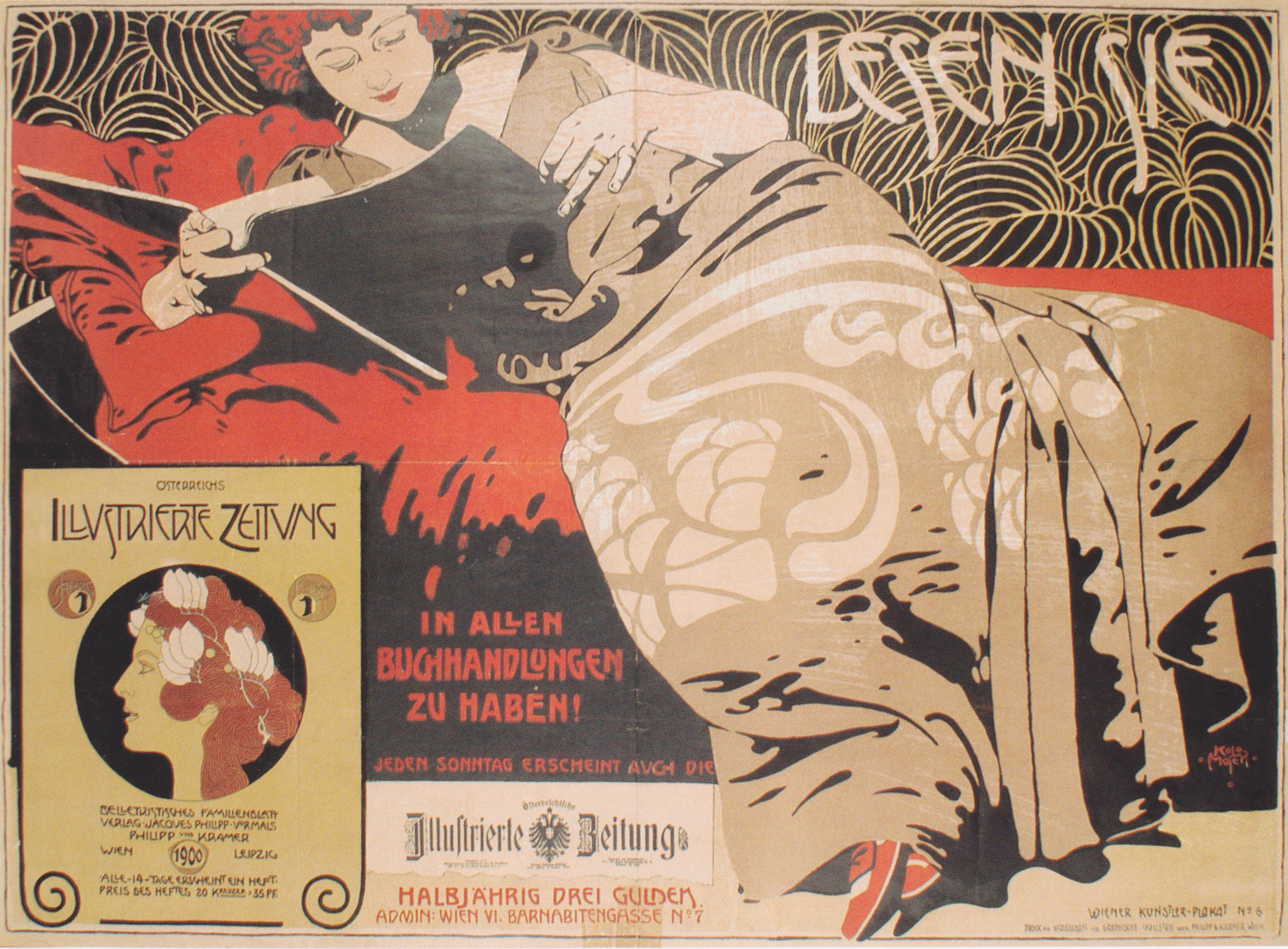
モーザー:ポスター「オーストリア絵入り新聞」1900年
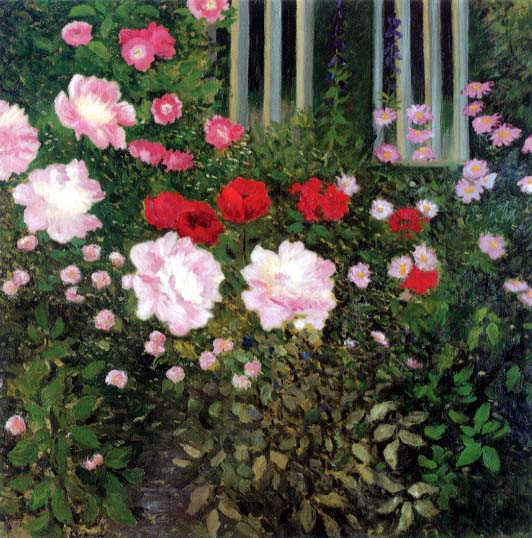
モーザー『牡丹とポピーのある庭』1907-1910年
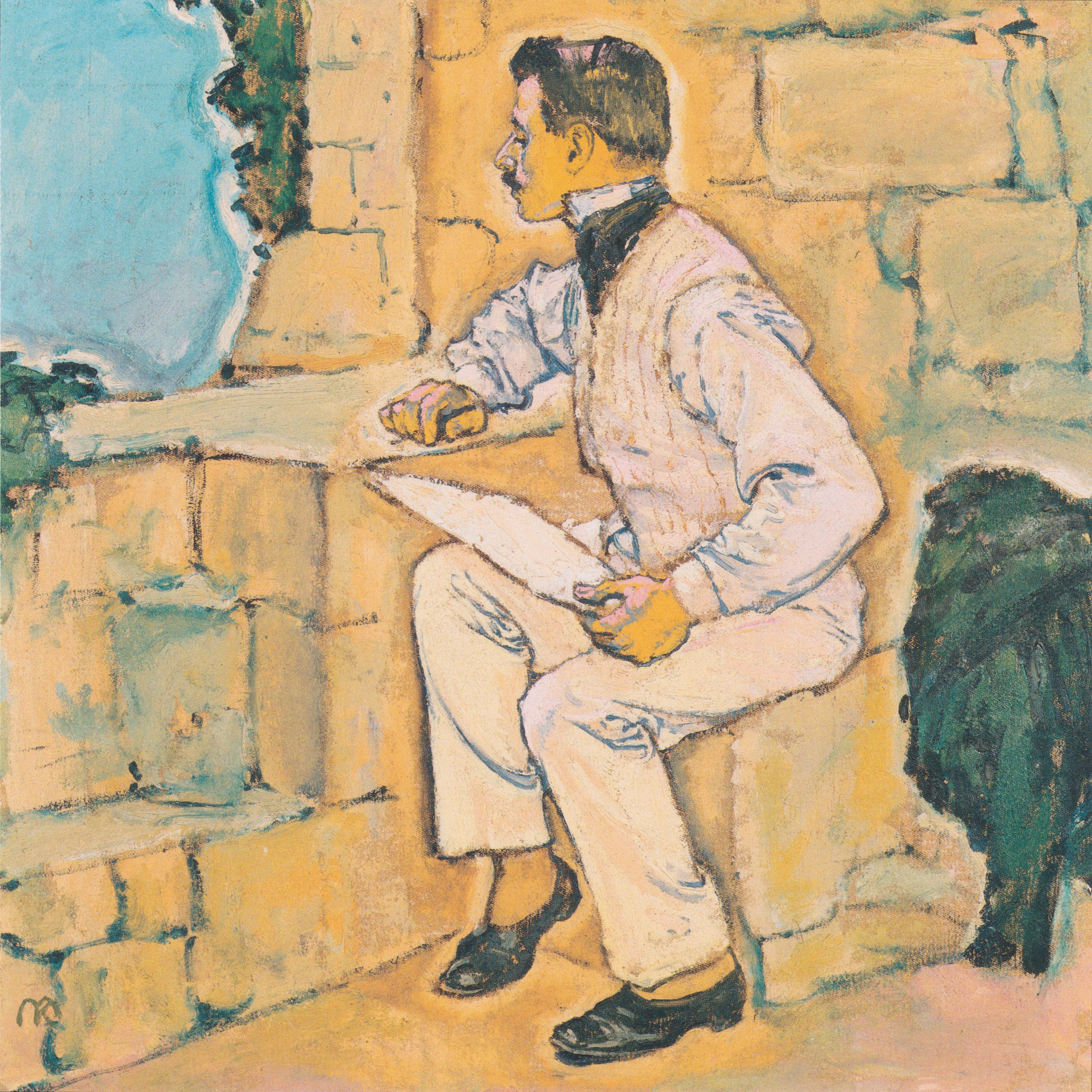
モーザー『自画像』1914年
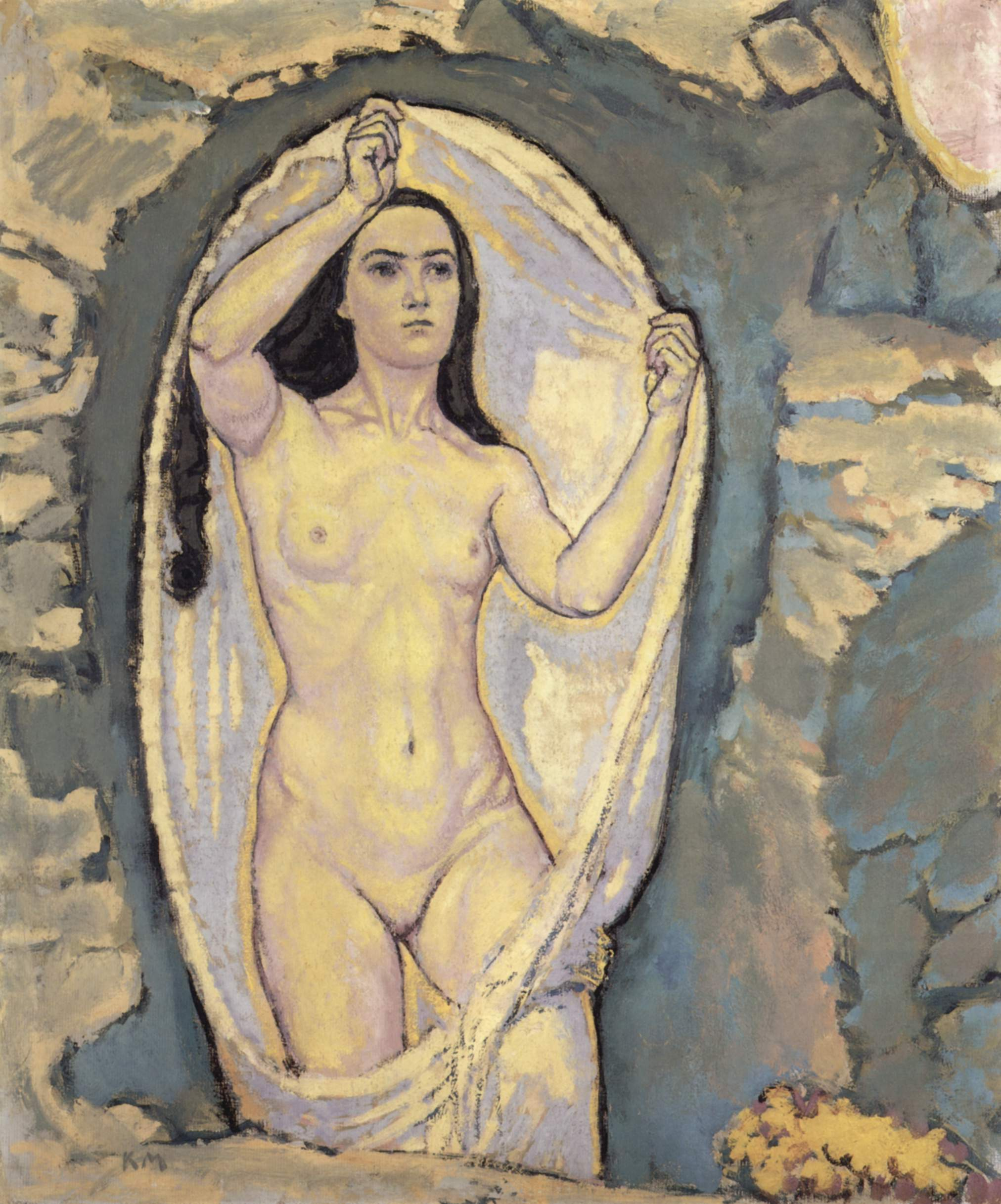
モーザー『洞窟のビーナス』1915年
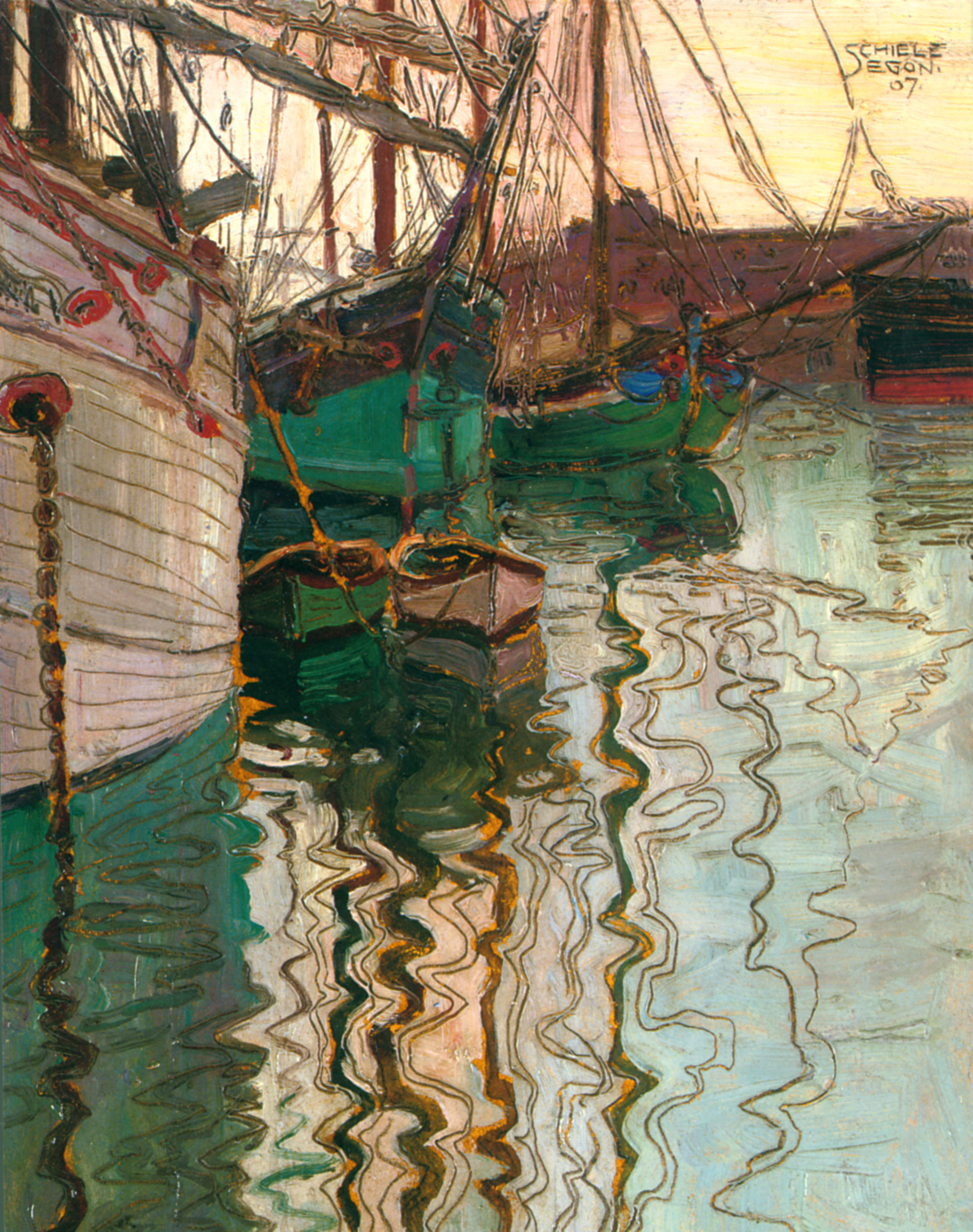
シーレ『無題』（トリエステにて）1907年
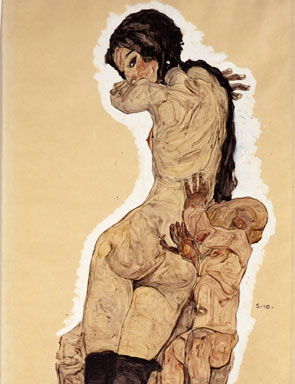
シーレ『胎児と女』1910年
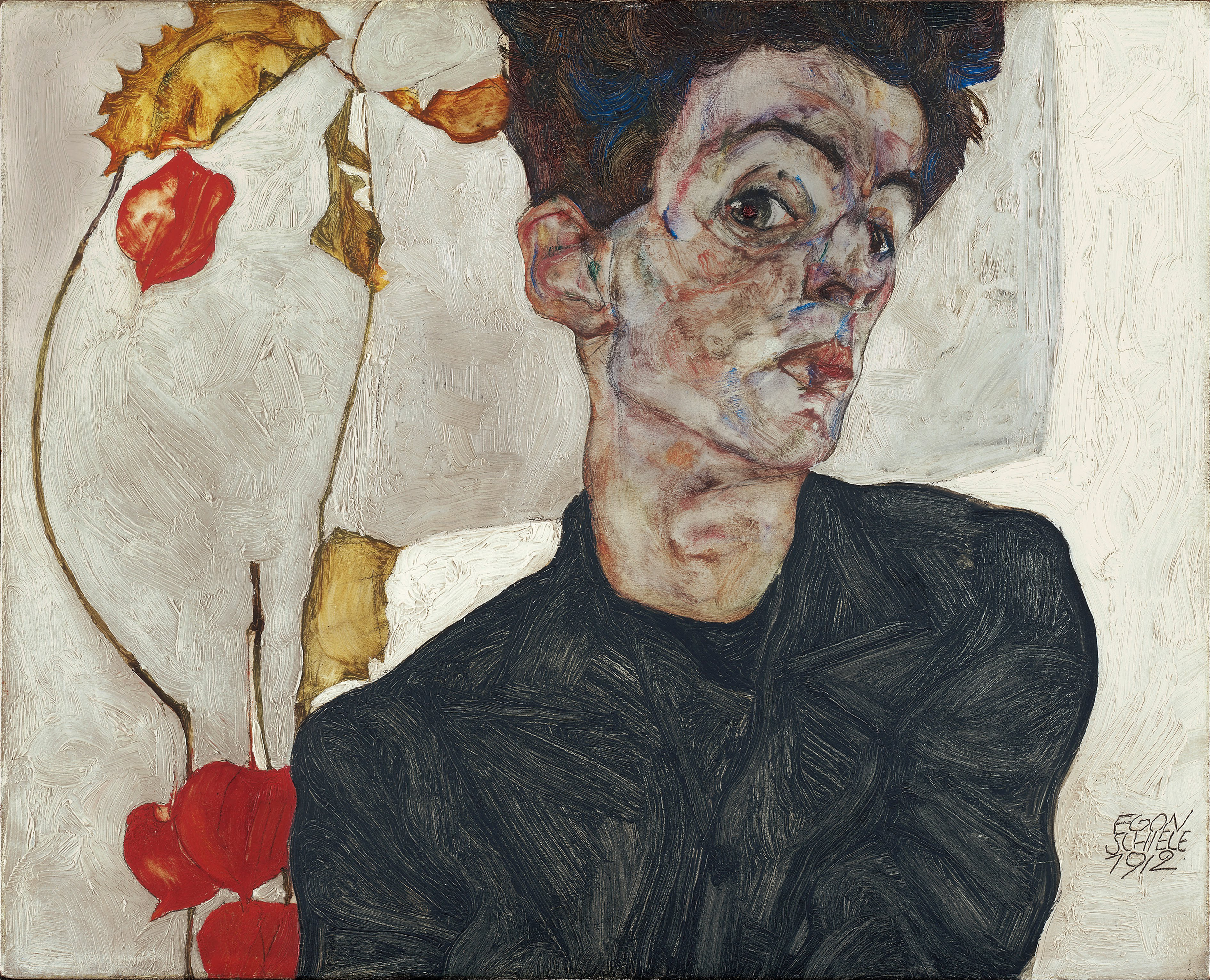
シーレ『ほおずきの実のある自画像』1912年
シーレ『死と乙女』1915年
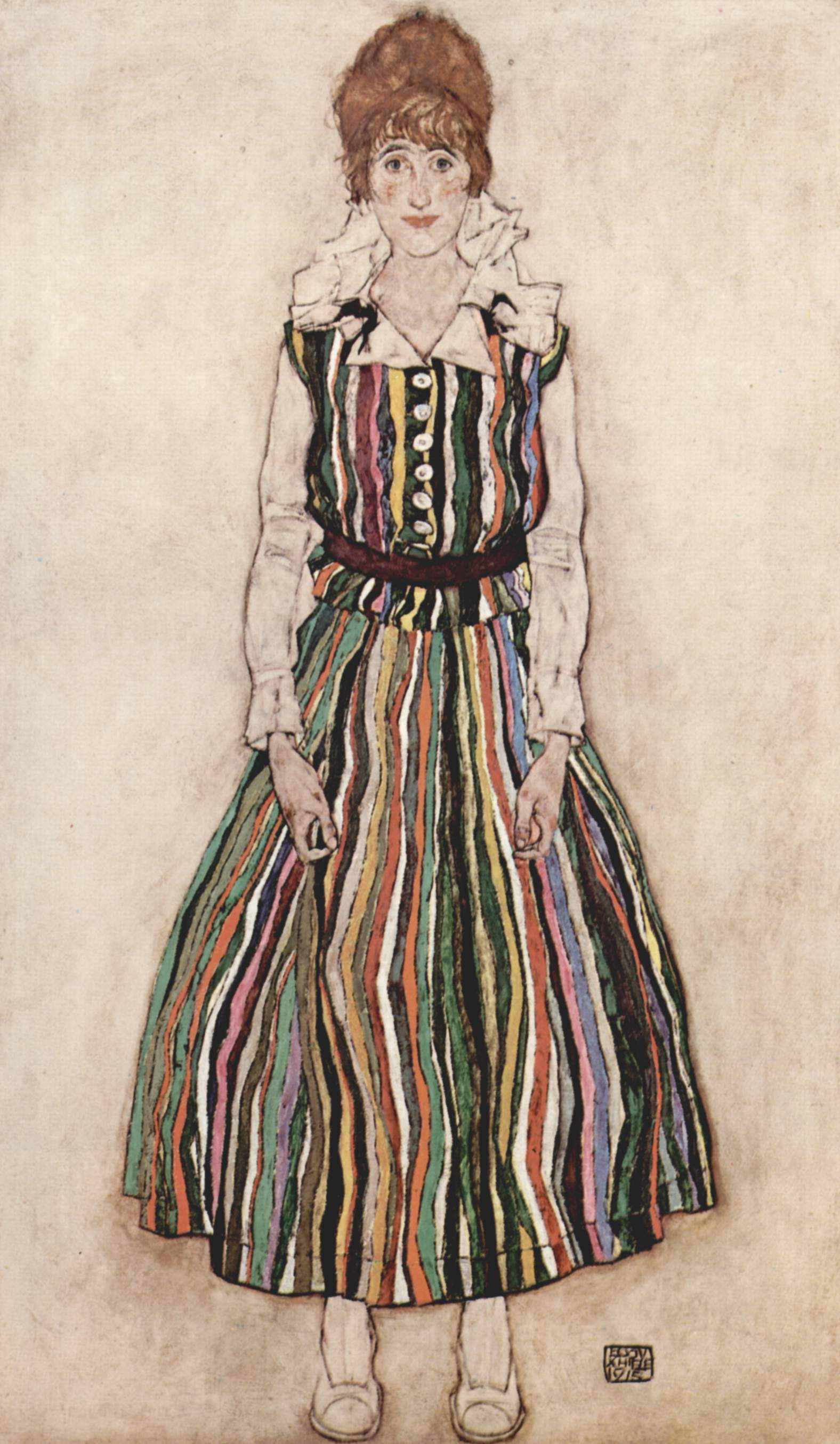
シーレ『立っている画家の妻の肖像』1915年
シーレ『死んだ町』1918年
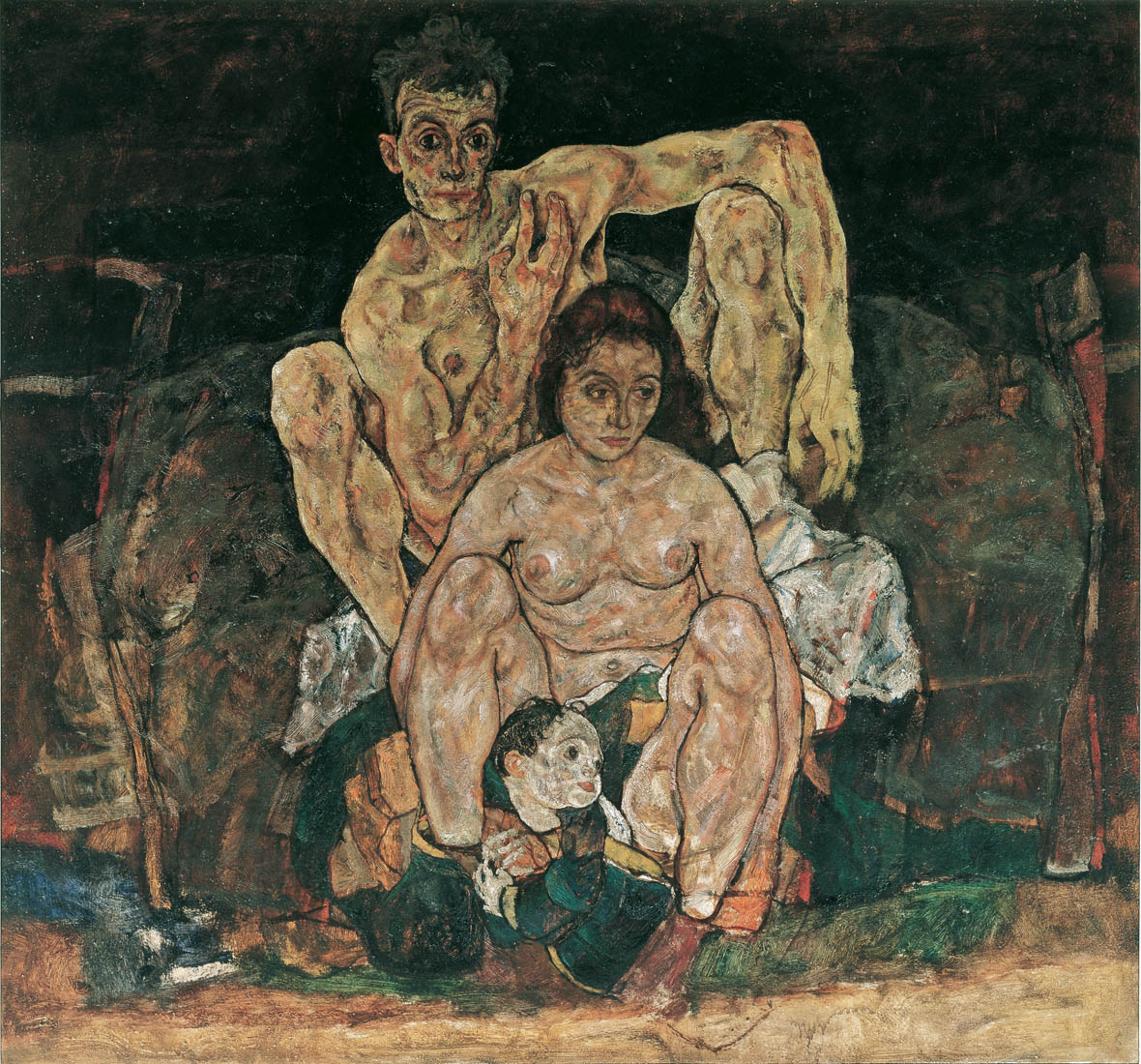
シーレ『家族』1918年
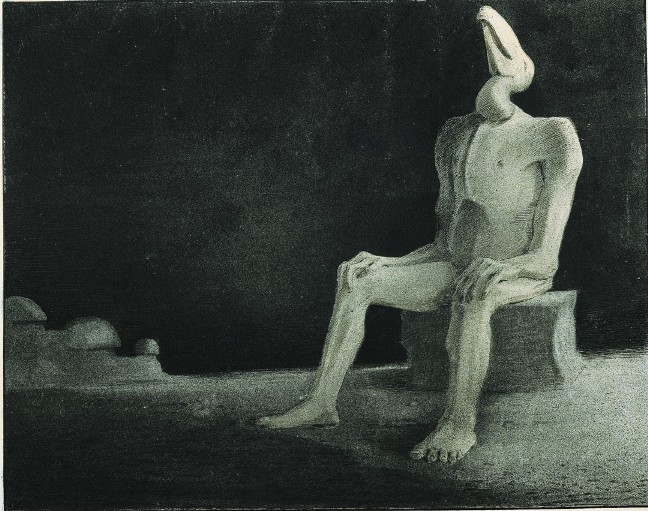
クービン『飲み込まれた過去』1901年
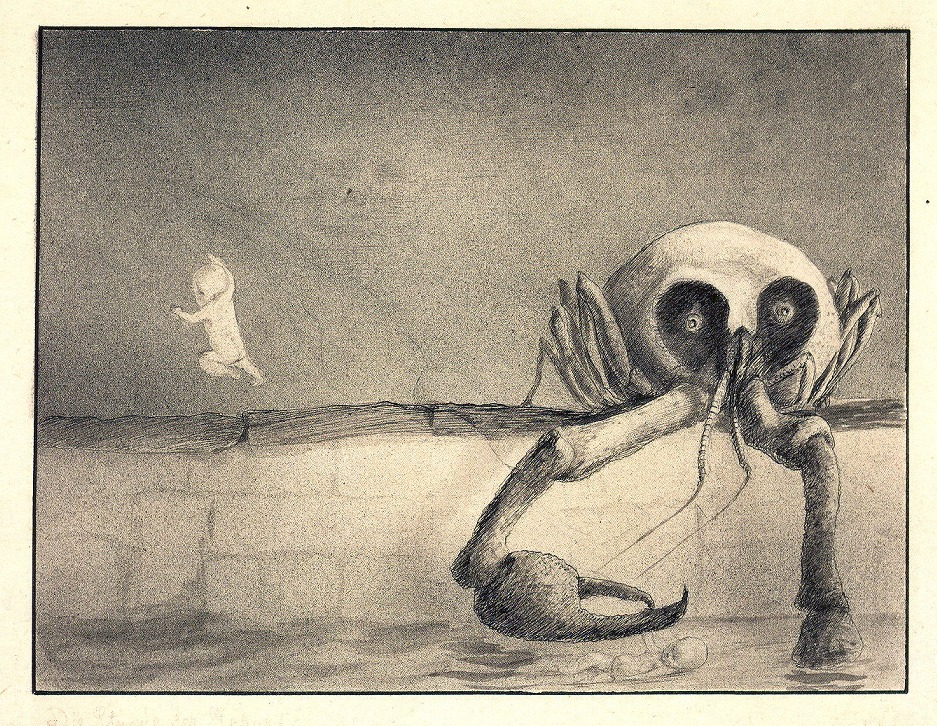
クービン『誕生の瞬間』1902年

### 工芸

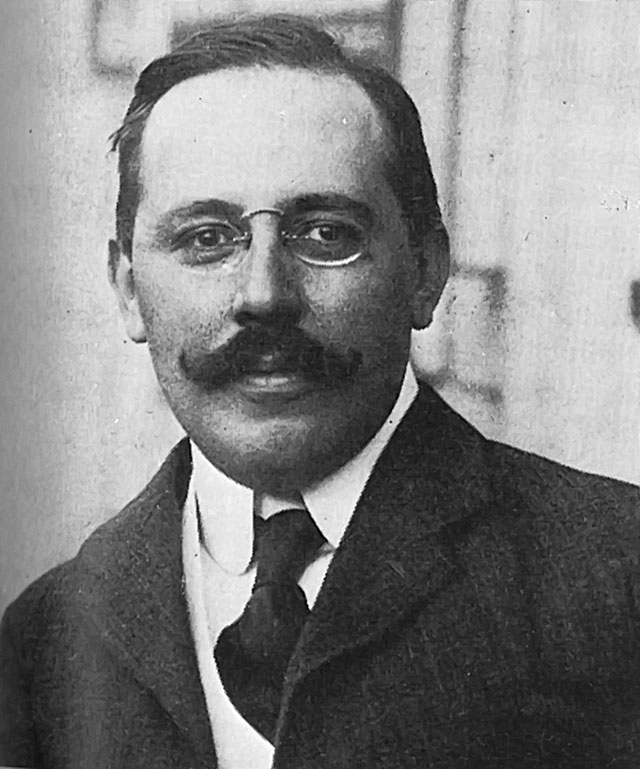
ヨーゼフ・ホフマン

上述したコロマン・モーザーは、イラストや絵画ばかりではなく、家具・インテリア・テキスタイル（織物）・衣装など多方面にわたって活躍した才人であった。特にガラス細工のセンスは抜群で、陶器も得意とし、壁紙や絨毯のデザインも手がけた。ウィーン美術学校の教授であったモーザーはまた、2歳下の建築家、ヨーゼフ・ホフマンとともに1903年、ウィーン工房を設立した。
ヨーゼフ・ホフマン（1870年 - 1956年）もまた、分離派の中心メンバーのひとりであり、前半生はモーザーと行動をともにした。ホフマンは1899年以降、37年間にわたってウィーン芸術工芸学校の教師を務めた。多忙をきわめたヨーゼフ・ホフマンは、背中をやや丸めて両手をうしろ手に組み、そのまま急ぎ足で素早く歩く癖が身についており、学生たちは彼を「韋駄天のホフマン先生」とあだ名した。ホフマンもまた、照明デザイナー、皮革職人、陶芸家、ガラス細工師、装幀家など、多様な才能をもつクリエイターであった。
モーザーとホフマンによって創立されたウィーン工房は、分離派の精神を体現するデザイン事務所であった。ウィーン工房は、イギリスのアーツ・アンド・クラフツ運動を手本とし、ロンドン郊外エセックス・ハウスにある手工業組合をモデルとしており、家具、食器、陶器、鉄製品・ガラス製品、製本、テキスタイル、革製品、宝飾品、時には衣類をもデザインした。Wiener Werkstätteのイニシアル"WW"のマークをもったウィーン工房作品は、「よき趣味」の代名詞となった。これに協力した職人たちは、少なくとも当初はデザイナーや顧客と良好な関係を築き、ウィーン都心部の前衛的なキャバレー「フレーダーマウス（こうもり）」の装飾さえ請け負っていた。ウィーン工房の出資者であり、経理係でもあったのがユダヤ系実業家でイギリス贔屓のフリッツ・ヴェルンドルファーであった。工房作品のデザインが当時としてはあまりに斬新であることに尻込みする人が多いなかで、ヴェルンドルファーは精力的に活動し、多くの顧客を獲得してきたのである。
ウィーン工房の初期作品は、直線と四角形の幾何学模様に特徴づけられ、シンプルかつエレガントであることが謳い文句となっており、白黒模様が多用された。象嵌細工とモザイクは特に好んで用いられ、家具に対しては新古典主義的なビーダーマイヤー様式の簡素さが応用された。ウィーン工房は第一次世界大戦を生き残ったが、1932年、世界恐慌のなかで事業撤退を余儀なくされた。

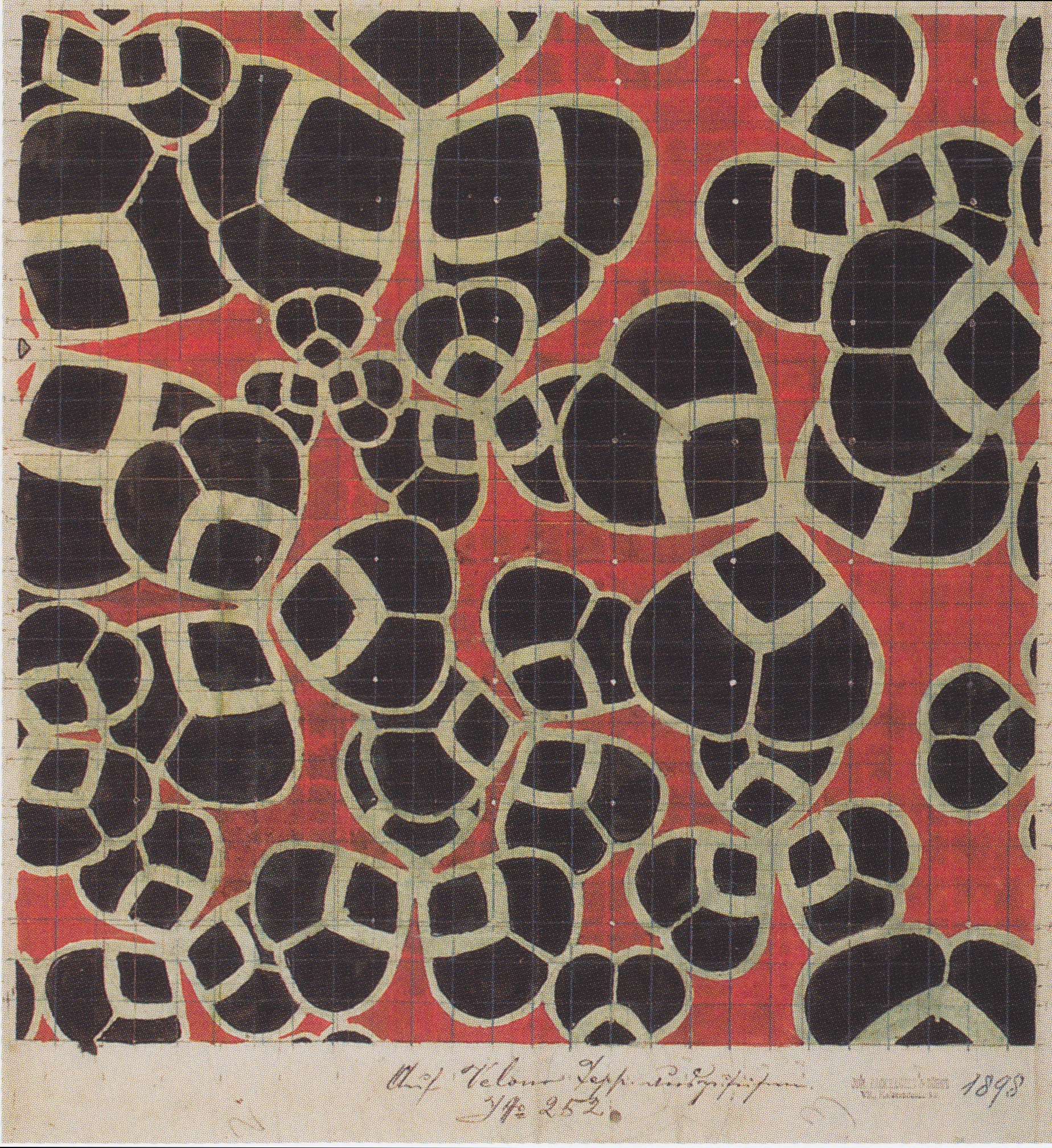
コロマン・モーザー:ホテル用カーペットデザイン（1898）
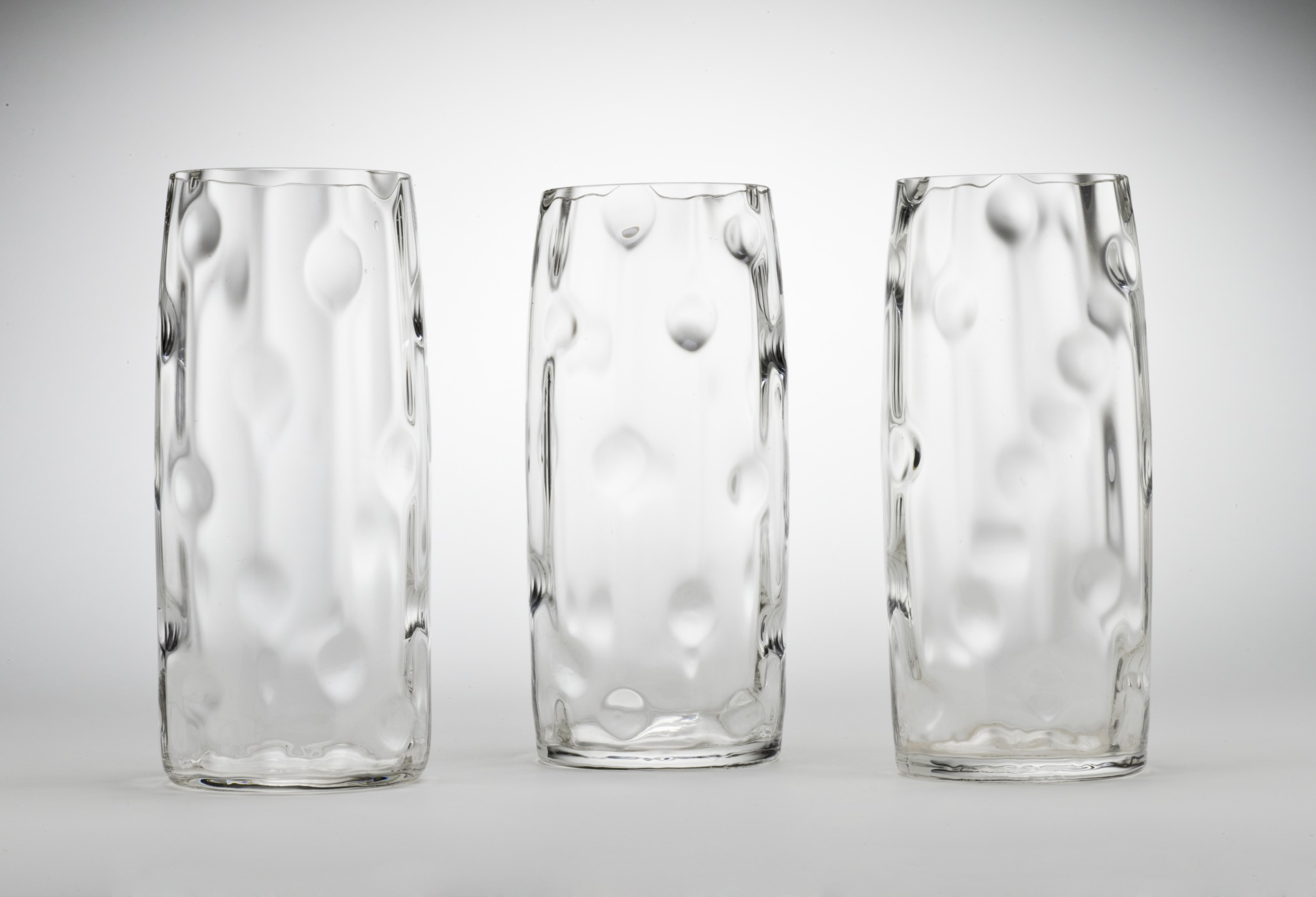
モーザー:ビアグラス（1899-1900）
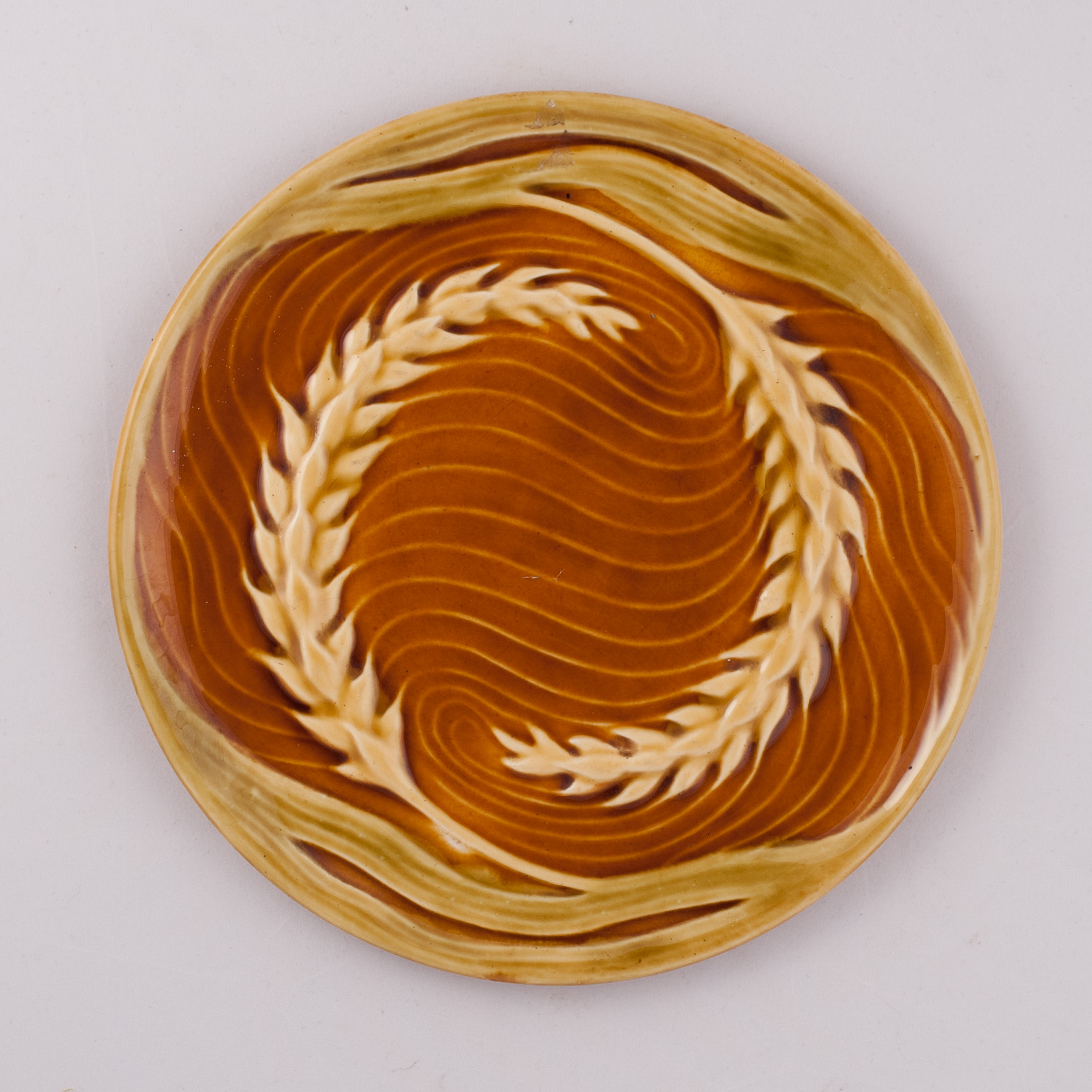
モーザー:デザート皿（1900）
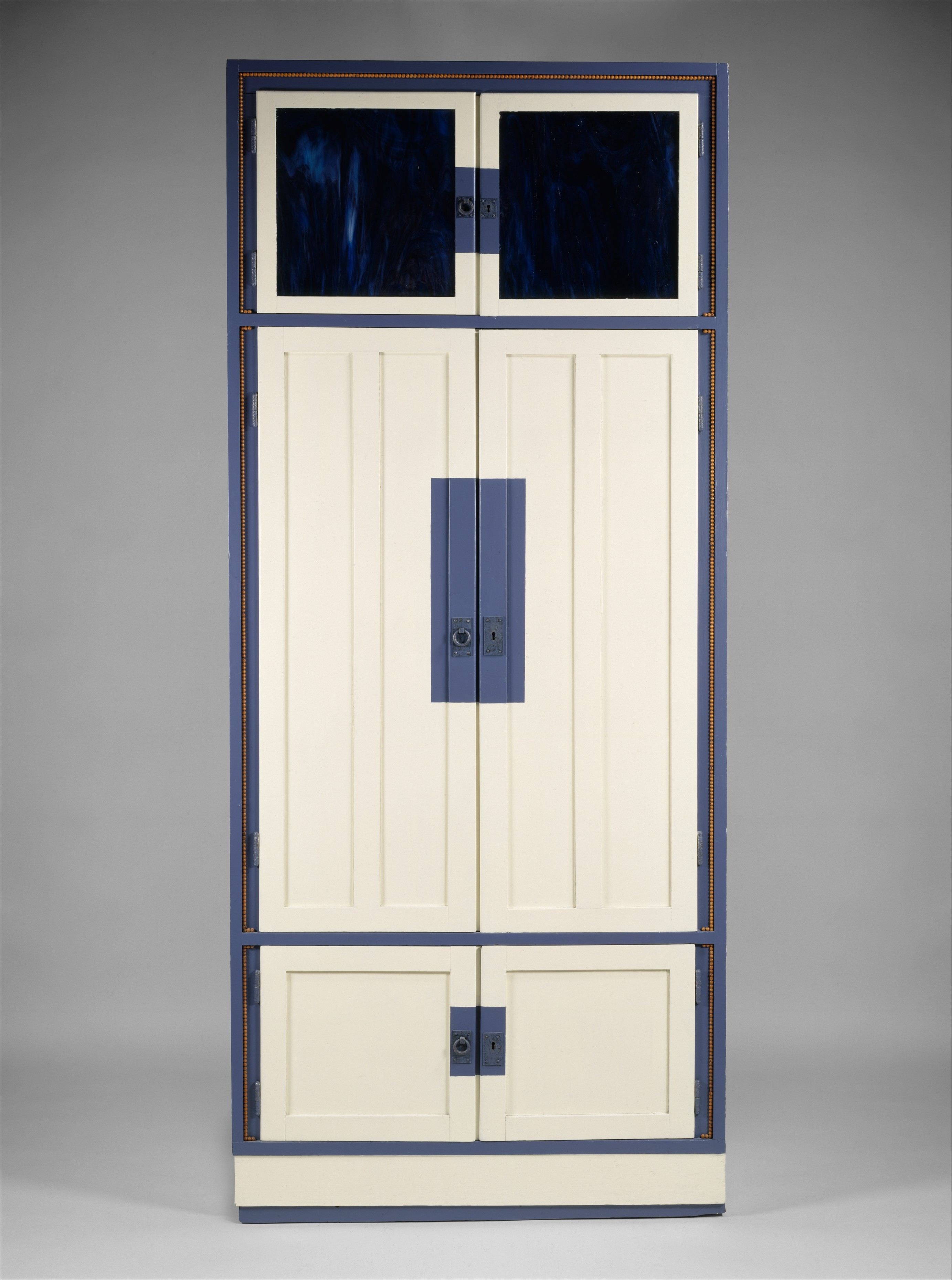
モーザー:キャビネット（1903頃）
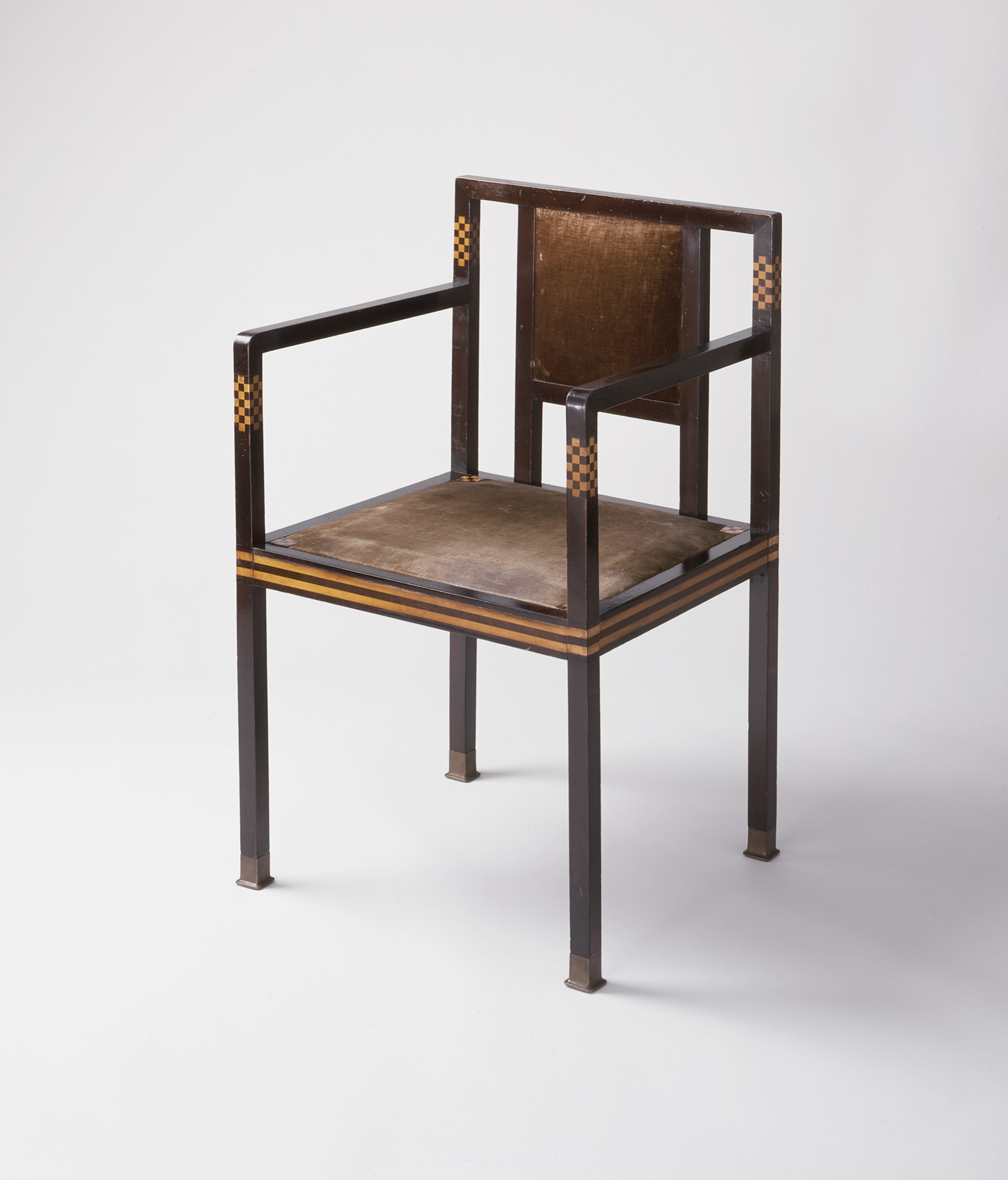
モーザー:アームチェア（1900）
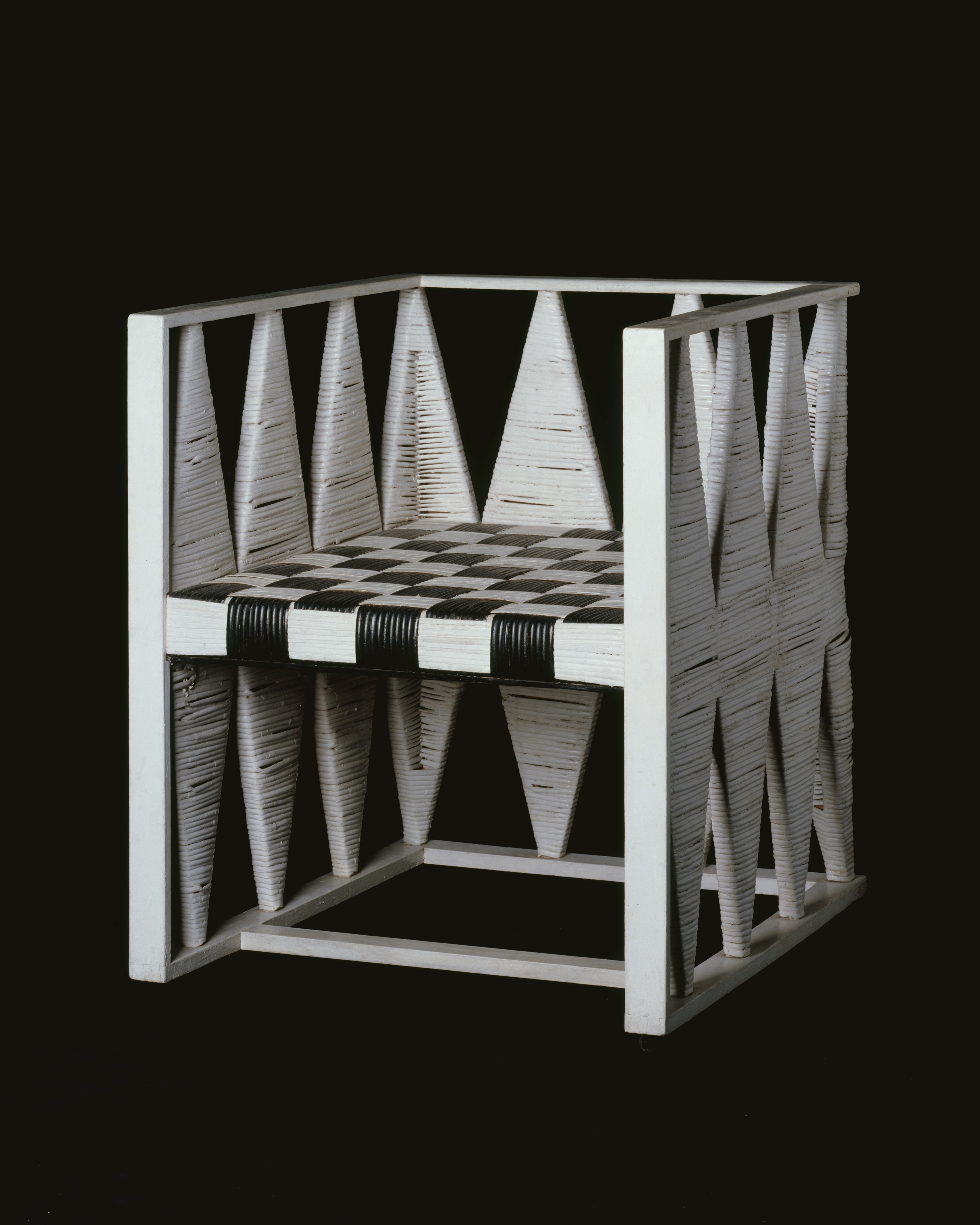
モーザー:アームチェア（1903）
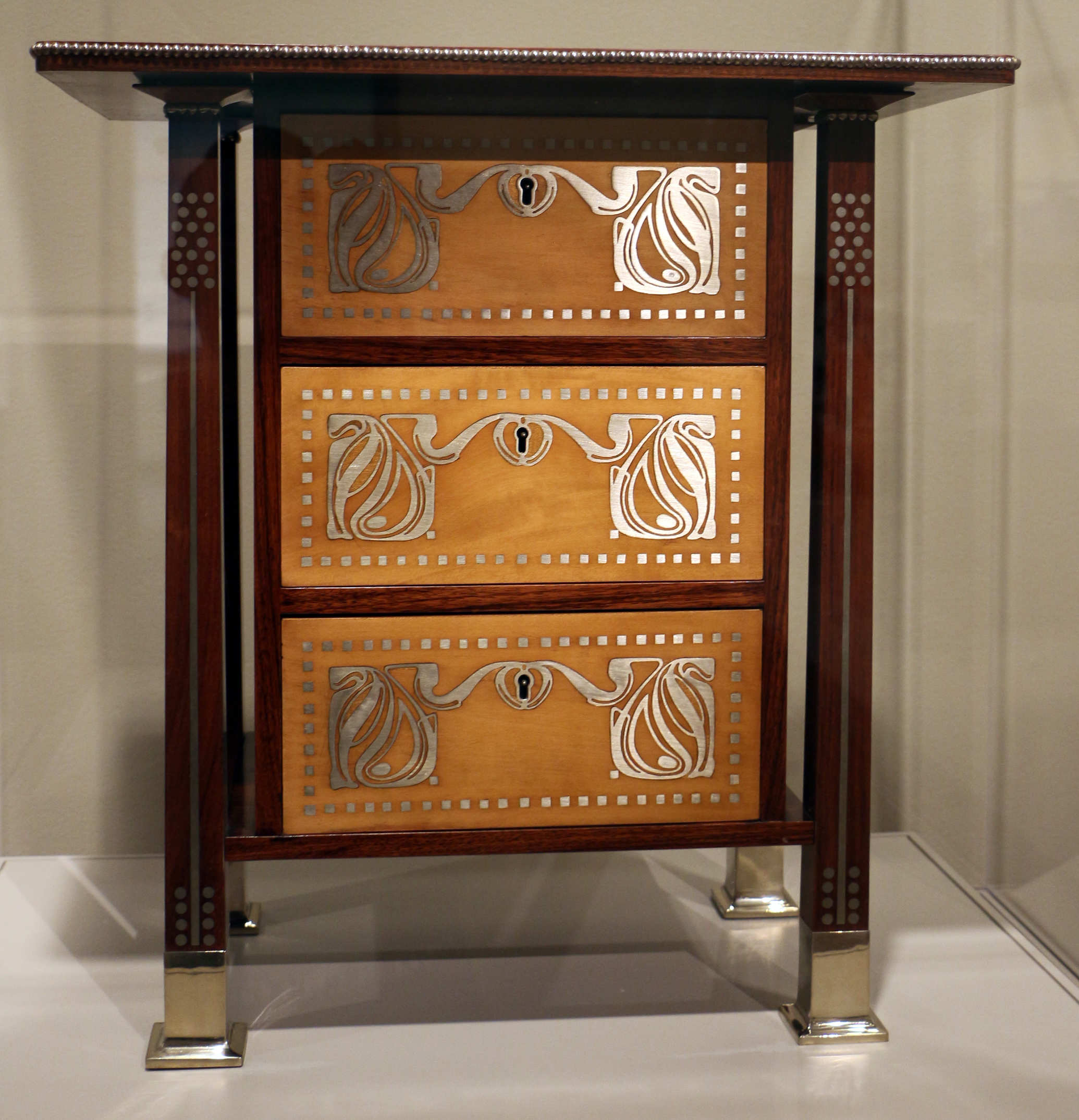
ヨーゼフ・ホフマン:写真用キャビネット（1902）
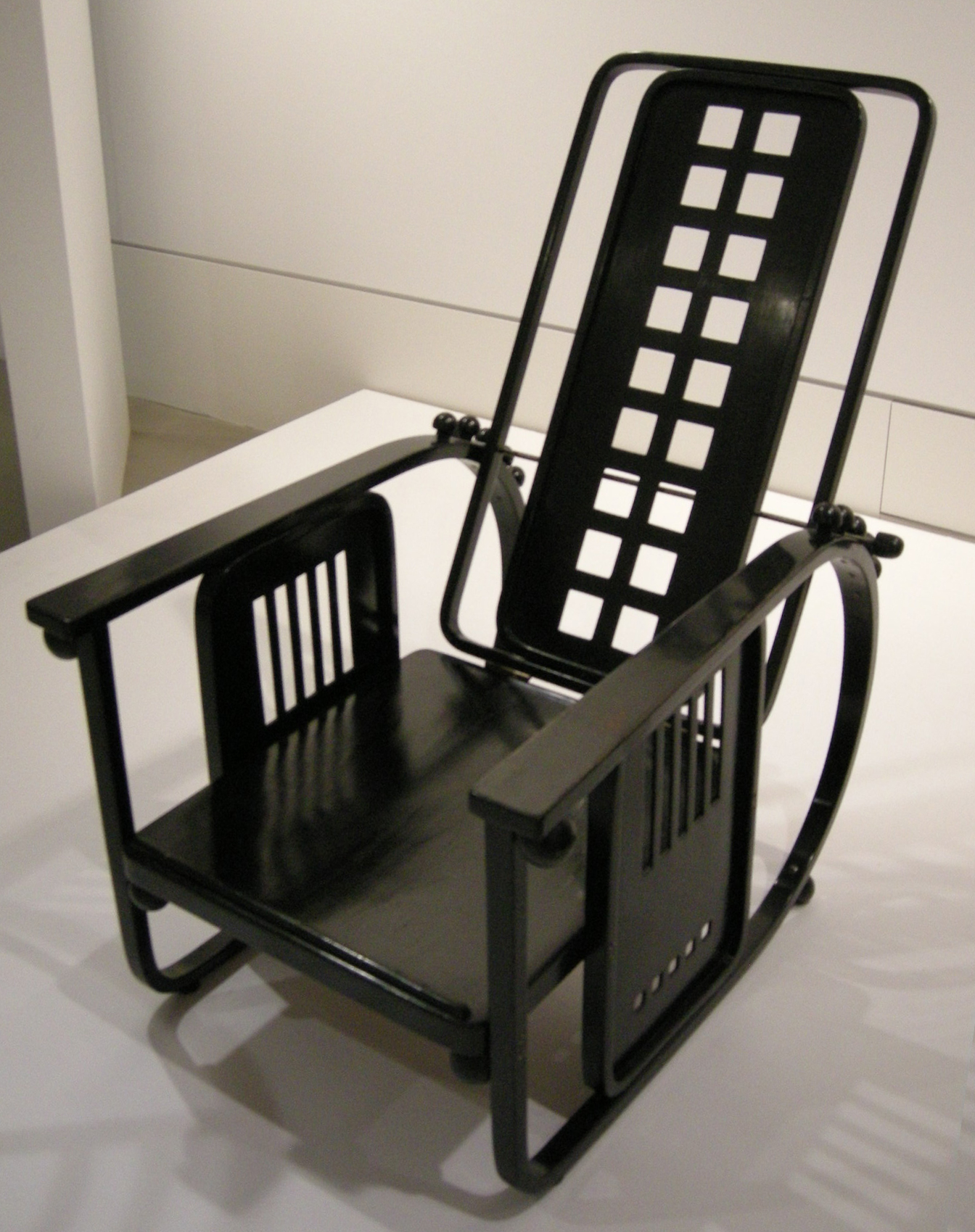
ホフマン:アジャスター付きアームチェア（1905）
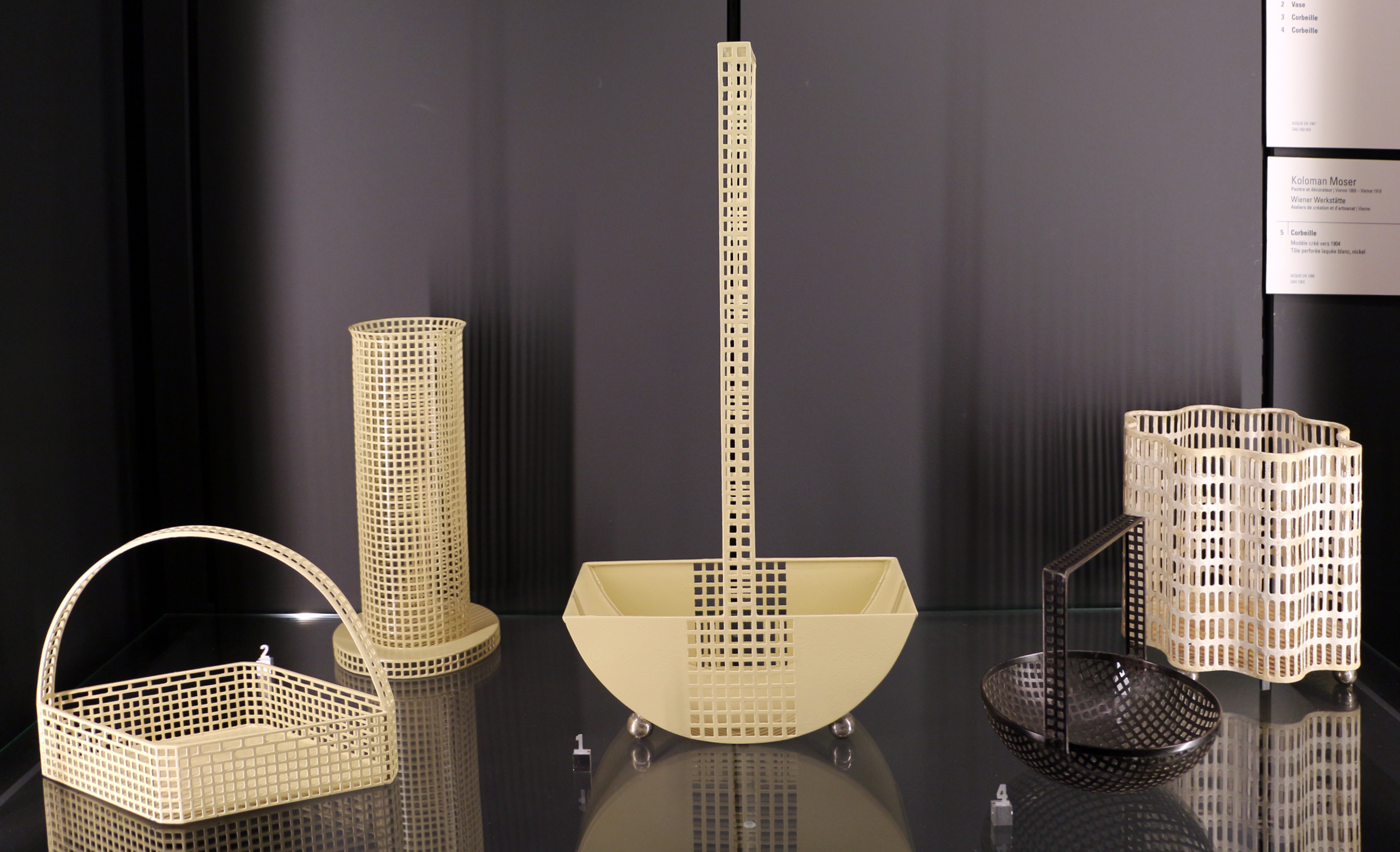
ホフマン:金属製文具（1904-1907）
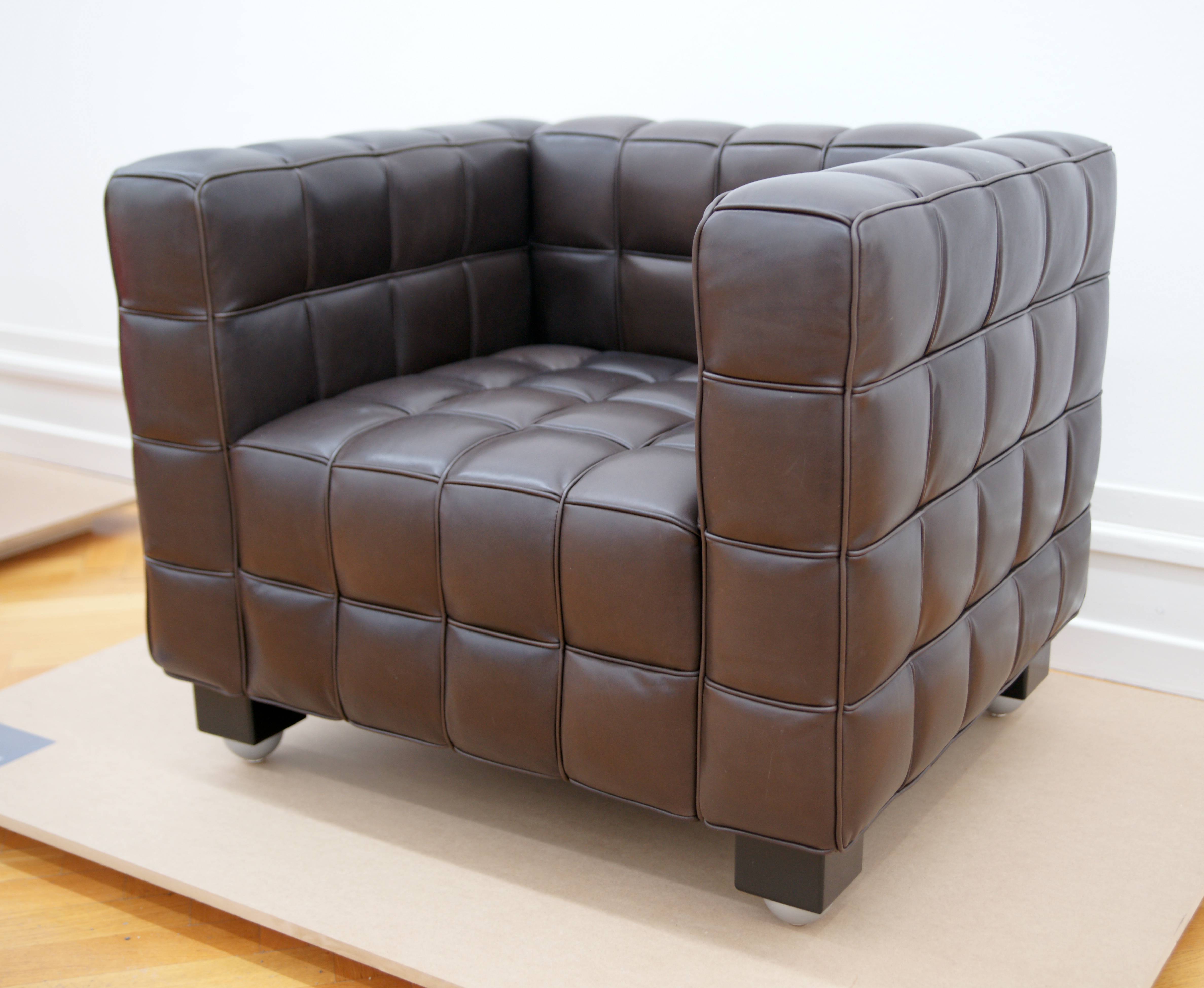
ホフマン:アームチェア（1910）
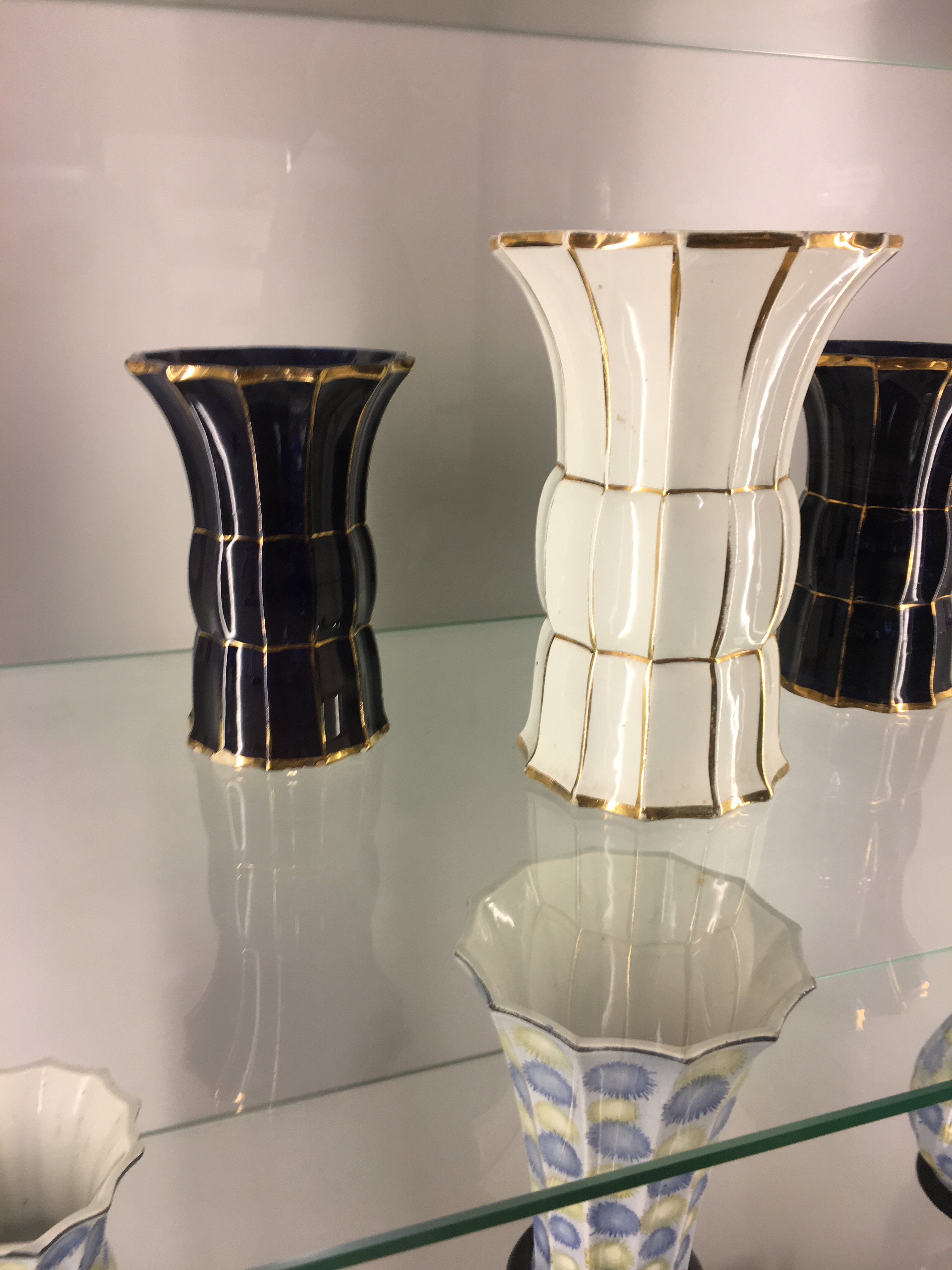
ホフマン:陶製容器（1920年代）
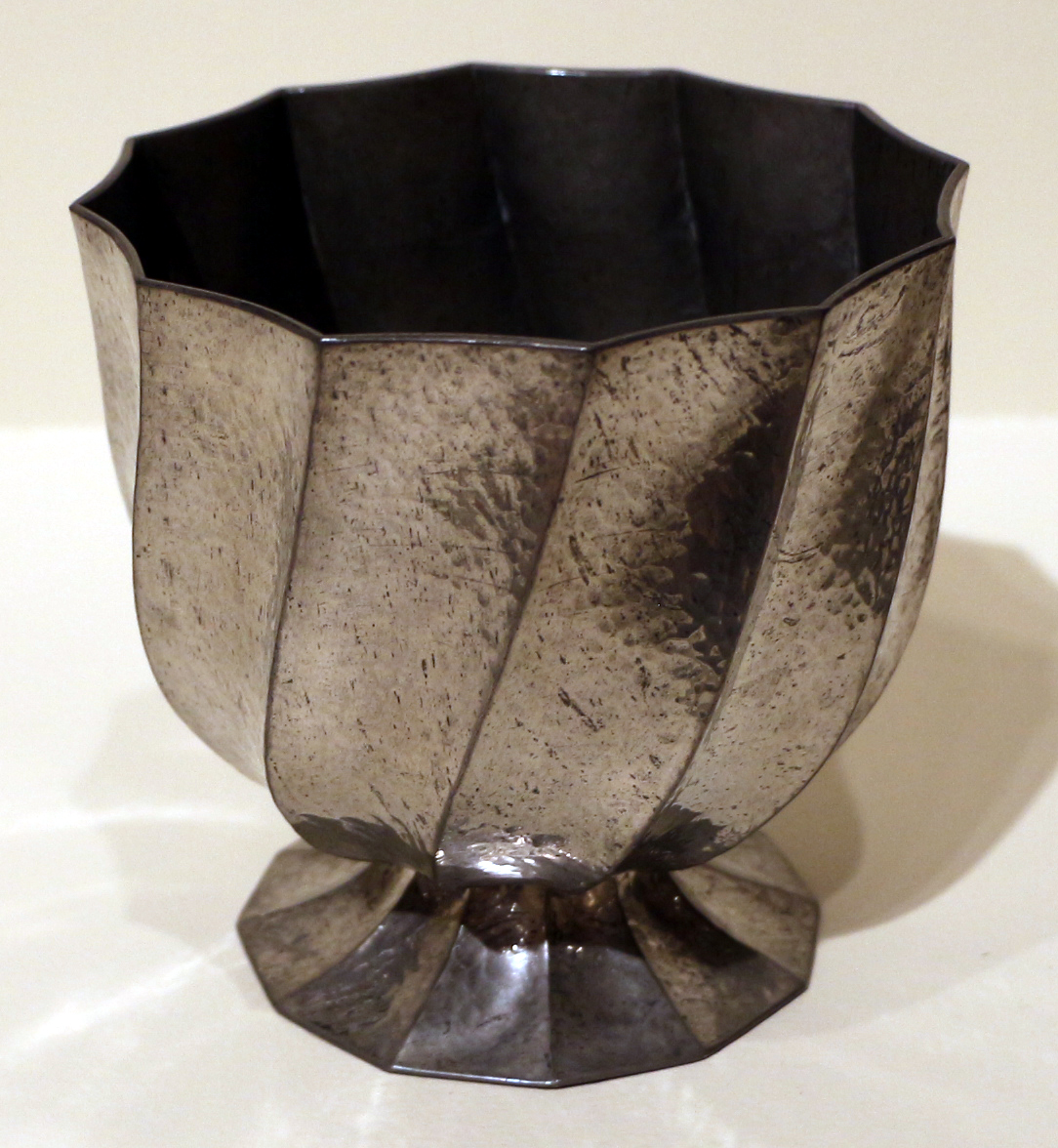
ホフマン:金属製容器（1925）

### 建築

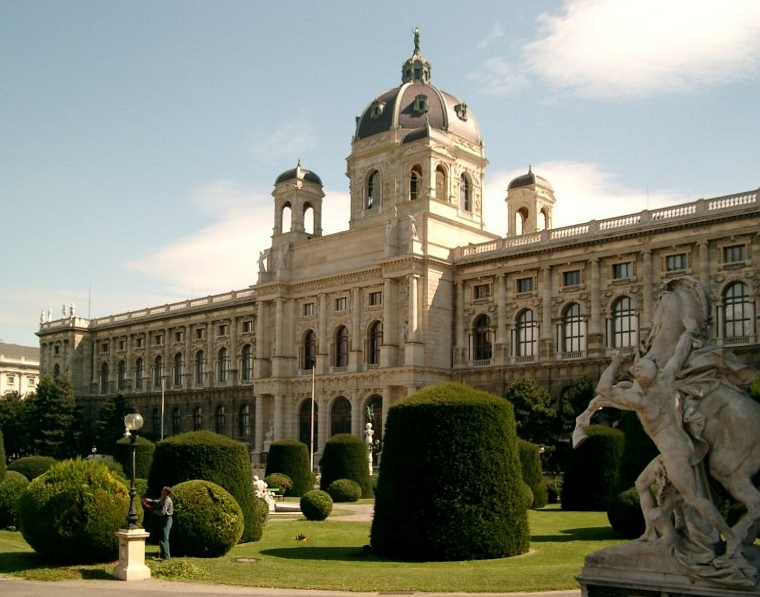
ゼンパー、ハゼナウアー「美術史美術館」1872-1881年

1857年、皇帝フランツ・ヨーゼフはウィーンをとりまく城壁の撤去を指令、1860年には撤去が完了し、かわりに1858年から1872年にかけて環状道路（リングシュトラーセ）がつくられた。皇帝は、ウィーンの都市計画を当時の建築家で都市計画にもたずさわったゴットフリート・ゼンパーに命じた。既に述べたように、これ以後、リングをとりまいて、高級住宅地が造成され、各種の公共建築物が20世紀初頭までの数十年にわたって次々に建てられた。そのため、この時代のことを「リングシュトラーセ時代」と呼称することがある。
これらの建築は過去の建築様式から都合よく拝借したものであり、それを称して折衷主義という場合がある。「折衷主義」の例としては、リンクに面した「美術史美術館」と「ウィーン自然史博物館」がある。これは、一対の宮殿として王宮の向かいに建てたもので、ゴットフリート・ゼンパー（1803年 - 1879年）とその弟子のカール・フォン・ハゼナウアー（1833年 - 1894年）の設計によって1872年から9年がかりで建造された。ここでは、イタリア・ルネサンス様式を基本としてバロック様式風が混在している。この2人はまた、ブルク劇場の建築も手がけており、ここではネオ・バロック的要素をベースに、ナポレオン3世時代の様式、後期ルネサンス様式が融合している。新しい宮廷歌劇場はフランス・ルネサンス様式で建てられた。
こうした様式の選択はしかし、決して思い付きではなく、建物の目的や機能に応じて、それに適する表現や精神をもつと考えられる様式が過去から選び出された。たとえば、フリードリヒ・フォン・シュミット設計のウィーン市庁舎は中世都市における自治の伝統を継承する意味でネオ・ゴシック様式の建物の上にフランドル風の鐘楼を載せており、テオヒル・フォン・ハンゼン設計の国会議事堂（帝国議会）はポリスの民主主義を継承する意味で古代ギリシアから着想を得た「ギリシア様式」を採用している。こうした折衷主義に対し、アドルフ・ロースは見かけの立派な建物が並ぶウィーンを「ポチョムキン都市」と痛烈に批判した。

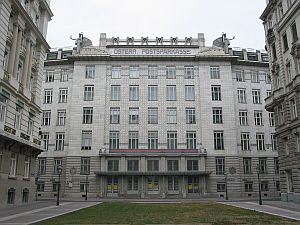
オットー・ワーグナー「郵便貯金局」1905年

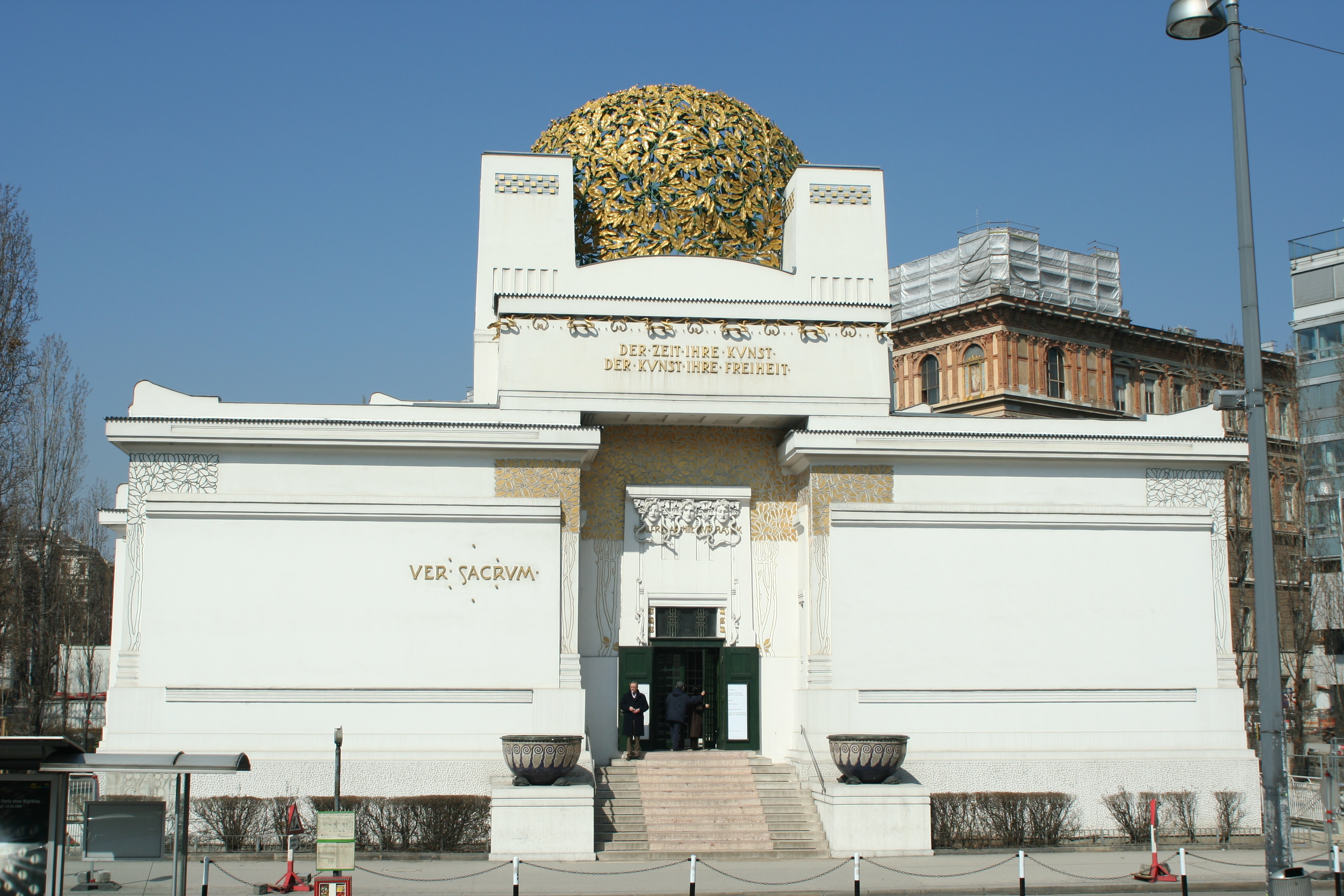
オルブリッヒ「セセッション館（分離派会館）」1897-1898年
----
会館の入り口には「時代には、その芸術を　芸術には、その自由を」の言葉が掲げられている。

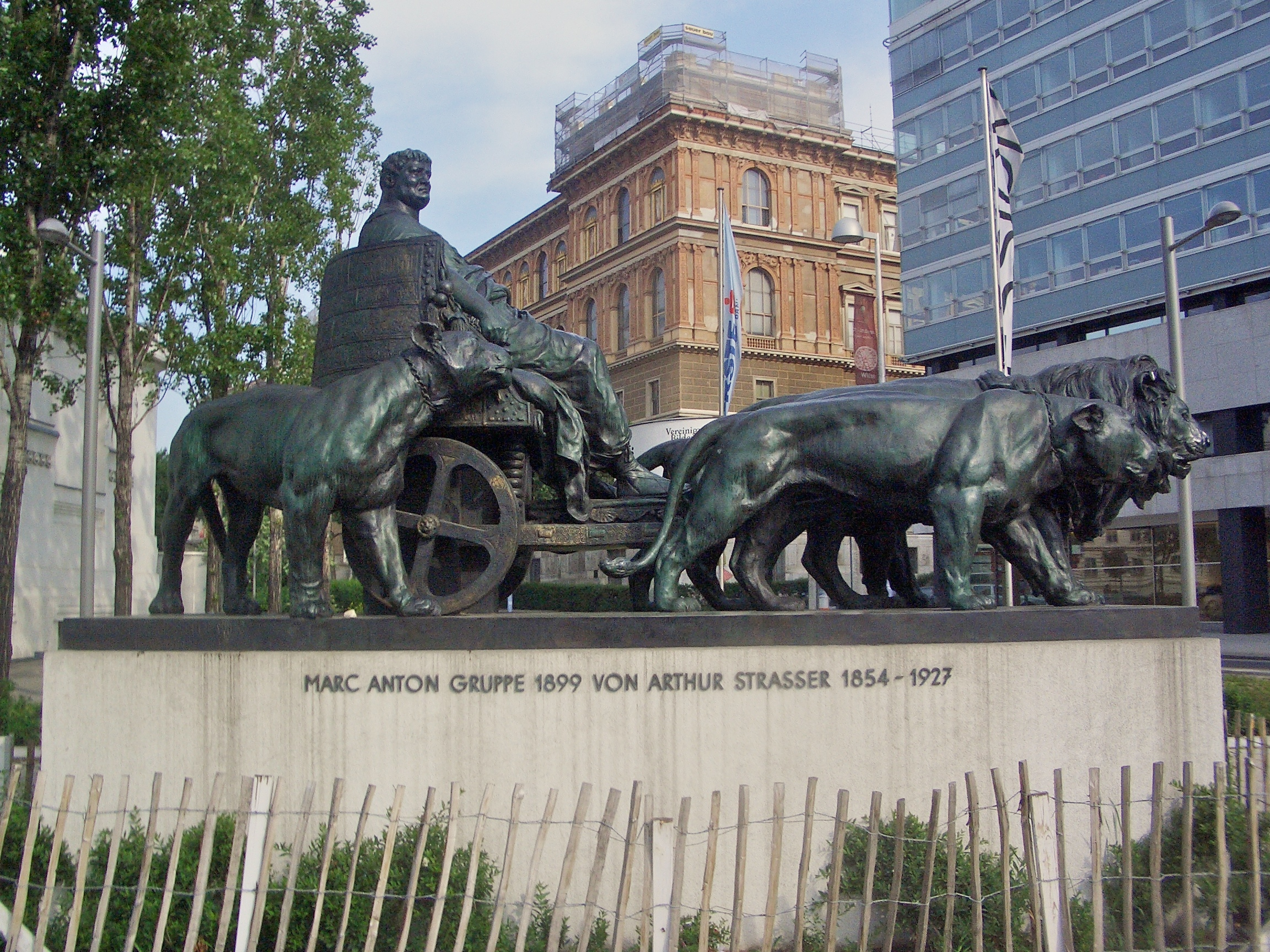
分離派会館横の彫刻、シュトラッサー「マルク・アントン・モニュメント」

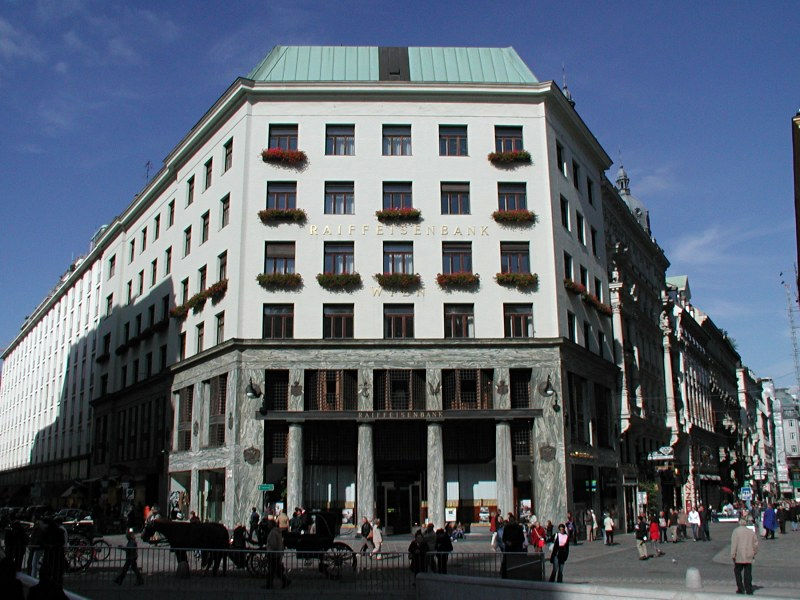
アドルフ・ロース「ロース・ハウス」1910年

建築家ヨゼフ・マリア・オルブリッヒや画家のグスタフ・クリムトらによって結成された上述のウィーン分離派は、オーストリア近代建築の誕生を促した。その代表的な建築家がオットー・ワーグナーである。
オットー・ワーグナー（1841年 - 1918年）は、古典主義建築から出発し、当初は折衷主義の建築にもたずさわったことがあり、分離派に参加後はアール・ヌーヴォー（「新しい芸術」）の装飾性と機能主義を結びつけた。のちに分離派自体が分裂して、新しい現代美術派がみずから別個に展覧会を開くようになると、ワーグナーはクリムトとともにユーゲント・シュティール（青年スタイル）という芸術運動のリーダーとなった。ユーゲント・シュティールは、アール・ヌーヴォーのウィーン分派と位置づけられ、画家ではオスカー・ココシュカとエゴン・シーレ、建築家ではヨーゼフ・ホフマンとアドルフ・ロースがこれに加わり、世紀末ウィーンの芸術革命というべき意義を有している。ワーグナーは19世紀のパリでジョルジュ・オスマンが実行したことをウィーンの地でやろうとし、装飾を徐々に遠ざけて新しい建築の表現形式を丹念に追求することでスケールの大きい都市計画者となった。彼は、ユーゲント・シュティールの傑作として名高い瀟洒な「カールスプラッツ駅」（1899年）や、近代建築運動の幕開けを告げる建物として名高い「ウィーン郵便貯金局」（1905年）を残している。彼はここで、外装ばかりでなく、曲線や植物、昆虫をモティーフとする内装のデザインも多く手がけた。彼は著書『近代建築』（1895年）のなかで「時代の子になろう」と呼びかけた。後年のワーグナーはいっそう機能主義に徹し、「建築は必要にのみ従う」「芸術の創作活動の唯一の出発点は、現代生活でしかありえない」と述べており、ここでは、機能性と合理性を重視した近代建築の理念が示されている。ワーグナーのあたえた影響は大きく、また、多方面にわたり、オルブリッヒ、ホフマン、ロースら建築家のみならず、ウィーンの美術工芸やクリムトのグループにおよんだ。その点で、世紀末ウィーンの最大の功労者という評価があたえられることがある。
ワーグナーの弟子のヨゼフ・マリア・オルブリッヒ（1867年 - 1908年）の建築としては、ウィーンのセセッション館（分離派会館）（1897年 - 1898年）が有名であり、分離派によるユーゲント・シュティールの代表的建造物とされている。この建物は、ウィーン市から寄贈された土地のうえに建てられたもので、会館の建設を支援した1人にはユダヤ人鉄鋼王カール・ウィトゲンシュタイン（哲学者ルートヴィヒ・ウィトゲンシュタインの父）がいた。その金色に輝くドームは、月桂樹の葉をモティーフとした透かし彫りになっており、当時、ウィーンの人びとはこれを「黄色いタマネギ」と呼んだ。また、分離派の彫刻家アルトゥール・シュトラッサーの制作した、ライオンが牽引する車に乗ったマルクス・アウレリウス・アントニヌス皇帝を表現した青銅彫刻が建物の外側に配置された。この建物は、新しい芸術運動の発表の場となり、自作にとどまらずフランスの印象派絵画やアール・ヌーヴォーなど外国作品の紹介の場ともなった。
工芸家としても知られたヨーゼフ・ホフマンは分離派の中心メンバーの1人で、上述のとおり、ウィーン工房を主宰した。ホフマンの設計したブリュッセル（ベルギー）の「ストックレー邸」（1905年）は、ホフマンとウィーン工房が内部装飾、家具、庭園、食器類をデザインし、クリムトが食堂の壁画を描いた、近代建築の記念碑的作品である。ホフマンの建築作品はいずれも洗練された優美さを有しており、時期による変遷は認められるものの、つねに「様式」を追い求めていたと評される。
ホフマンが1つの作品のなかに極端なコントラストがあるのを嫌い、軽く、穏やかに全体を1つの様式にまとめようと努めたのに対し、「装飾は犯罪である」と唱えたアドルフ・ロース（1870年 - 1933年）はシンプルな造形性のみを追求し、また、1作品のなかに強烈なコントラストをあえて持ち込もうとした。ロースの作品には、「カフェ・ムゼウム」（1899年）やウィーンの「シュタイナー邸」（1910年）、「ロースハウス」などがある。彼は、「折衷主義」や分離派の装飾性を鋭く批判した。しかし、ロースハウスに対しては保守的な人々からの反発があり、特に皇帝の甥フランツ・フェルディナント大公はこの建物に激しい怒りの声を上げたといわれる。虚飾を一切排したロースハウスは、現代においてはごく一般的な建物であるが、1910年に建築された当時にあっては異彩を放つものであり、これほど人びとの議論の的になった建築はなかったのである。近代建築の結晶ともいうべきこの建物が、その後全世界的に評価され、広く影響をあたえた。著作に『装飾と犯罪』『文化の堕落について』（ともに1908年）などがある。信念の人であったロースはそれゆえに孤立しがちであったが、ウィトゲンシュタインやペーター・アルテンベルクとは親交があり、批評家のカール・クラウスは事あるごとに彼を支援したといわれる。
このように、世紀末ウィーンの建築家たちは、装飾的傾向から合理主義、機能主義への移行を示し、20世紀のモダニズム建築のさきがけをなした。
以下の画像で特に地名の付さない建造物はウィーンに所在する建物である。

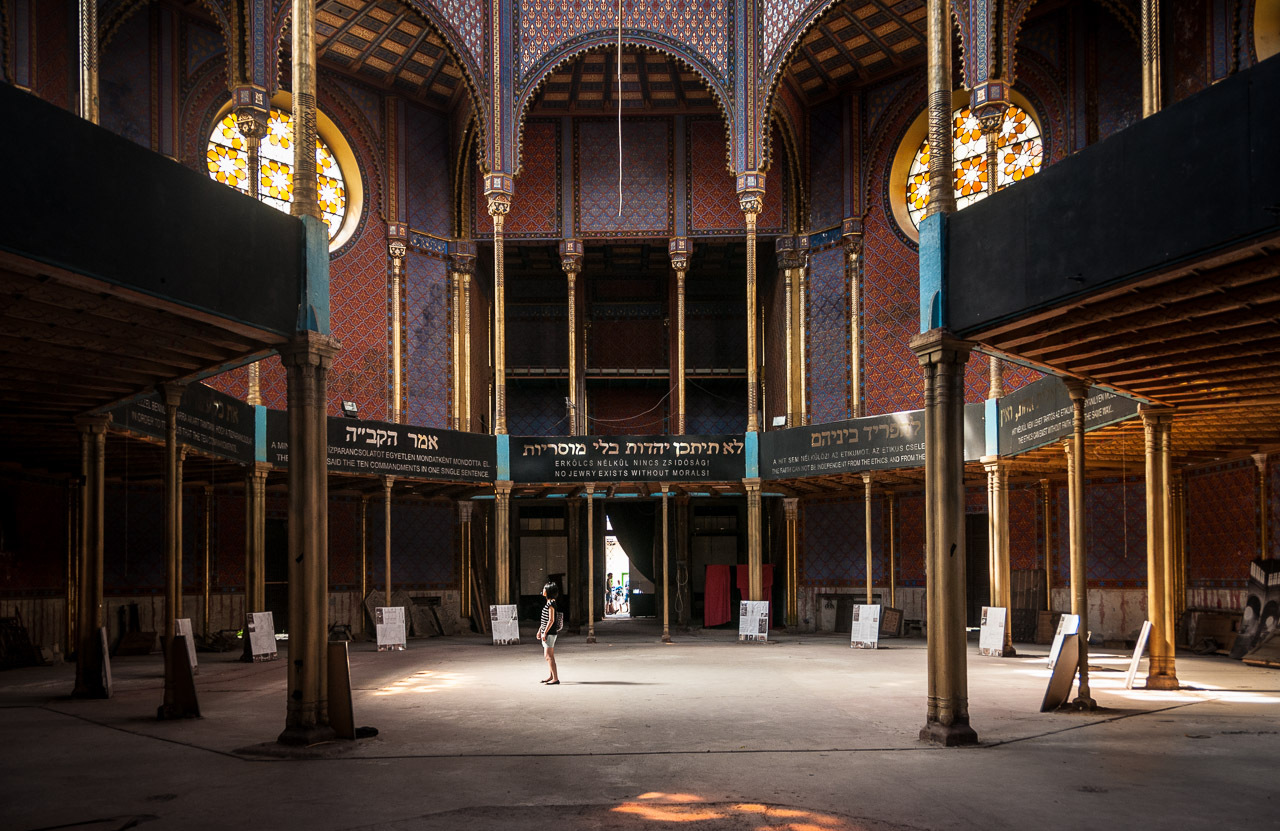
オットー・ワーグナー「ルンバッハ通りのシナゴーグ」1870年-1873年（ブダペシュト）
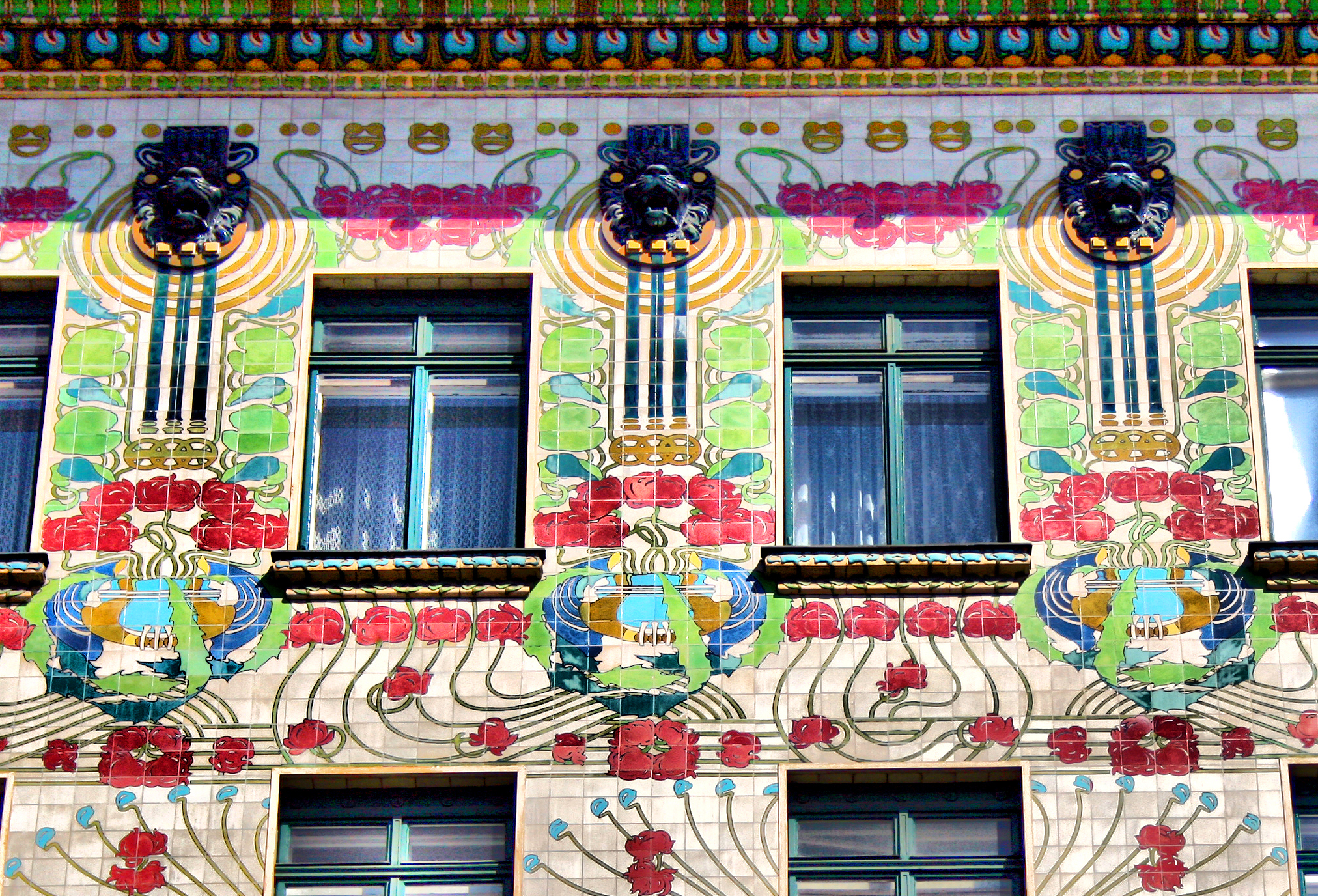
ワーグナー「マジョリカ・ハウス（一部）」1898年
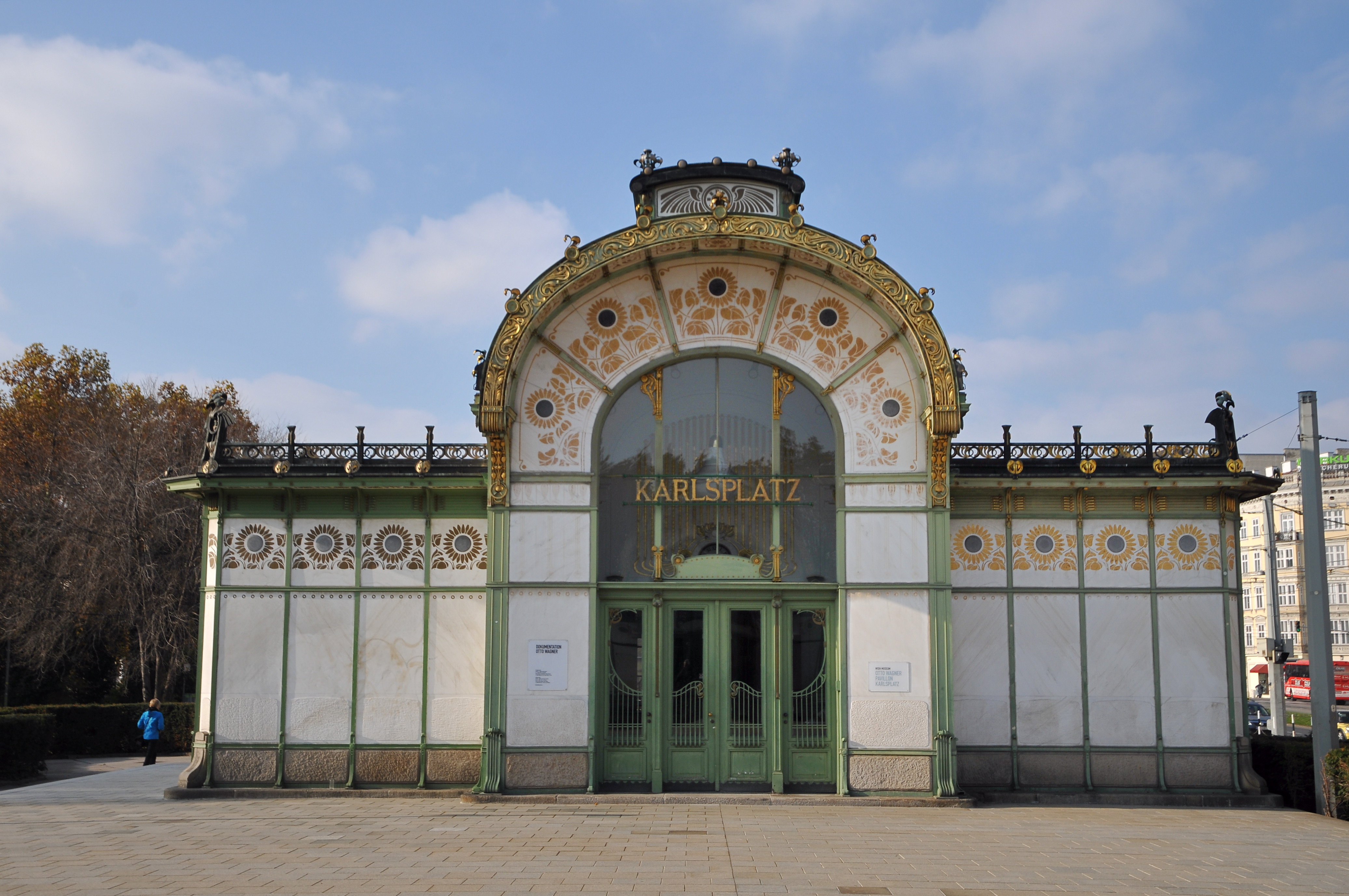
ワーグナー「カールスプラッツ駅」1899年
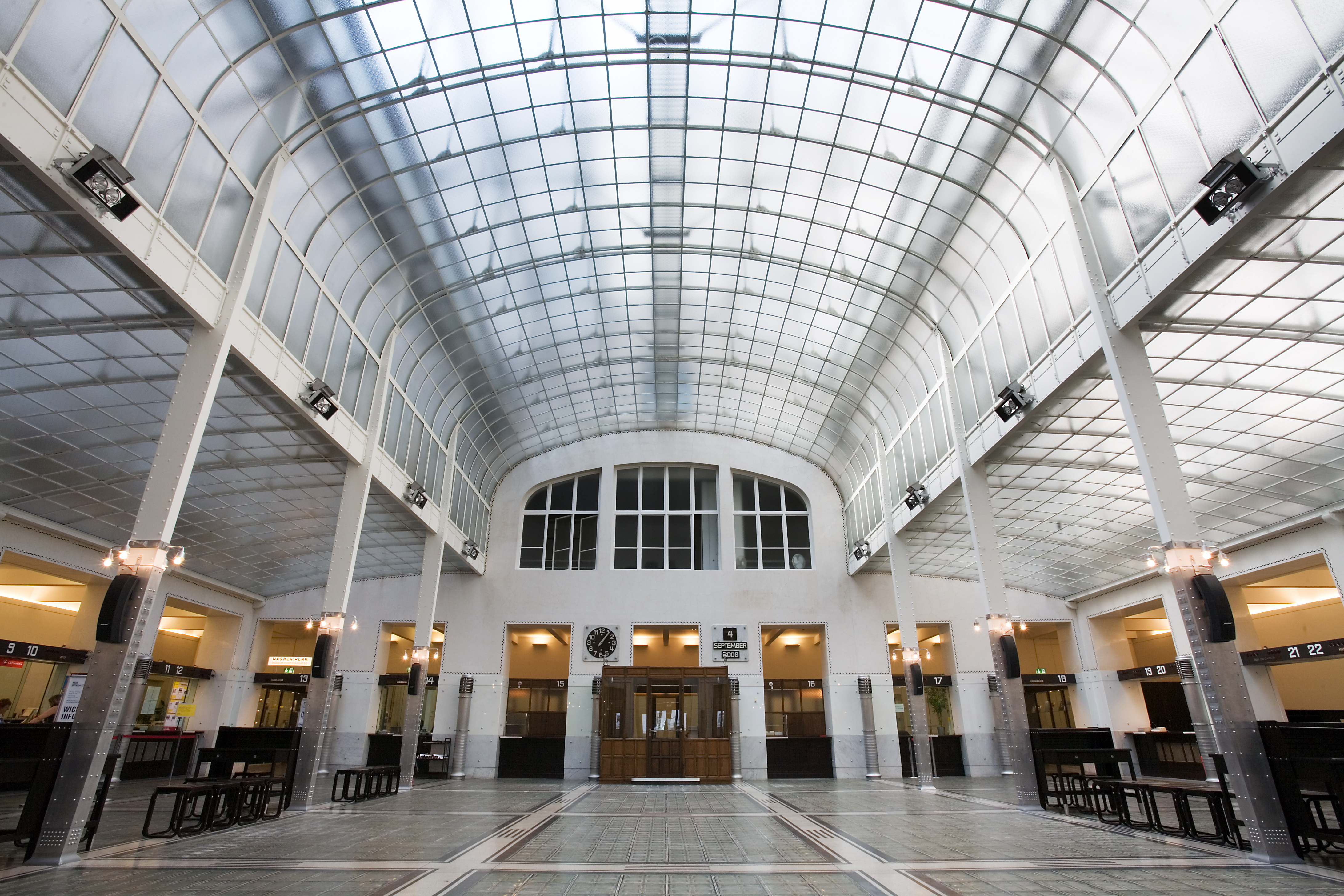
ワーグナー「ウィーン郵便貯金局（内装）」1905年
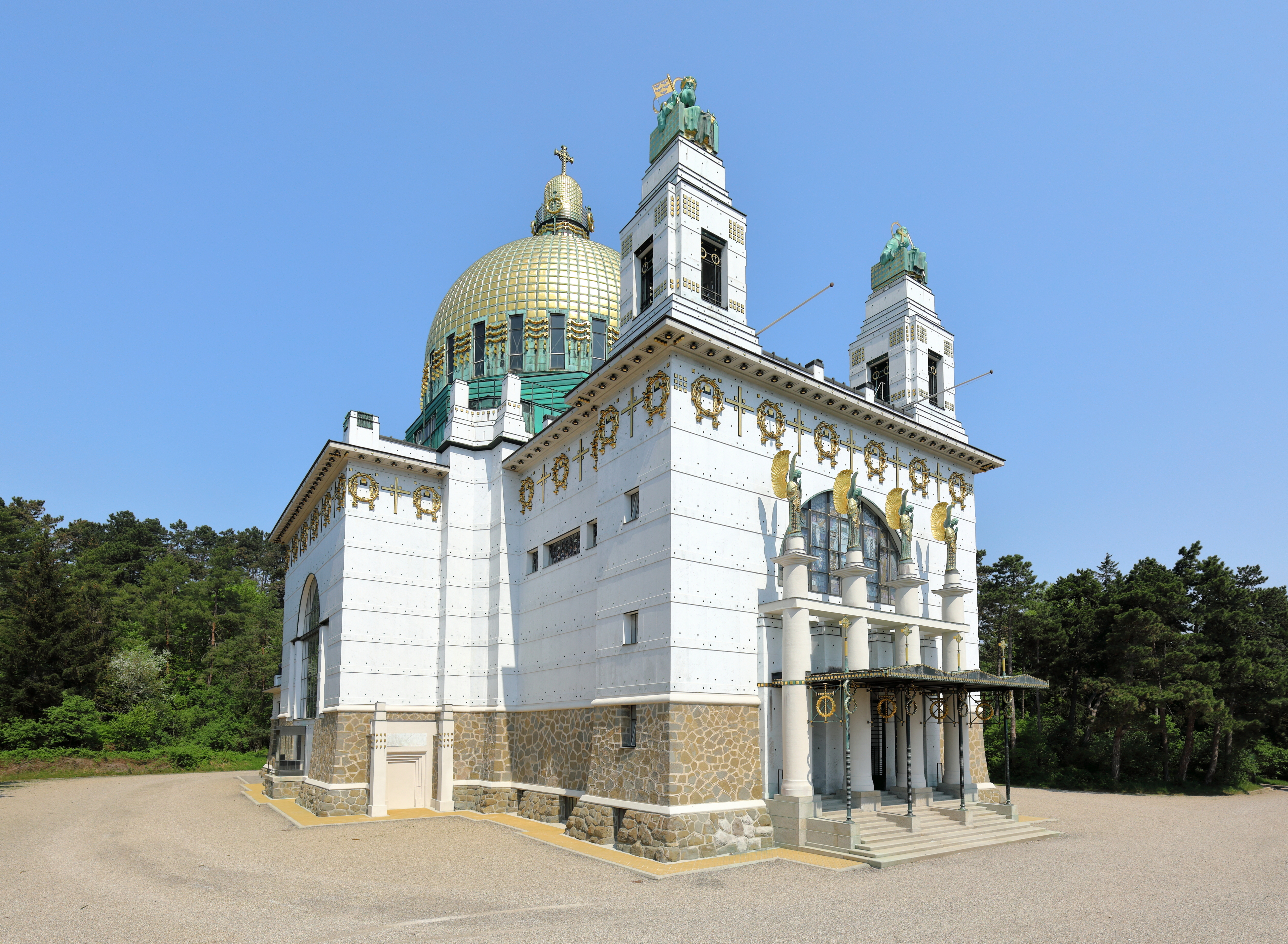
ワーグナー「シュタインホーフ教会堂」1907年
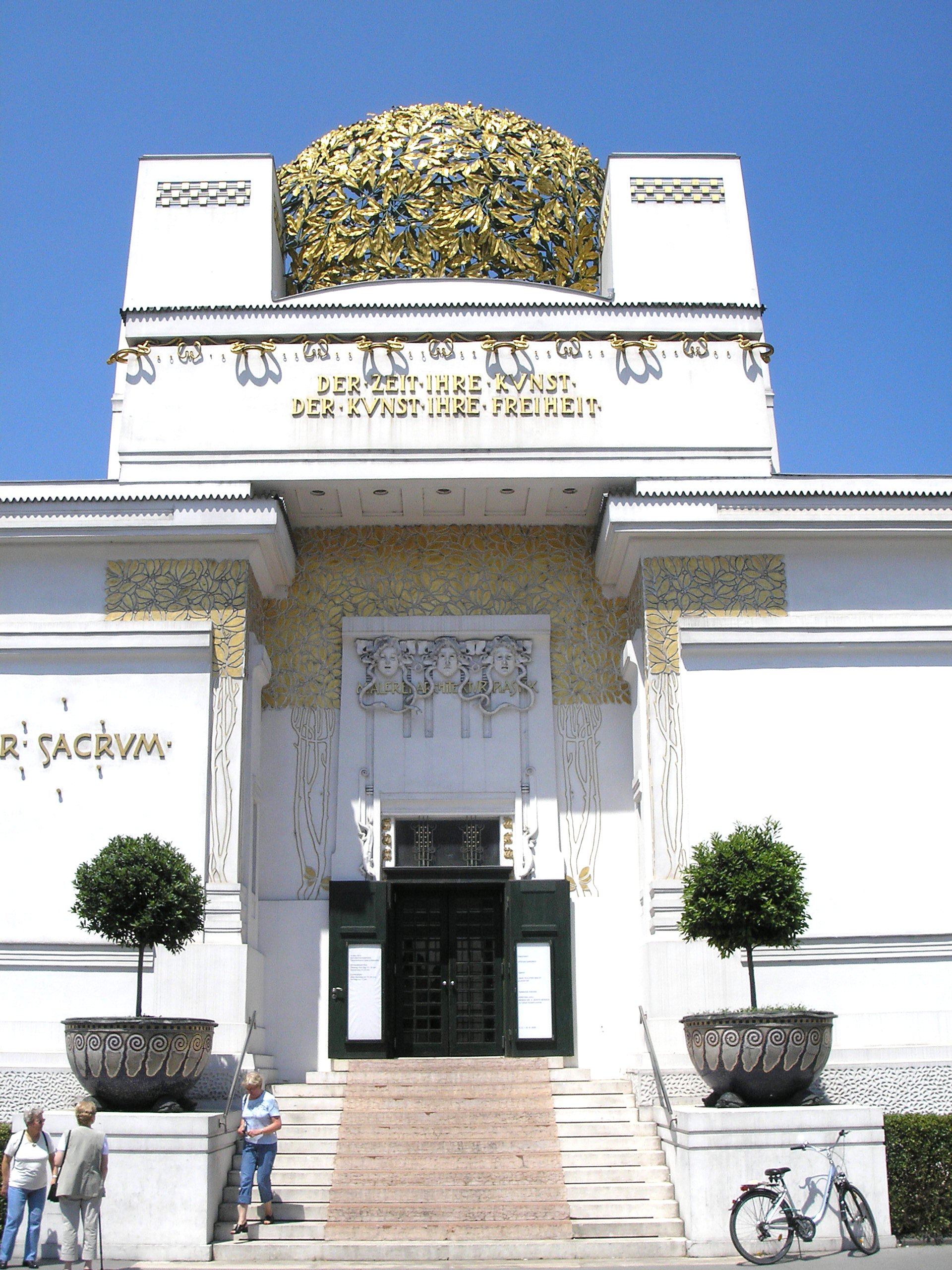
オルブリッヒ「セセッション館（正面）」1897-1898年
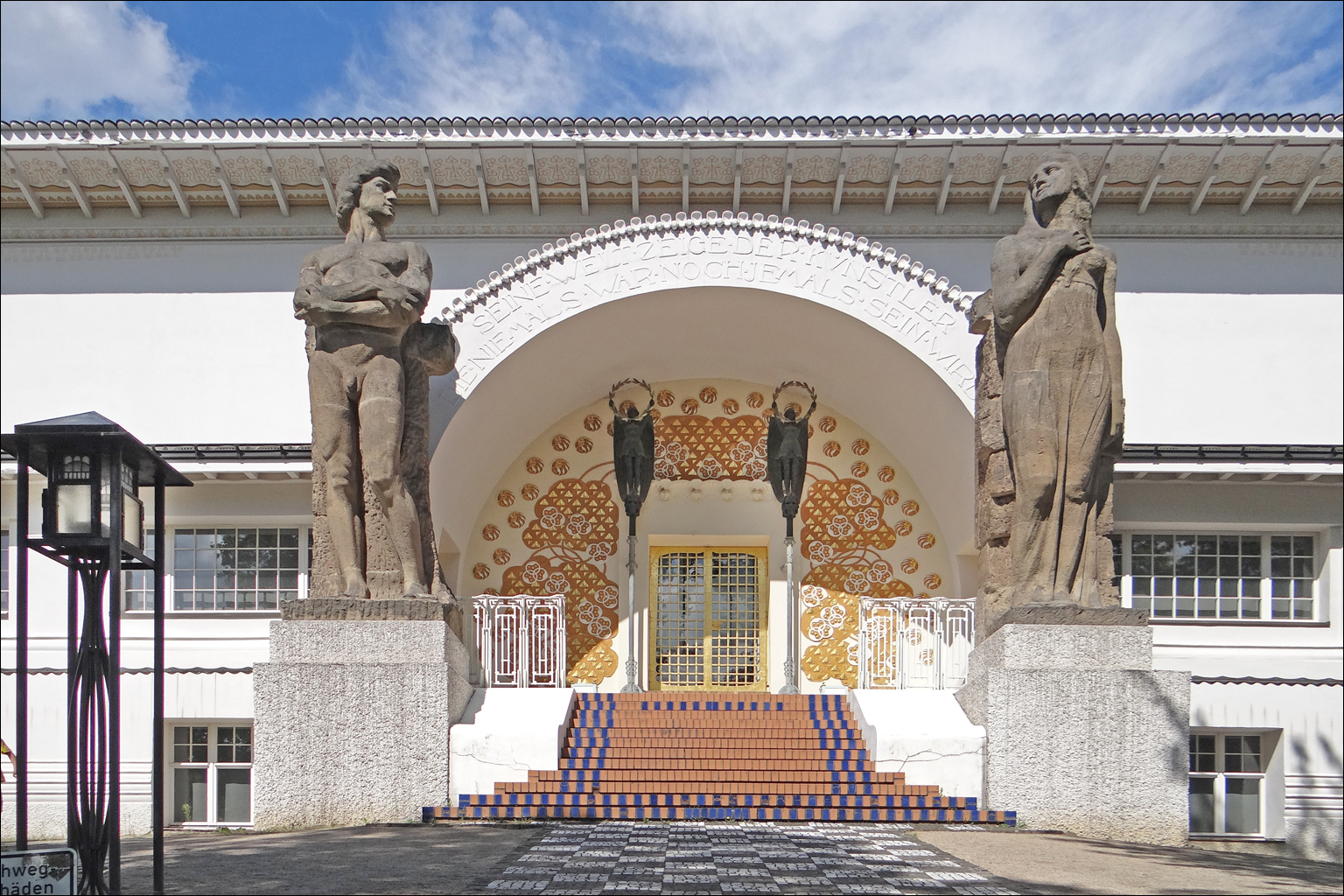
オルブリッヒ「エルンスト・ルートヴィヒ館」1900-1901年（ダルムシュタット）
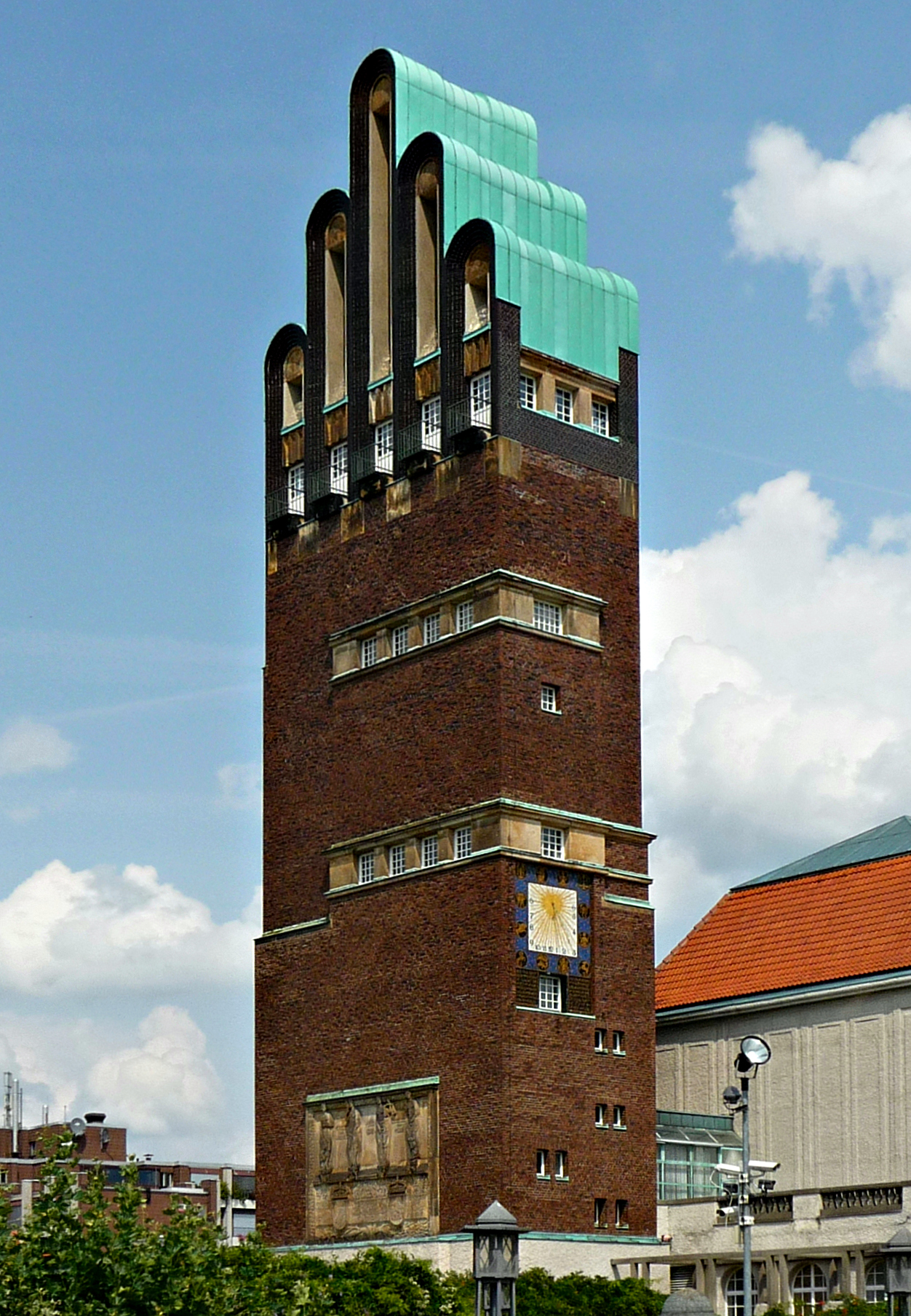
オルブリッヒ「結婚記念塔」1907年-1908年（ダルムシュタット）
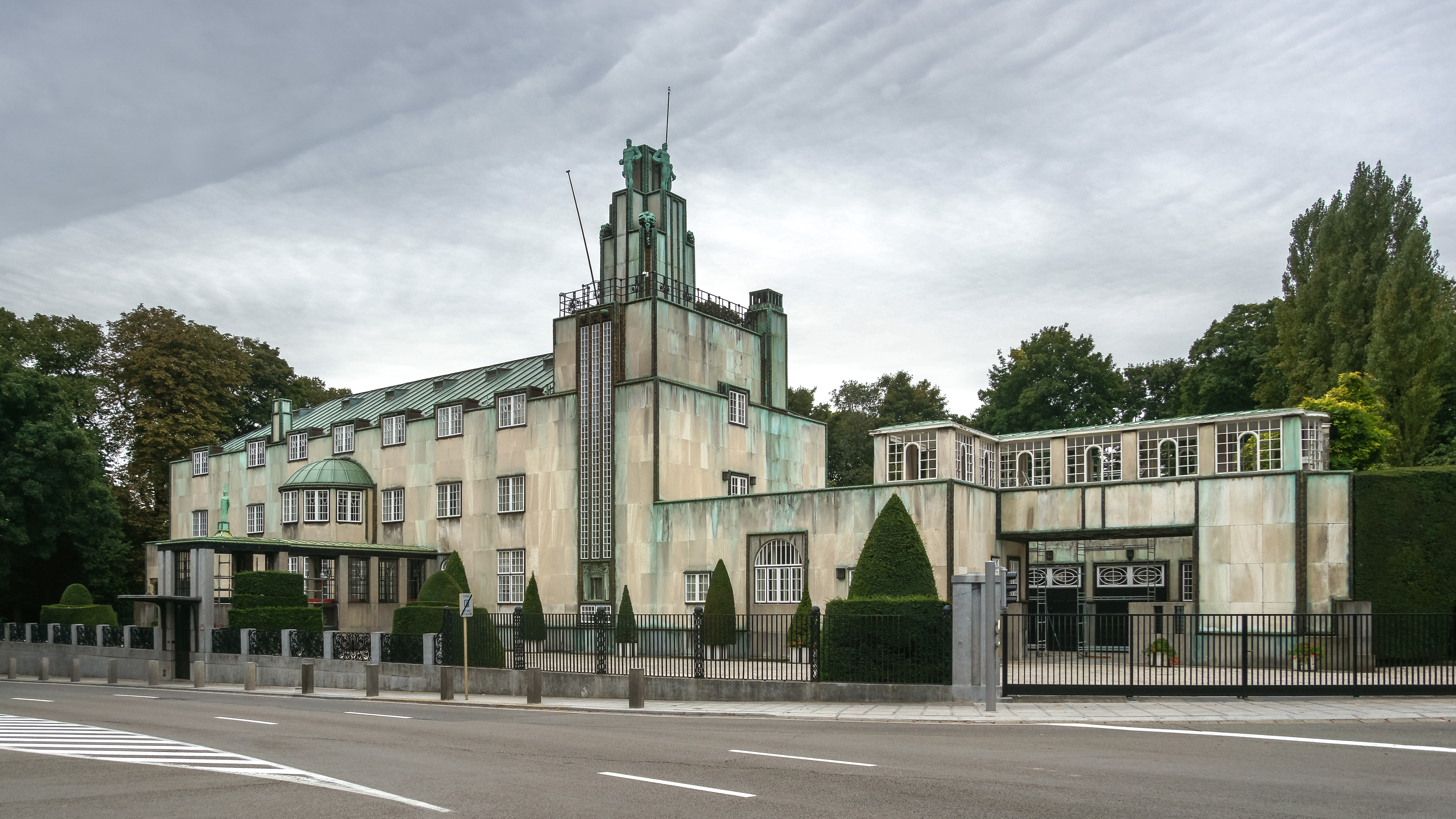
ヨーゼフ・ホフマン「ストックレー邸」1902年-1904年（ブリュッセル）
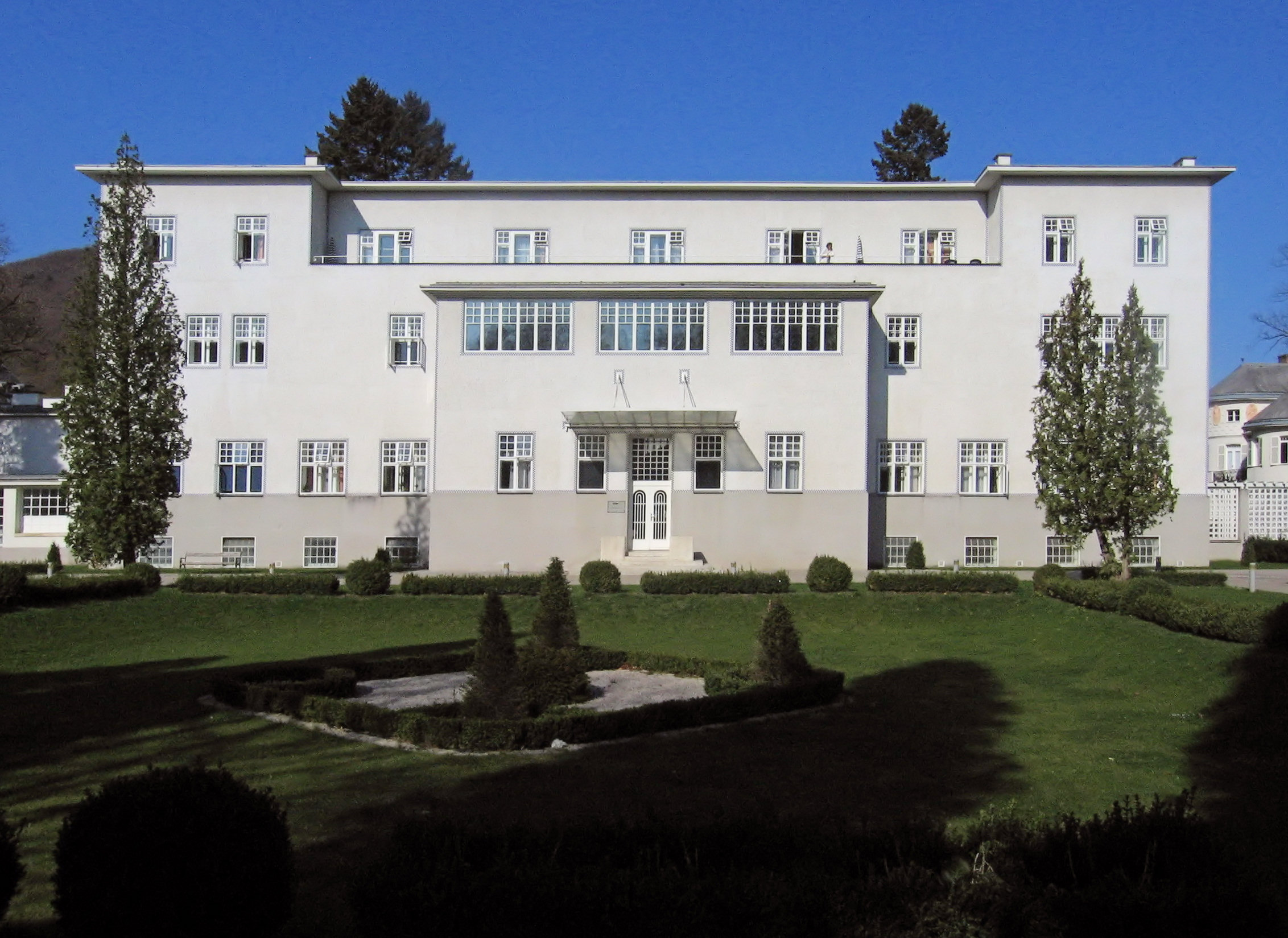
ホフマン「プーカースドルフ・サナトリウム」1904年
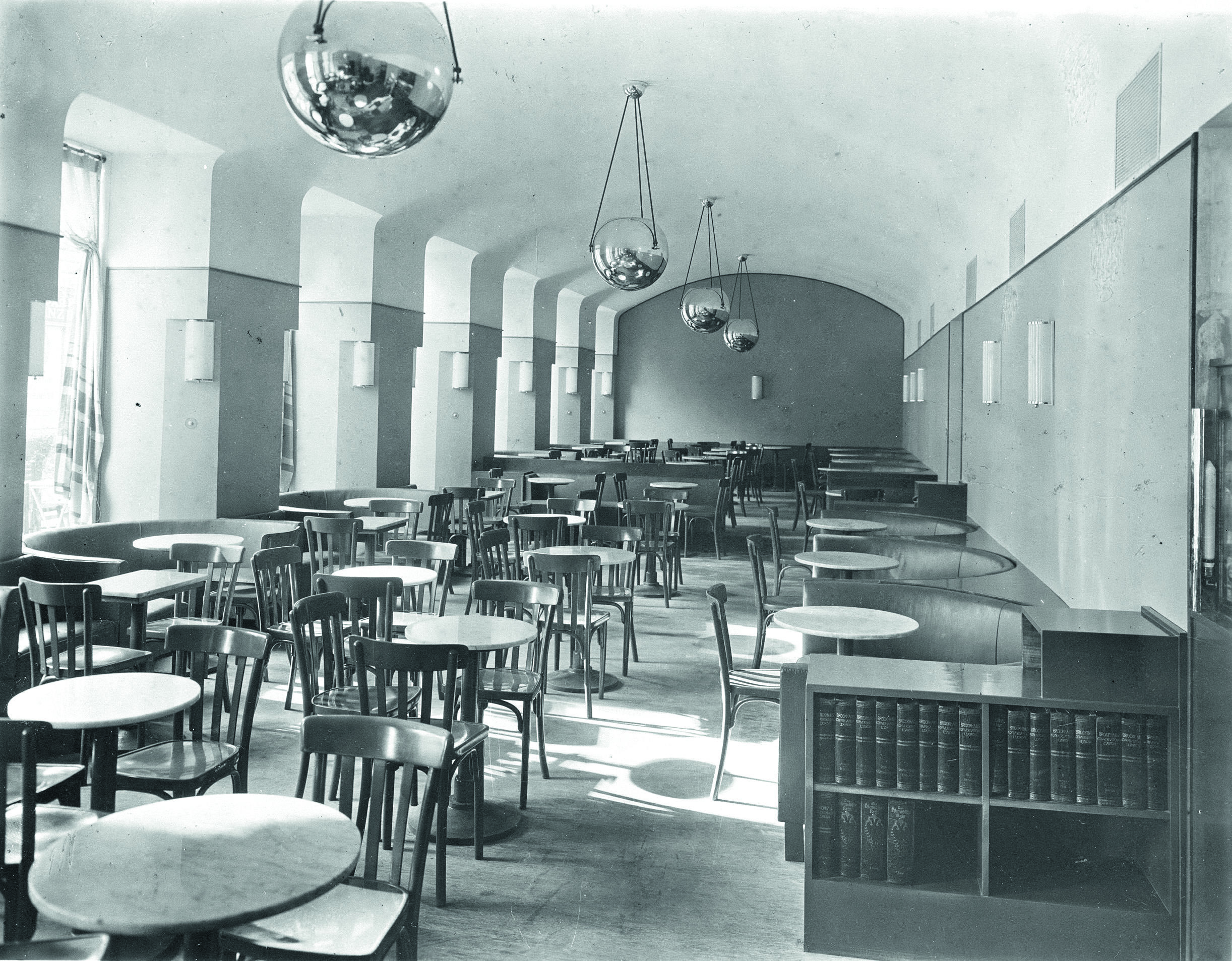
アドルフ・ロース「カフェ・ムゼウム（内装）」（1899年、写真は1930年代）
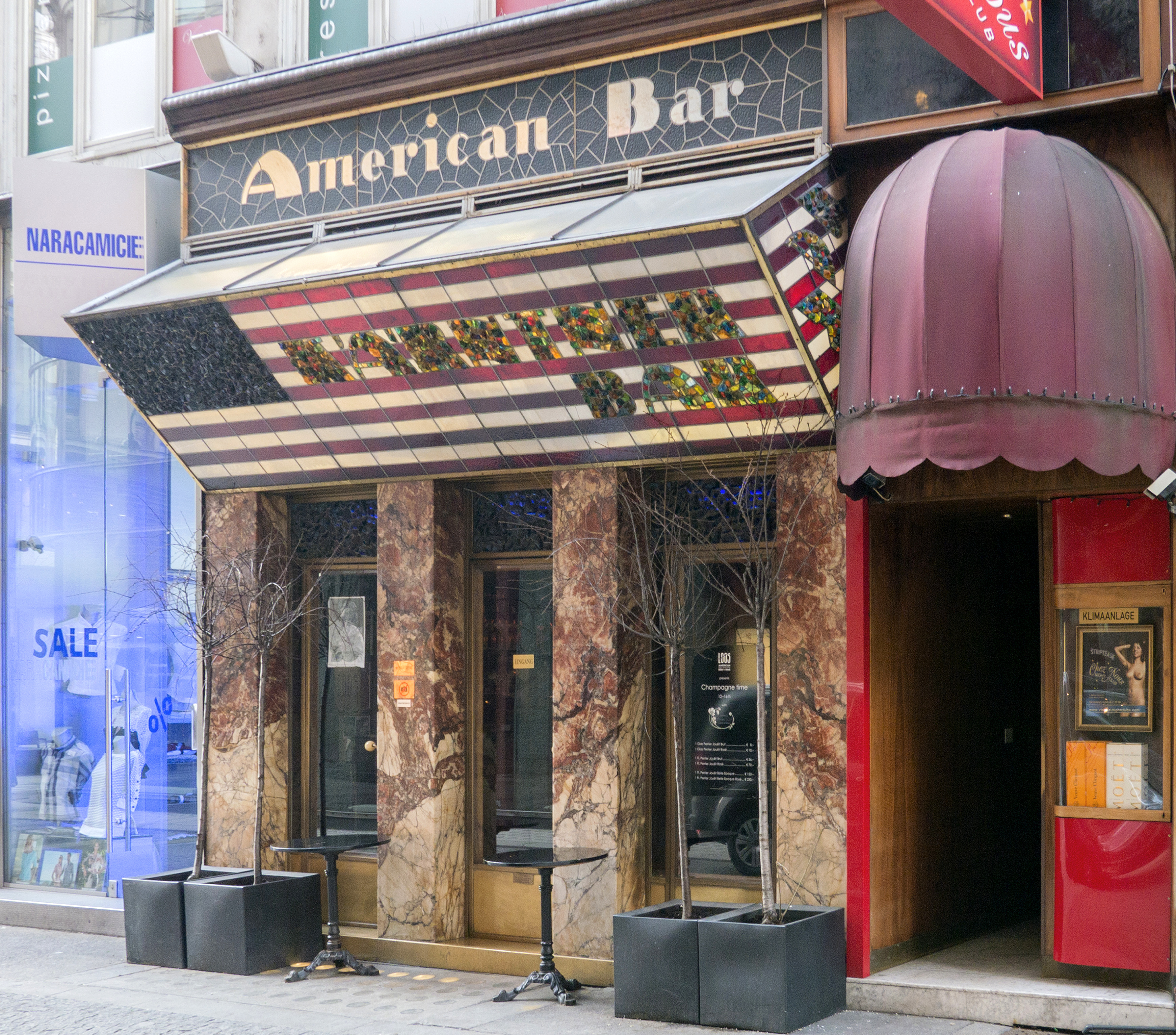
ロース「アメリカンバー」1908年
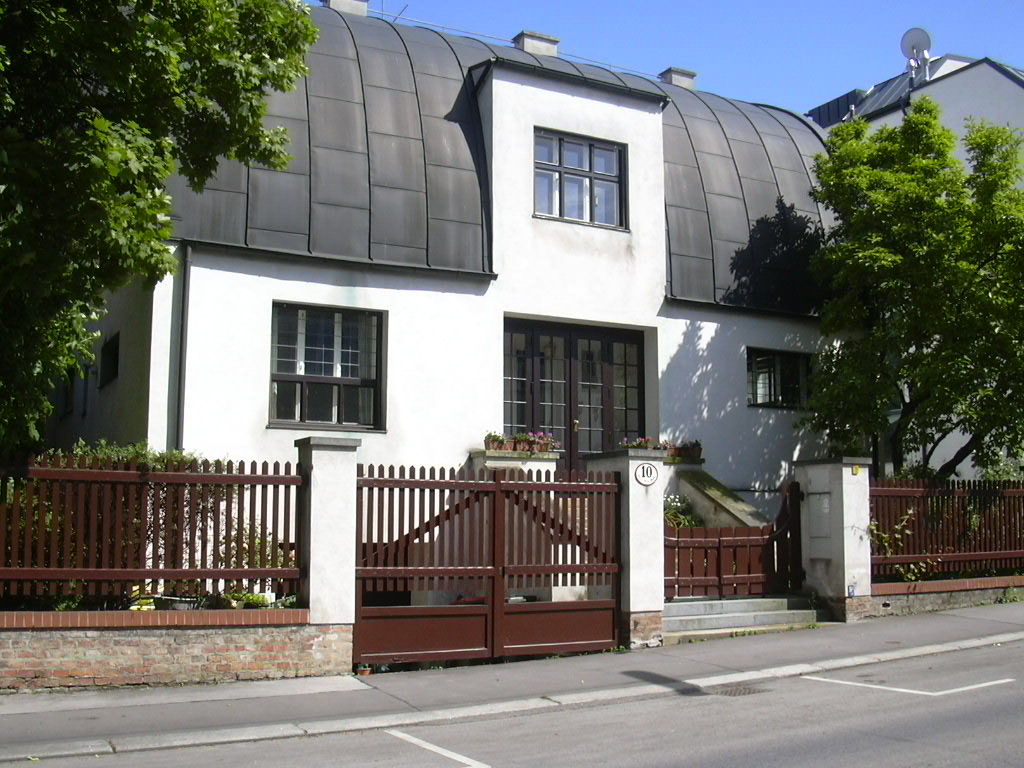
ロース「シュタイナー邸」1910年
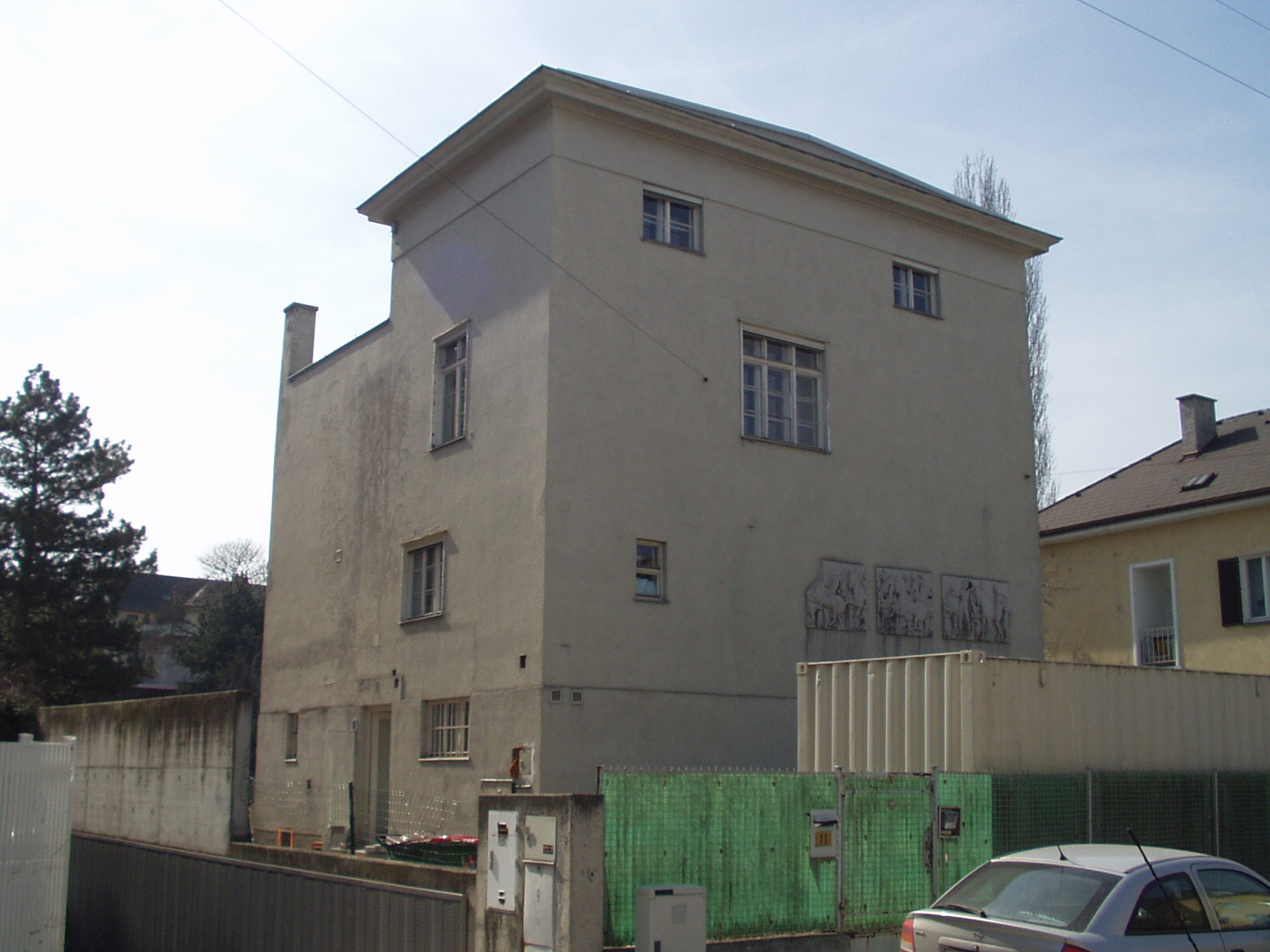
ロース「ルーファー邸」1922年

### 音楽

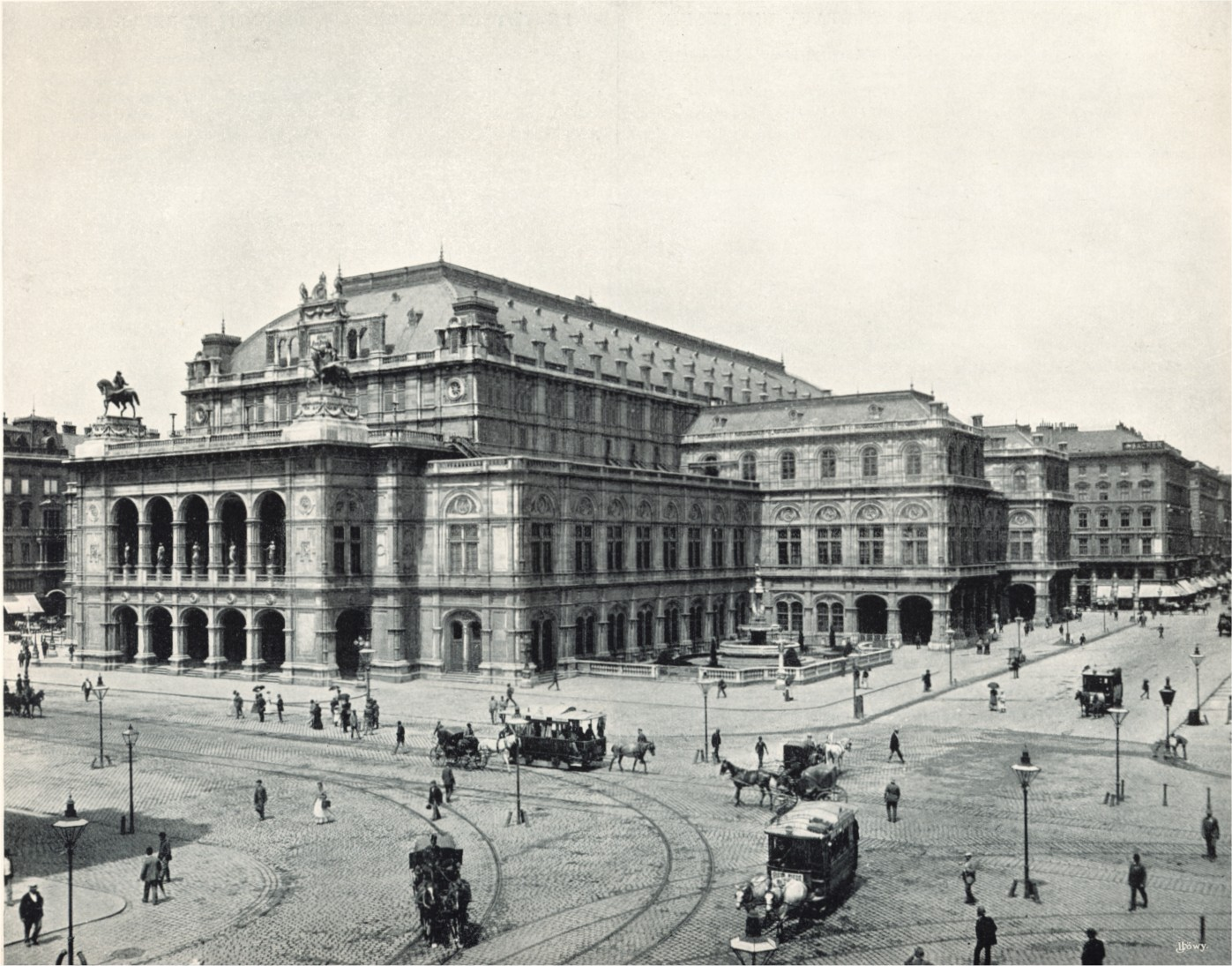
1898年の宮廷歌劇場
----
1869年にフランス・ルネサンス様式で建てられたが、建設当時のウィーンでは不評だった。

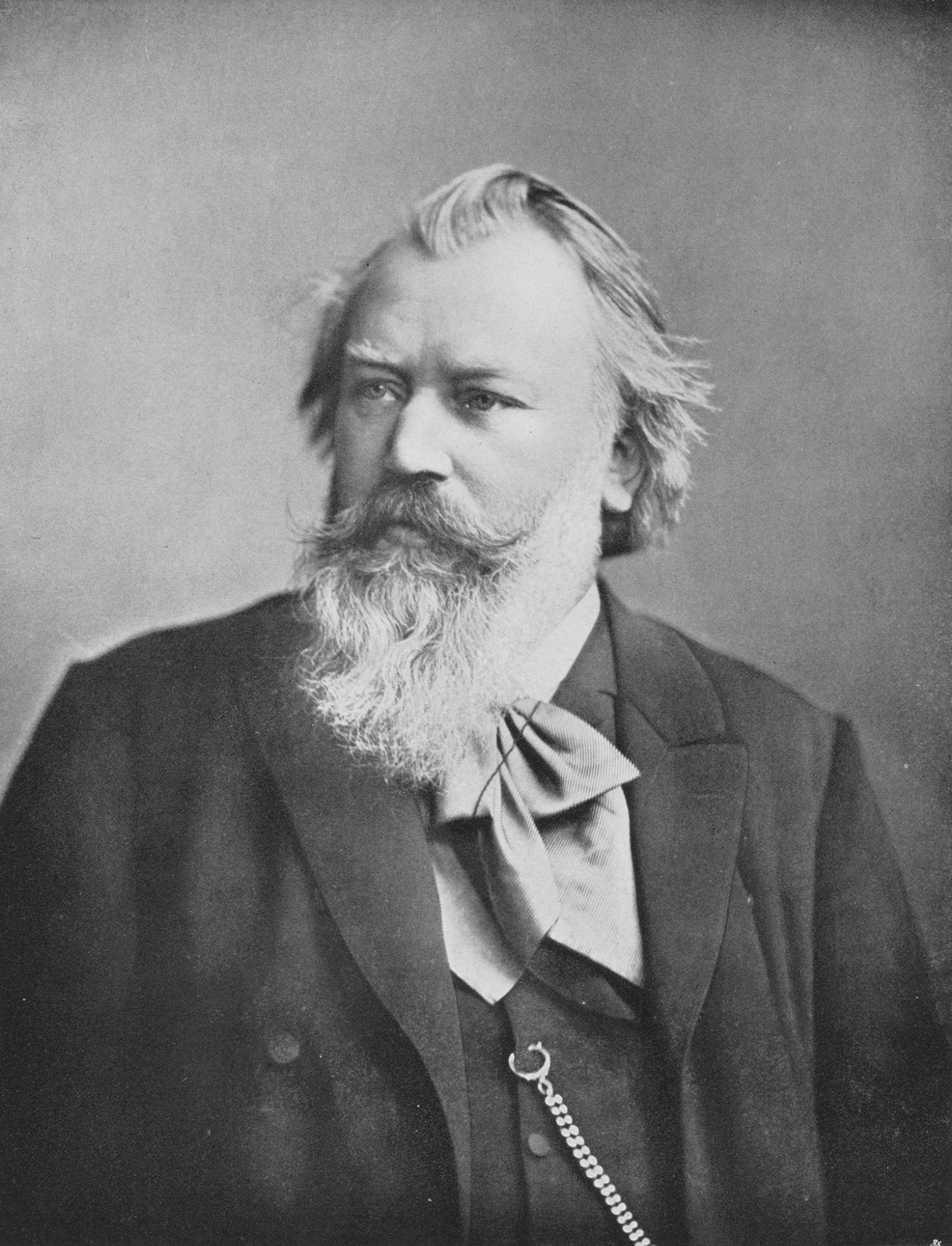
ヨハネス・ブラームス

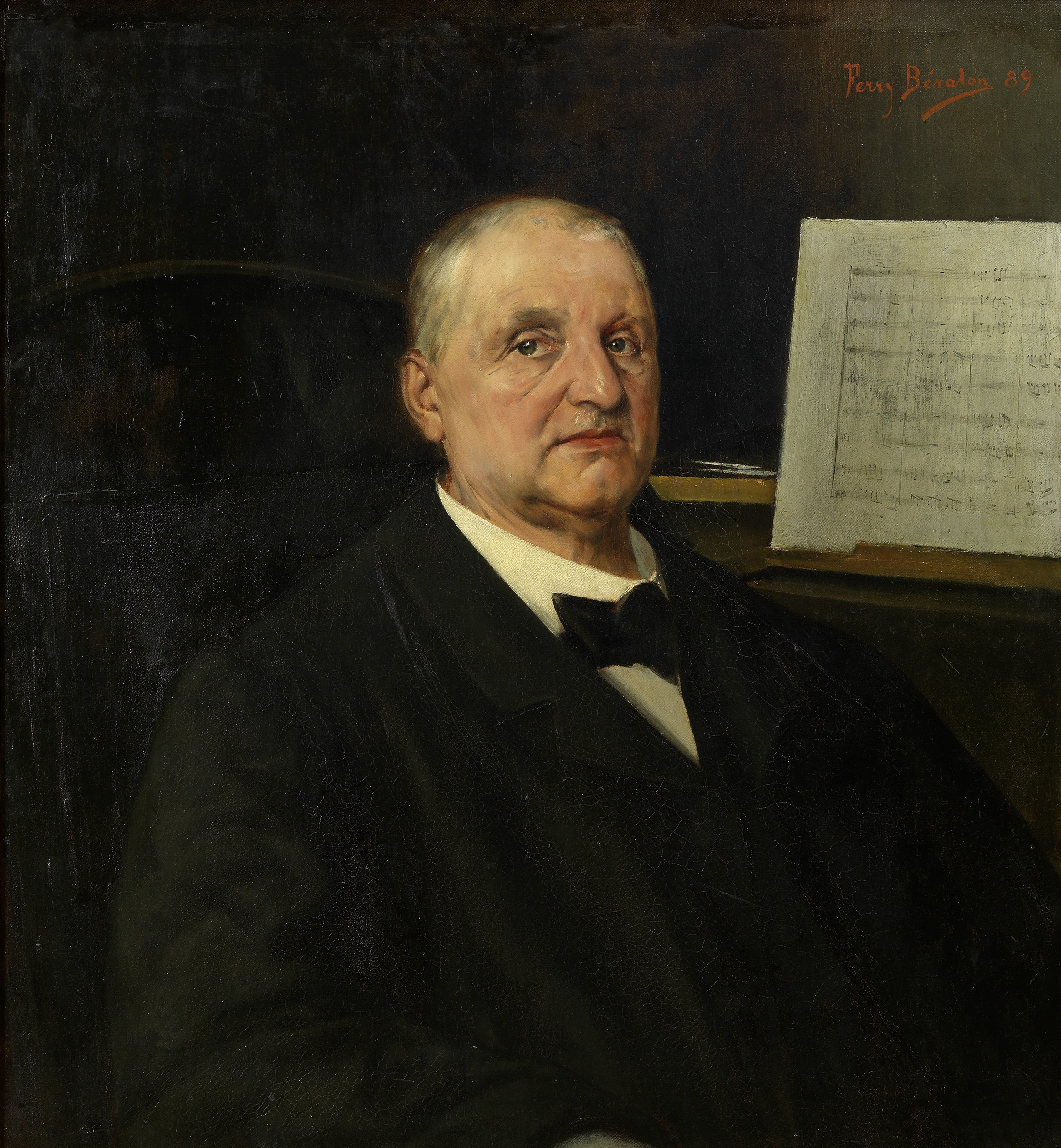
アントン・ブルックナー

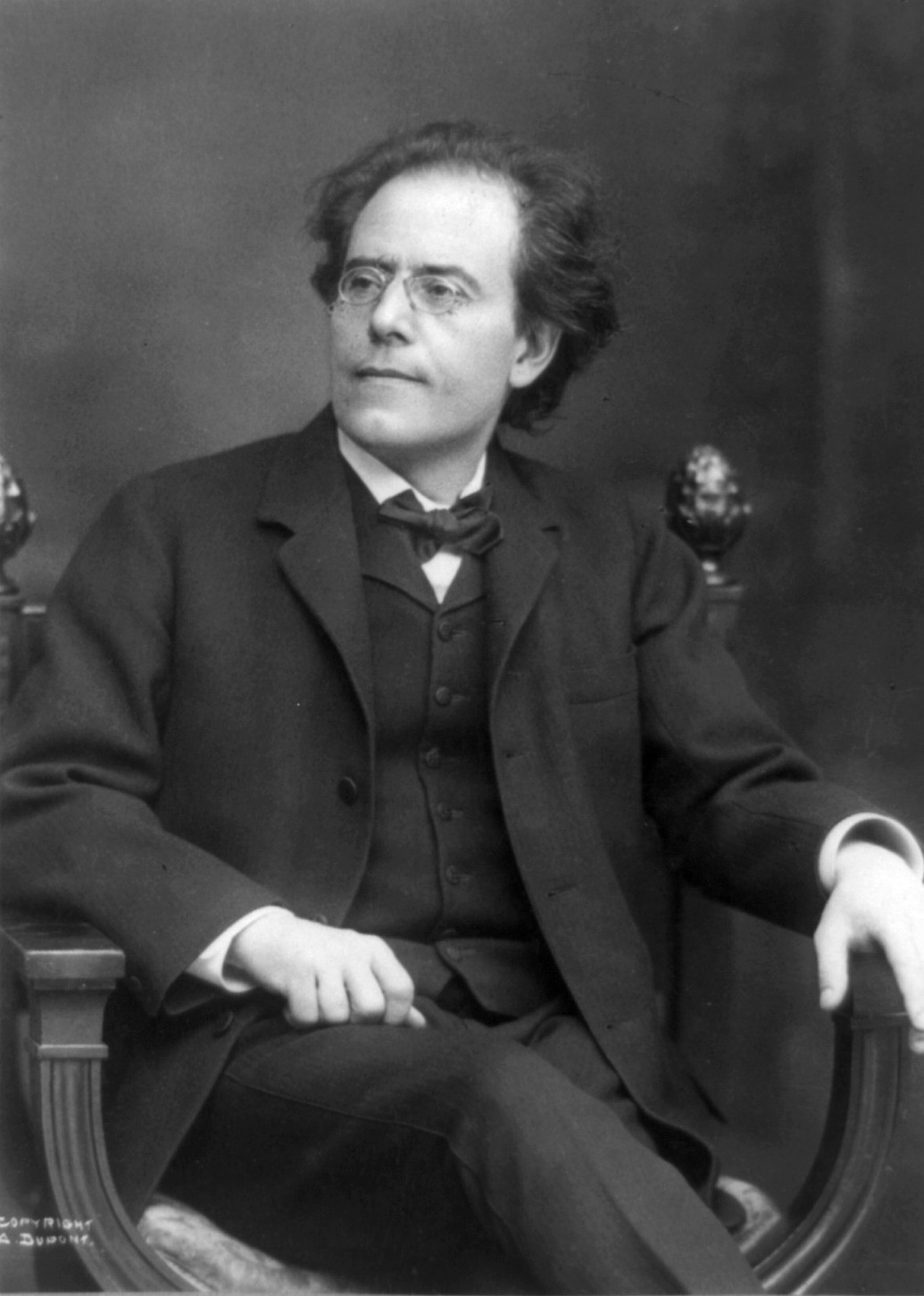
グスタフ・マーラー

「音楽の都」ウィーンは、ケルト、ゲルマン、ラテン、スラヴ、マジャールなどの民族性豊かな音楽が合流し、ハプスブルク家の手厚い庇護のもと、キリスト教音楽とカトリック教会の強い影響下で、長い年月をかけて重層的に形成されてきたものであり、18世紀末以降、モーツァルトやベートーヴェン、シューベルトなどが活躍していた伝統を受け継ぐものであった。19世紀後半には宮廷歌劇場（現在の国立歌劇場）やウィーン・フィルハーモニー管弦楽団の本拠地であるウィーン楽友協会などが建設されるなど、現在に続くウィーンのクラシック音楽の象徴的建造物が作られた。
19世紀後半のウィーンでは軽音楽が数多くつくられ、特にワルツは、「ワルツ王」とよばれたヨハン・シュトラウス2世（1825年 - 1899年）らによって、速いテンポのウィンナ・ワルツのスタイルができあがった。4分の3拍子に乗って当時のウィーンの人々は踊りに情熱を傾けたが、これは、オーストリアの歴史始まって以来、初めて公然と異性に触れることのできる機会の創出でもあった。多数のダンス・ホールがつくられ、既存建物もそれに改築されてワルツを演奏する楽団は多忙をきわめた。シュトラウスの作品『美しく青きドナウ』（1867年）や『ウィーンの森の物語』（1868年）は今日でも世界中で演奏され、人気が高い。ことに前者は､普墺戦争敗北の直後に書かれ､ハプスブルク家のドイツ覇権を求める戦いが終わり、帝国が強国の座から転落したことが明らかになって気落ちした当時のウィーンの人々に大きな救いをあたえたともいわれている。彼は、敵対する2人の大作曲家、リヒャルト・ワーグナーとヨハネス・ブラームスの双方から賞賛された。シュトラウスはまた、オペレッタの分野にも進出して、最高傑作『こうもり』（1874年）などを生み出し、「オペレッタ王」とも称された。オペラ（歌劇）が長大で重厚なものであったのに対し、オペレッタ（小歌劇、軽歌劇）は日常生活を陽気に描いて庶民的であったので大衆の趣向に合致していた。彼の作曲したオペレッタ『ジプシー男爵』（1885年）はウィーンのオペレッタ黄金時代を招来し､フランツ・レハール（1870年 - 1948年）やエメリッヒ・カールマン（1882年 - 1953年）による「銀の時代」がこれに続いた。
ハンブルク生まれで現代では「3大B」のひとりとも称されるヨハネス・ブラームス（1833年 - 1897年）もウィーンで活躍した音楽家である。1862年以降ウィーンに生活の拠点を移して、ヨハン・シュトラウス2世とも親交があった。4つの交響曲や協奏曲、室内楽、歌曲などに傑作を残し、緻密さと完成度の高さで知られ、反ワグネリズムの代表的作曲家となった。ワーグナーを嫌った音楽評論家のエドゥアルト・ハンスリックはブラームスを称揚したが、ウィーンの音楽界はあたかもブラームス対ワーグナーの二大陣営に分かれてカフェや新聞上で論戦を繰り広げる状況を呈した。
アントン・ブルックナー（1824年 - 1896年）はザンクト・フローリアン修道院のオルガン奏者を務めていたが、ワーグナーに心酔し、ロベルト・シューマン以後ほぼとだえていたドイツ・オーストリアの交響曲の伝統を再興した。しかし、オーストリアの著名な作曲家のなかでもブルックナーほど、作品の評判が絶えず称賛と非難の両極端にさらされた音楽家はいないともいわれる。当初はブルックナーに好意的だったハンスリックも、彼が交響曲第3番（1873年）をワーグナーに献呈するなどの姿勢から態度を変えて辛辣に接するようになったという。ブルックナーは、テ・デウム（1881年）と交響曲第7番ホ長調（1883年）の成功によって、一挙に名声を高め、つづく交響曲第8番ハ短調（1892年）は彼の代表作と知られる傑作である。マーラーは彼の35歳年下の友人であり､ブルックナーの死後マーラーはしばしば彼の交響曲を指揮した。
歌曲（リート）の分野では、スロヴェニア生まれのフーゴ・ヴォルフ（1860年 - 1903年）がシューベルト以来の伝統を引き継ぎながらもワーグナーの影響を受け、崇高で新しい様式を打ち立てた。彼は、ワーグナーの熱心な取り巻きのひとりであった。また、ブルックナーを支持した音楽家のひとりで、新聞紙上ではブルックナーを激賞したことがある。マーラーとは同じ年で学生時代に同宿したことがあり、音楽上の意見もよく一致した。彼は教師に反抗したため音楽学院を退学させられたが、マーラーとの友情は変わることがなかった。
ユダヤ商人の家に生まれた宮廷歌劇場監督グスタフ・マーラー（1860年 - 1911年）は、ウィーン・オペラの黄金期をリードした後期ロマン派の音楽家である。卓越した指揮者として名を馳せたが、交響曲は当時の聴衆にはあまり理解されず、マーラー自身もユダヤ人であることから多くの艱難を受けた。しかし、彼はだいぶ以前にカトリックに改宗しており、妻となったアルマの回想録によれば、彼は「教会の前を素通りすることができないキリスト教徒だった」という。「やがて私の時代がくる」と周囲に語った彼は、指揮者としては、各歌手に雇われたサクラ（「ブラボー屋」）の廃止、斬新な演出や回り舞台の使用、新進気鋭の舞台美術家の登用といったオペラ改革も果敢に断行した。しかし、ウィーンのジャーナリズムはこのような改革はじめマーラーのモダニズムを快く思わず、彼を執拗に攻撃した。1907年、ユダヤ人排斥のため辞任し、のちアメリカに招かれ、アメリカとヨーロッパのあいだを往復しながら、民族的なメロディーを基調に独特の作風を築いた。代表作に、9曲の交響曲と、中国の詩をドイツ語訳した歌詞をもつ交響曲『大地の歌』 (1908年）、自作の詩による歌曲『亡き子をしのぶ歌』 (1902年) などがある。
ユダヤ系のアルノルト・シェーンベルク（1874年 - 1951年）は半音階的な12音からなる音列を基礎にした十二音技法（ドデカフォニー）の創始者として知られる
。若いころのシェーンベルクはカフェ・グリーンシュタイドルで出会ったアレクサンダー・フォン・ツェムリンスキー（1871年 - 1942年）から音楽理論について初めて体系的な指導を受け、彼の妹マチルダと結婚した。シェーンベルクはマーラーについて、1912年の回想講演で彼は「聖人」であり、「殉教者」であったと述べた。彼は、シニカルな態度ではあったが、生涯を通じてマーラーが誤解され侮辱されてきたことは疑念の余地がないと述べ、彼を擁護したのである。シェーンベルクは後期ロマン派的な『浄められた夜』（1899年）や『グレの歌』（1900年 - 1911年）から出発し、『月に憑かれたピエロ』（1912年）で無調の技法を探求し、1920年代前半に12音技法を完成させた。シェーンベルクもまた現代音楽に決定的な影響をあたえた一人であった。ただし、彼自身もウィーンで攻撃と侮辱を受けていた。隣人の嫌がらせに業を煮やしてウィーンを飛び出したが、1913年、音楽協会の大ホールでのコンサートのためにウィーンに立ち寄り、自身の室内交響曲第1番 とベルク、マーラー、ヴェーベルン、ツェムリンスキーの作品を指揮することとなった。しかし、ここで聴衆がモダニストと反モダニストに分かれて対立し、敵対する相手を平手打ちしようとして床や桟敷で乱闘騒ぎが起こり、結局コンサートを中断せざるをえなくなるというアクシデントに見舞われている。
フランツ・シュレーカー（1878年 - 1934年）もユダヤ系で、かれもまた、音楽史上の大胆な革新者であった。かれは「拡張された調性」の原理や「総合芸術としての音楽劇」という発想を20世紀音楽にもたらした。アントン・ヴェーベルン（1883年 - 1945年）とアルバン・ベルク（1885年 - 1935年）はともにシェーンベルクに学び、新ウィーン楽派あるいはウィーン無調楽派と呼ばれた。
ウィーン出身でのちにアメリカ合衆国に亡命したユダヤ系のエーリヒ・ヴォルフガング・コルンゴルト（1897年 - 1957年）は早熟な天才として知られ、渡米後は、自身にとって必ずしも意に沿わない映画音楽での大活躍が有名である。
音楽ジャンルにおけるユダヤ系には、マーラー、ツェムリンスキー、シェーンベルク、シュレーカーといった人物、指揮者ではブルーノ・ワルター、オットー・クレンペラーらがユダヤ系であったが、割合自体は医師、弁護士、文学者よりは少ないものと考えられる。

### 演劇

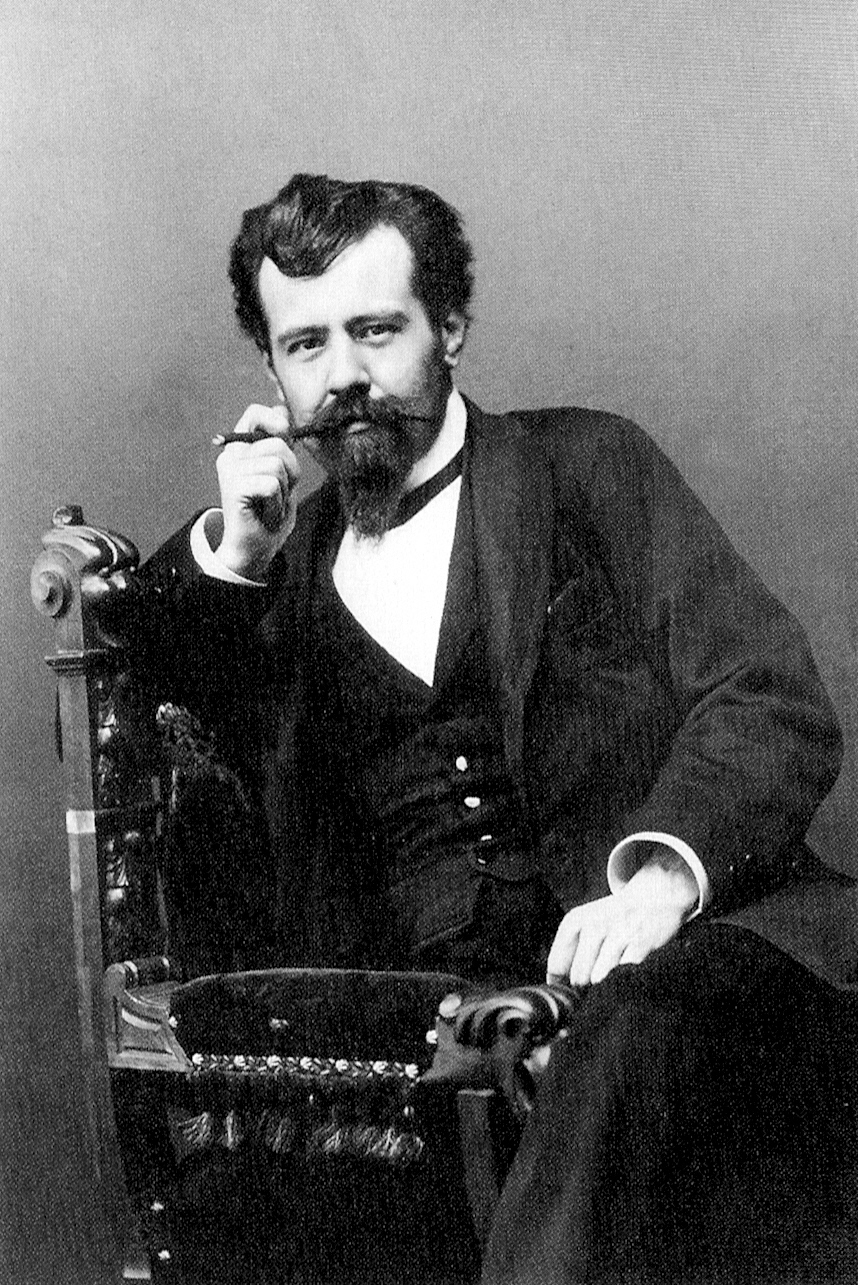
ヘルマン・バール

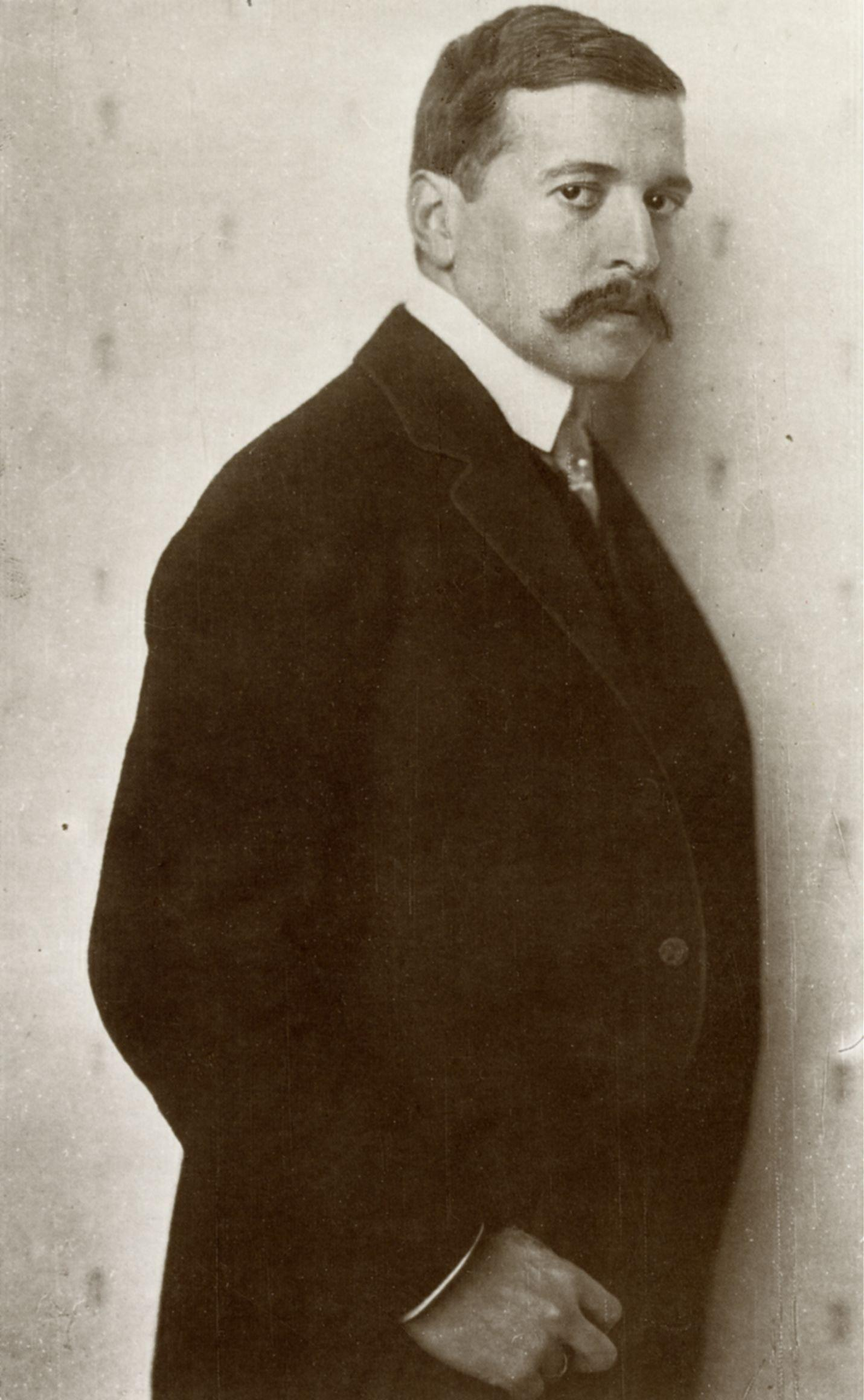
フーゴ・フォン・ホーフマンスタール

20世紀初頭、オーストリアの演劇は、のちに「ウィーン派」とよばれた作家たちによって新たな飛躍を遂げた。そのグループの中核をなしたヘルマン・バール（1863年 - 1934年）は、多くの風俗劇のなかに鋭さと才知をこめて当時のウィーンの雰囲気を描いた。リンツ生まれのヘルマン・バールは、リングシュトラーセについて、「少年の日、ただもう驚嘆三昧のまなこで私はリング通りを見上げたものだ」と書き残している。しかし、やがてバールはその虚飾を憎むようになり、ウィーンという町に対して彼は愛憎半ばする思いをいだきつづけた。
ウィーンの富裕なユダヤ系実業家の家に生まれたフーゴ・フォン・ホーフマンスタール（1874年 - 1929年）は、叙情に満ちた初期の作品ののち、「祝祭」としての演劇を唱えて、洗練された美意識にもとづいた戯曲の数々を発表した。代表作にギリシア古典の翻案劇『エレクトラ』（1903年）『オイディプスとスフィンクス』（1906年）や中世宗教劇『イェーダーマン』（1911年）がある。ホーフマンスタールはまた、1920年にはじめて開催されたザルツブルク音楽祭を発案したことでも知られる。そのとき、自作『イェーダーマン』（リヒャルト・シュトラウス音楽、マックス・ラインハルト演出）をザルツブルク大聖堂正面前を舞台に上演させている。なお、ホーフマンスタールはリヒャルト・シュトラウスと協力した『薔薇の騎士』（1911年）、『気むずかしい男』（1921年）などのオペラ創作にも尽力している。
アルトゥル・シュニッツラー（1862年 - 1931年）はユダヤ系（ただしキリスト教徒）で、元来は医者であったが、自費出版した戯曲『アナトール』（1890年）の成功によって作家生活に入り、ホーフマンスタールと並ぶ新ロマン主義の旗手となった。フロイトの精神分析学の影響を受け、富裕ではあるが閉塞感のただよう市民生活や社交界をときに陰鬱に描き、「世紀末ウィーン」の退廃的な気分を軽妙に表現した。森鷗外の紹介で知られる『恋愛三昧』（1895年）や『輪舞』（1900年）が代表作である。『恋愛三昧』は時代を超えて今なおドイツ語圏の劇場で上演される象徴的な作品であり『輪舞』は性を大胆に表現して、当初は上演禁止になるほどの衝撃を演劇界にもたらした。なお、シュニッツラーはホーフマンスタールのほぼ12歳年上であったが、2人は出会った瞬間から不思議なほど気が合い、2人で一緒に自転車でイタリアやスイスまで長旅をしたという。ホーフマンスタールは、シュニッツラー『アナトール』の紹介のため、短い詩を書いている。

### 文学

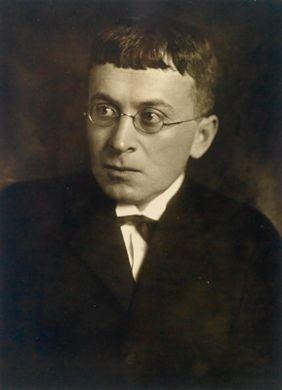
カール・クラウス

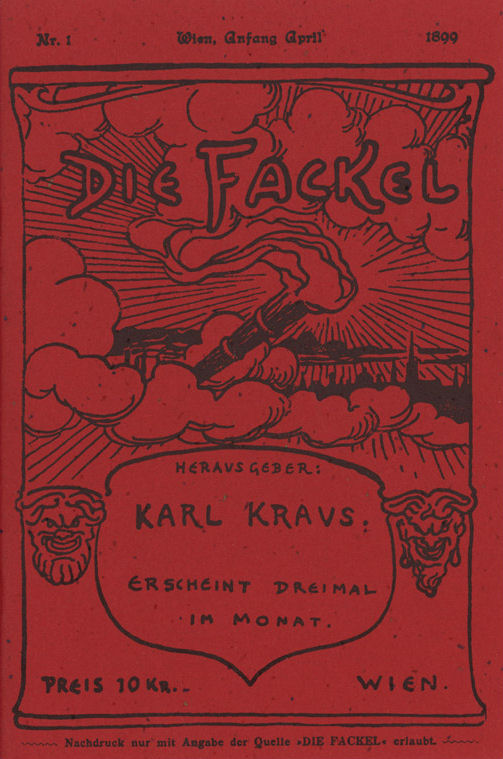
雑誌『ファッケル』1899年

演劇分野でも活躍したアルトゥル・シュニッツラーは小説においてもフロイト流精神分析に基礎をおき、人間の内面心理を深く洞察して、これを「内的独白」というスタイルで展開した。短編を得意とし、『グストル少尉』（1900年）や『令嬢エルゼ』（1924年）は、登場人物の心理の微妙なうつりかわりを描写した佳品とされ、鷗外は『みれん』（1895年）はじめシュニッツラーの小説もいくつかを翻訳している。また、1908年には20世紀初頭のウィーン社会の諸相を描いた長編小説『自由への道』を発表している。
20世紀初め、伝統的なものとのつながりを保持しながらも新しい芸術の形式を生み出そうという気運のもとで「ウィーン詩派」がおこったが、その中心人物が、上述のヘルマン・バールである。バールは、目新しいものに貪欲で常に新しい知的・芸術的傾向を探し求め、それにより、「明後日の男」というあだ名さえつけられた。カフェ・グリーンシュタイドルの思想的指導者であった彼は、自然主義・印象主義・表現主義などあらゆる新文学運動の先頭に立ち、評論や小説分野でも華やかな活動を示した。カール・クラウス（後述）は、カフェ・グリーンシュタイドルを批判し、また、バールに対しては生涯論陣を張った。バールは、学生時代は汎ゲルマン的民族主義者であったが、のちにフランス象徴主義とデカダンスに魅せられ、また、長く無神論者を装っていたが宮廷歌劇場のソプラノ歌手、アンナ・フォン・ミルデンブルク（1872 – 1947)と結婚した後はカトリックに傾倒し、1914年には好戦主義者となった。クラウスは、こうした彼を無節操な変節漢と批判した。
バールの影響のもとに現れたのが、印象主義的な新ロマン派の代表的作家・詩人として知られるフーゴ・フォン・ホーフマンスタール（上述）である。かれは、16歳にして詩集が認められた早熟な天才であり、典雅な形式をもつ唯美主義的な詩の作者でもあれば、美しい韻文劇の書き手でもあった。また、詩論をなし、古典古代の悲劇や中世の伝説を翻案して現代性を付与するなど、その活躍は多方面にわたった。さらに、ホーフマンスタールによる近代批評の先駆的作品として『チャンドス卿の手紙』（1902年）がある。ただし、彼は、社会や政治に対しては終始一定の距離をとる姿勢を貫いており、反ユダヤ主義やみずからの出自であるユダヤ性については、それがまるで存在しないかのように行動した。一方で彼は、生涯を通じて熱烈な愛国者でもあった。
「世紀末ウィーン」の名物男だったペーター・アルテンベルク（1859年 - 1919年）は「カフェ文士」として知られたユダヤ系の作家で、短編を得意とし、スケッチ風の持ち味で知られる。ウィーンでボヘミアン生活を送った彼は、いかにも市民社会の落ちこぼれであったが、人びとは気前よく彼を援助した。彼の文章は情緒に富み、その表現は印象主義的傾向が強いとされる。日本では池内紀により『小品六つ』として紹介されている。また、『釣』は森鷗外による翻訳がある。　
長編小説『ゲオルクの死』や短編『ある夢の記憶』（ともに1900年）で知られるユダヤ系のリヒャルト・ベーア＝ホフマン（1866年 - 1945年）は、ユーゲント・シュティールの代表的存在であり、その作品は、憂愁と繊細美を特徴とし、ホーフマンスタールやシュニッツラーの作風に近いと評される。『ゲオルクの死』ではストーリーの発展を極力抑え、もっぱら主人公の気分や回想、内省、夢などを様式化して、それを装飾的な言葉で語るという手法を採った。1939年にアメリカに亡命し、ニューヨークで没した。1960年代以降、再評価が進んだ。
『地獄のジュール・ヴェルヌ』と『天国のジュール・ヴェルヌ』（ともに初出不詳）で知られるルートヴィヒ・ヘヴェシー（1843年 - 1910年）は淡々とした軽妙な文体で知られるハンガリー出身のユーモア作家である。美術評論も手がけた彼は、クリムトらのウィーン分離派を援護した。
ジャーナリストでもあり演劇批評家でもあったアルフレート・ポルガー（1873年 - 1955年）には佳品として知られる短編小説『すみれの君』（初出不詳）がある。ポルガーはスイス、アメリカに亡命し、第二次世界大戦後はチューリヒへ戻って、そこで亡くなった。ポルガーはまた、ウィーンのカフェ文化をこよなく愛した一人でもあった。彼は、カフェハウスを「ひとりでいたいと望みながら、そのための仲間を必要とする人間の行くところ」だとしている。エゴン・フリーデルとの合作による笑劇『ゲーテ』は傑作とされる。
モラヴィア出身のユダヤ人カール・クラウス（1874年 - 1936年）は、詩や戯曲、随筆で知られる。彼はホーフマンスタールと同年の生まれであったが、その振る舞いは対照的であった。彼は、1899年から1930年にかけて闘争的な評論誌『ファッケル』（炬火）の編集と執筆にたずさわり、時代のあらゆる問題に積極的にかかわった。そのなかでかれは黄禍論を批判したり、第一次世界大戦中、当時にあっては例外的であった反戦論を果敢に唱えたりしている。自分自身さえ皮肉の対象としてしまうクラウスの公開朗読会は、当時としてはかなり衝撃的なものであった。その風刺や時代批判を含む詩や随筆にはクラウス特有の厭世観の存在、また、ユダヤ人自身の自己嫌悪があるとも指摘される。彼の著作に頻出する主題はウィーン批判であり、また、商業主義による文化の堕落を非難しつづけた。ジャーナリズムの堕落を告発した『黒魔術による世界没落』（1932年）、いち早くヒトラーの危険を暴いた『第三のワルプルギスの夜』（1933年完成、1952年出版）が代表作である。クラウスはウィーンでごくわずかな人々と親密な関係を結び、そのなかにはアドルフ・ロースやオスカー・ココシュカがおり、アルテンベルクに好意を寄せ、ヴァイニンガー（後述）を絶賛した。
フリッツ・フォン・ヘルツマノフスキー＝オルランド（1877年 - 1954年）は『皇帝に捧げる乳歯』（1927年）や『薔薇生籬に絡めとられた駑馬』など奇天烈で破天荒な作品を残した。本業は建築で、修道院や教会の修築で生計を立てた。生前は無名で、死後に評価がはじまった。
エゴン・フリーデル（1878年 - 1938年）は作家、随筆家、編集者、劇評家であり、博学な文化史家でもあった。大読書家で、浩瀚な『近代文化史』の執筆でも知られる。また、若いころのフリーデルは「名物男」アルテンブルクと奇妙な二人組を組んでウィーンの街を徘徊し、かれの作品を世に紹介している。彼は、マックス・ラインハルトのもとでの劇場俳優、アルフレート・ポルガーと共同経営したカバレット（文学キャバレー）での俳優兼劇作家、それに朗読家でもあった。エゴン・フリーデルはアンシュルスに際し、亡命を拒んで自殺している。

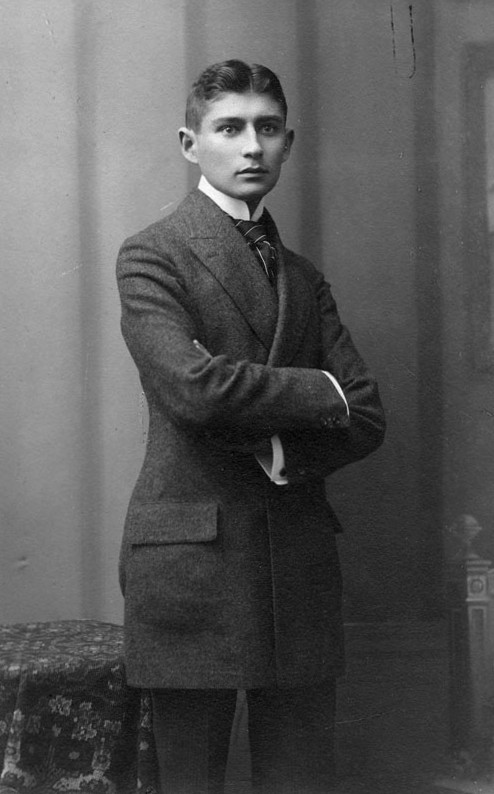
フランツ・カフカ

『変身』（1912年 - 1915年）や『審判』（1914年）で知られ、「ユダヤ人であってユダヤ教徒でない」と自称するプラハ生まれのフランツ・カフカ（1883年 - 1924年）は、神の不在や失われた人間関係からくる不安と孤独を描き出した。その作品世界は非現実的かつ幻想的であり、独特の不条理さをたたえているとされる。彼は、生前中はあまり評価されないまま、41歳で結核のため亡くなっているが、第二次世界大戦後、アルベール・カミュなどに取り上げられて一大ブームを引き起こし、20世紀の代表的な作家とみなされるようになった。『審判』、『城』、『アメリカ』は親友のマックス・ブロート（1884年 - 1968年）に焼却を依頼した作品であったが、ブロートがカフカの遺言に反して発表したものである。
『同時代人の肖像』（1940年）で知られるウィーン生まれのフランツ・ブライ（1871年 - 1942年）はもっとも早くフランツ・カフカの短篇を自分の雑誌に掲載した作家・批評家である。ほとんど無名だったロベルト・ムージルやヴァルザーをいち早く評価したことでも知られる。劇、エッセイ、パロディで才筆をふるい、フランス文学の翻訳などもおこなった。代表作として、エロスをテーマにした『恋愛教本』（1924年）や同時代の作家などを動物にみたてた風刺『文学動物大百科』（1920年）がある。1938年アメリカ合衆国に亡命、ニューヨークで没している。
ウィーン生まれでユダヤ系のシュテファン・ツヴァイク（1881年 - 1942年）は第二次世界大戦の悲劇をのがれブラジルに移住し、その地で自殺した。歴史的短編集である『人類の星の時間』（1927年）や回想『昨日の世界』（1942年）などで知られる。多くの小説や評論・伝記を書いているが、『マリー・アントワネット』『ジョゼフ・フーシェ』『メアリー・スチュアート』など、フロイトの心理学を用いて、歴史上の人物の性格を鋭い洞察力で解釈した。
『士官候補生テルレスの惑い』（1906年）、『和合』（1911年）、『三人の女』（1924年）、『生前の遺稿集』（1936年）などの中・短編で知られるロベルト・ムージル（1880年 - 1942年）はチェコ人で、のちにスイスに亡命した。自伝を一部に含む中編小説『士官候補生テルレスの惑い』のテーマは、表面的には思春期の同性愛とオーストリア＝ハンガリー帝国陸軍士官学校におけるサディズムの探究であった。しかし、深いところでは権威主義や合理主義の限界に対する不安に満ちた疑問があり、高く評価して激賞する知識人もあった一方、陸軍内部では不評で、問題作とされた。『特性のない男』（1933年）は、ムージル唯一の長編で第一次世界大戦直前のウィーンを舞台にした未完の大作であり、一時は世に忘れられたが、いまや20世紀の最も偉大な小説のひとつとも称されている。この作品は、ハプスブルク帝国（帝国でもあり、王国でもあった二重帝国を、ムージルは「カカーニエン」と呼ぶ）への鎮魂歌とも評されている。
ウィーンの富裕なユダヤ人家庭に生まれたヘルマン・ブロッホ（1886年 - 1951年）は、ムージルと並んで「帝国」が生んだ20世紀の巨匠とされ、代表作に『夢遊の人々』がある。かれの作品には、長大な作品のなかで新しい小説の形式の追求を試みている点や社会批判などの点で、ムージル作品との共通点が指摘される。『夢遊の人々』はウィーン市民社会における、あらゆるところに建前と本音の二重性が成立する奇怪な実態を描いた。長篇評論に『ホフマンスタールとその時代』があり、そのなかで多民族都市ウィーンのもつコスモポリタン性や文化の多層性とともに、ハプスブルク朝末期の時代状況を、あらゆる価値や尺度が相対化される「価値の真空」と名づけて論じている。ブロッホは、1938年にアメリカに亡命した。

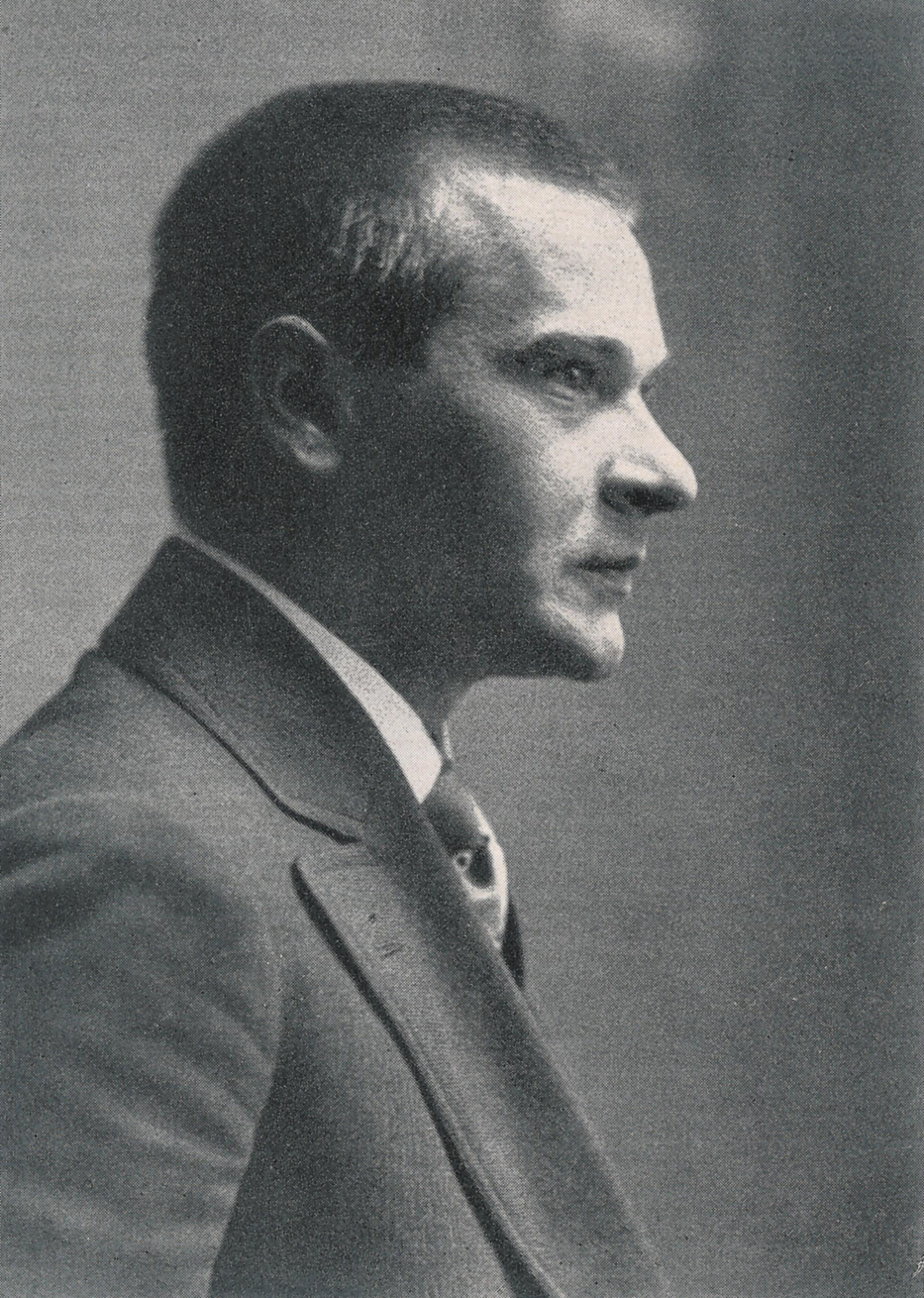
ゲオルク・トラークル

ゲオルク・トラークル（1887年 - 1914年）は、第一次世界大戦中の怖ろしい体験のために自ら命を絶った夭折の天才詩人である。「世界苦」をうたった貴重な叙情詩をのこしており、ルートヴィヒ・ウィトゲンシュタインもその詩の愛読者であった。
『果てしなき逃走』や『ラデツキー行進曲』で知られるヨーゼフ・ロート（1894年 - 1939年）はユダヤ系の作家であり帝政支持者でもあった。明晰な文体を特色とし、物語性に富む多くの小説を著した。『ラデツキー行進曲』では、理念としての「多民族国家」を高らかに謳いあげている。ヒトラーの政権掌握後はフランスに亡命し、パリで病死している。
ブルガリア出身で、のちにウィーンに移住したエリアス・カネッティ（1905年 - 1994年）は「群衆」と「権力」をテーマに長編『眩暈』（1935年）を著している。
広大なハプスブルク帝国の領土を精神空間として生まれたオーストリア文学の特質を、池内紀は「ドイツとスラヴとユダヤの出会い」としている。なお、19世紀の小説家・随筆家フェルディナント・キュルンベルガー（1823年 - 1879年）は次の言葉を残している。

## 20世紀をリードする学術と思想

### 精神分析・心理学

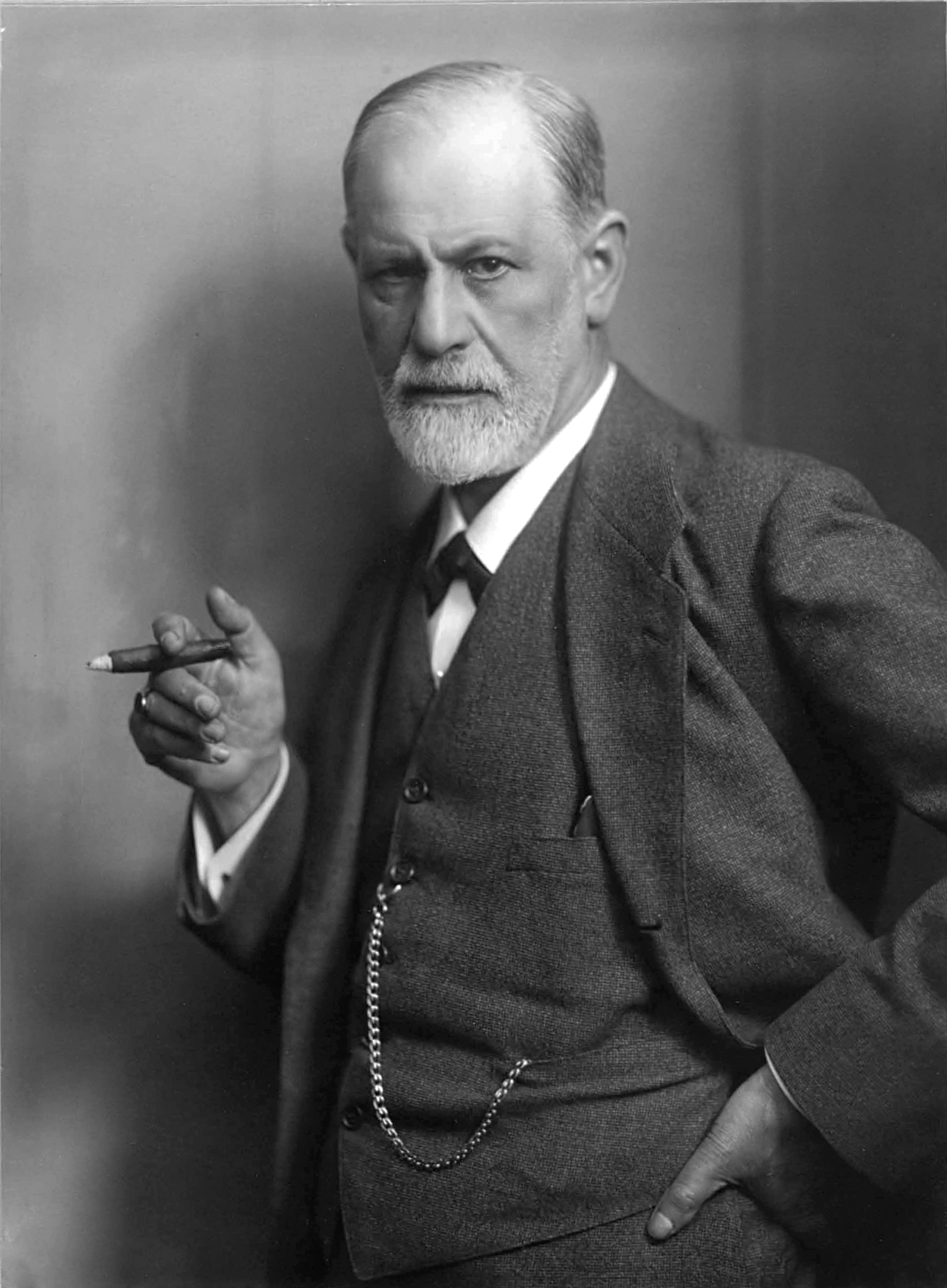
ジークムント・フロイト

東欧系ユダヤ人（アシュケナジム）の家に生まれたジークムント・フロイト（1856年 - 1939年）は精神分析学を創始して同時代の芸術文化に多大な影響をもたらした。ウィーン大学で医学を学んだフロイトは、同大学で神経生理学の教員を務めたのち1885年に奨学金を得てパリ大学大学院で学んだ。その後、『夢の研究（夢判断）』で名声を得たが、フロイトの精神分析学の運動が大学の外にあって、カルト的性格をおびているように考えられたためにウィーンの医学界はフロイトを公認することを躊躇した。グスタフ・マーラーもフロイトの診察を受けたことがあり、フロイト自身は同じ医学を学んだシュニッツラーの文学作品に親近感をもったという。また、トーマス・マンをはじめとする20世紀のほとんどすべての作家は何らかの形でフロイトの影響を受けているとされる。フロイトは、タロット好きで私生活をことのほか大切にし、散歩を好むなどいくつかの点で典型的なウィーン人であったが、劇場に通わず、音楽をほとんど必要としなかった点ではまったく非ウィーン人的であった。
精神分析学は、精神療法であると同時に、健康であるか否かを問わず、人間の心理を解明しようとする1つの科学として提唱され、さらには「人間とは何か」という古来の哲学的な問いにたいして答えようとする1つの思想でもあった。自由連想にもとづいて無意識のなかに沈潜して抑圧されている過去の記憶をよみがえらせ、それを言葉で言い表すことによって過去から訣別しようとする手法をとり、無意識の欲望の根底にリビドー（性的衝動およびそれを発散させる力）をおいた。フロイトは、アンシュルスの起こった1938年にはロンドンに亡命し、翌年、同地で没した。
やはりユダヤ系のアルフレッド・アドラー（1870年 - 1937年）はフロイトの弟子であったが、師の唱えたエディプス・コンプレックスやリビドーの考え方、また何事も性に還元する手法には賛同できず、むしろ、自らの生きる支えとしての自尊感情に着目し、権力を志向する優越欲求や劣等感の代償作用、帰属感、自己受容など自己に対する価値評価をテーマとする個人心理学（個性心理学）を創設し、人はいかにして心の平安とやすらぎを得ることができるかを探究した。こんにち、メンタルヘルスへの関心の高まりとともに学校や企業の現場であらためて注目されている。

### 哲学・思想
社会運動としては、生前のアルフレッド・ノーベルと親交を持ち、雑誌『武器を捨てよ』を編集して国際的な平和活動を展開した女流作家ベルタ・フォン・ズットナー（1843年 - 1914年）がおり、彼女は1905年、ノーベル平和賞を受賞した。
ユダヤ系哲学者のオットー・ヴァイニンガー（1880年 - 1903年）の主著『性と性格』（1903年）は、かれが23歳の若さで自殺を遂げたのちに高く評価され、若きウィトゲンシュタインにも影響を与えている。男性原理と女性原理を基本用語として諸事象を解析していく手法は、こんにちでは性差別主義、あるいは反ユダヤ主義としてしばしば非難の対象となっている。その一方で、天才的ひらめきに満ちた名論文として高い評価が与えられることがあり、カール・クラウスは彼を絶賛し、森鷗外も早くから注目していた。

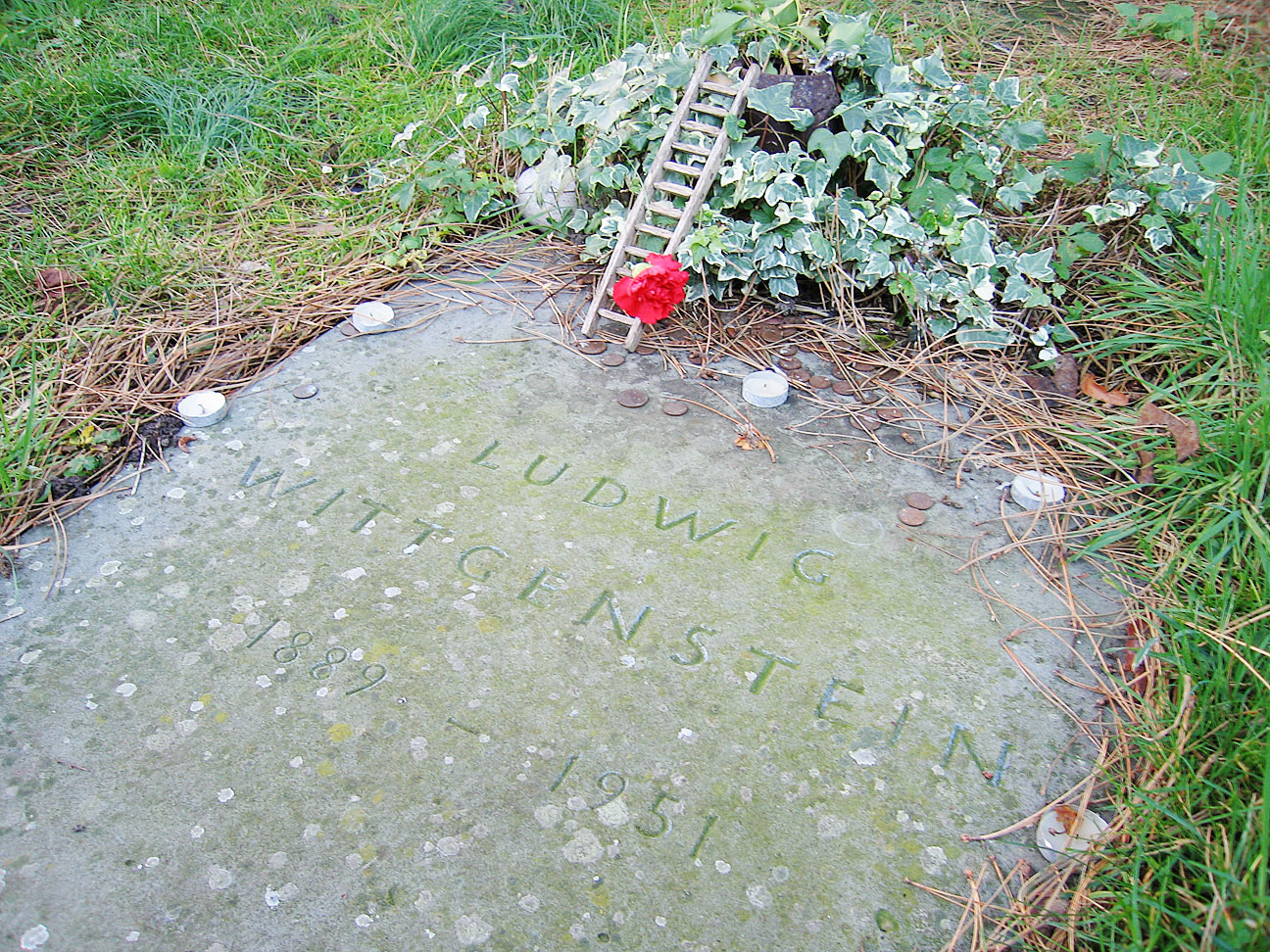
ウィトゲンシュタインの墓石

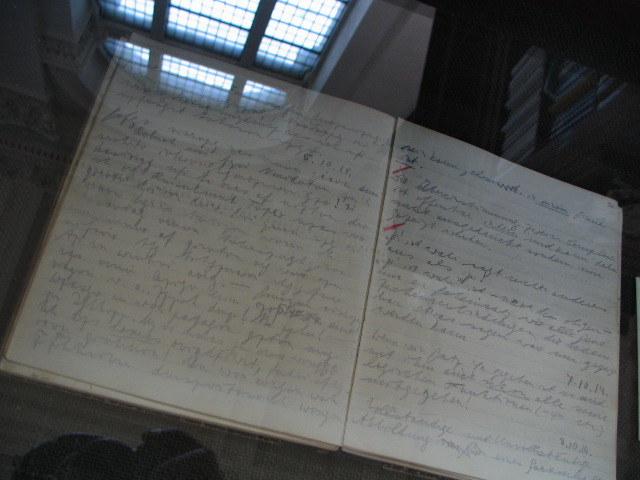
ウィトゲンシュタインのノート（1914年）

ルートヴィヒ・ウィトゲンシュタイン（1889年 - 1951年）はウィーン出身の哲学者である。父はユダヤ系で鉄鋼業で財をなしたカール・ウィトゲンシュタインで、思春期に2人の兄を自殺で失っている。1912年から1914年にかけてケンブリッジ大学でバートランド・ラッセルに哲学を学んだが、25歳で相続した多額な遺産はほとんど全部を手放している。志願兵として前線にあった第一次世界大戦の間書き続けたノートをもとに1918年から翌年にかけて『論理哲学論考』（1923年出版）を完成させた。その結論から彼は、従来の哲学のほとんどすべては「誤っているのではなく、ナンセンスにすぎない」と断じている。彼は、それ以後、このテーマに関して自分のし残したことはないと哲学を離れ、教員養成学校に入学した。6年あまりの小学校教員生活のあいだに『国民学校用辞典』（1926年刊）をつくった。ウィトゲンシュタインはよく「哲学では、いつも利口でいないこと、が非常に大事だ」と語っていたという。また、かれは「わたしの言語の限界は、わたしの世界の限界を意味する」「語りえぬものについては沈黙しなければならない」と述べているように、哲学的問題は言語の働きの誤解によって生ずると主張し、哲学の仕事を言語分析に限定した。その研究はモーリッツ・シュリックらウィーン学団の哲学思想に大きな影響を与え、こんにちのイギリス、アメリカの分析哲学に多大な影響を与えたとされる。
なお、不完全性定理で著名な数学者・論理学者クルト・ゲーデル（1906年 - 1978年）
や批判的合理主義や反証主義で知られる哲学者カール・ポパー（1902年 - 1994年）はオーストリア出身、物理学・数学・論理学・工学・計算機科学・気象学など多方面で活躍したジョン・フォン・ノイマン（1903年 - 1957年）はハンガリー出身である。

### 自然科学・医学

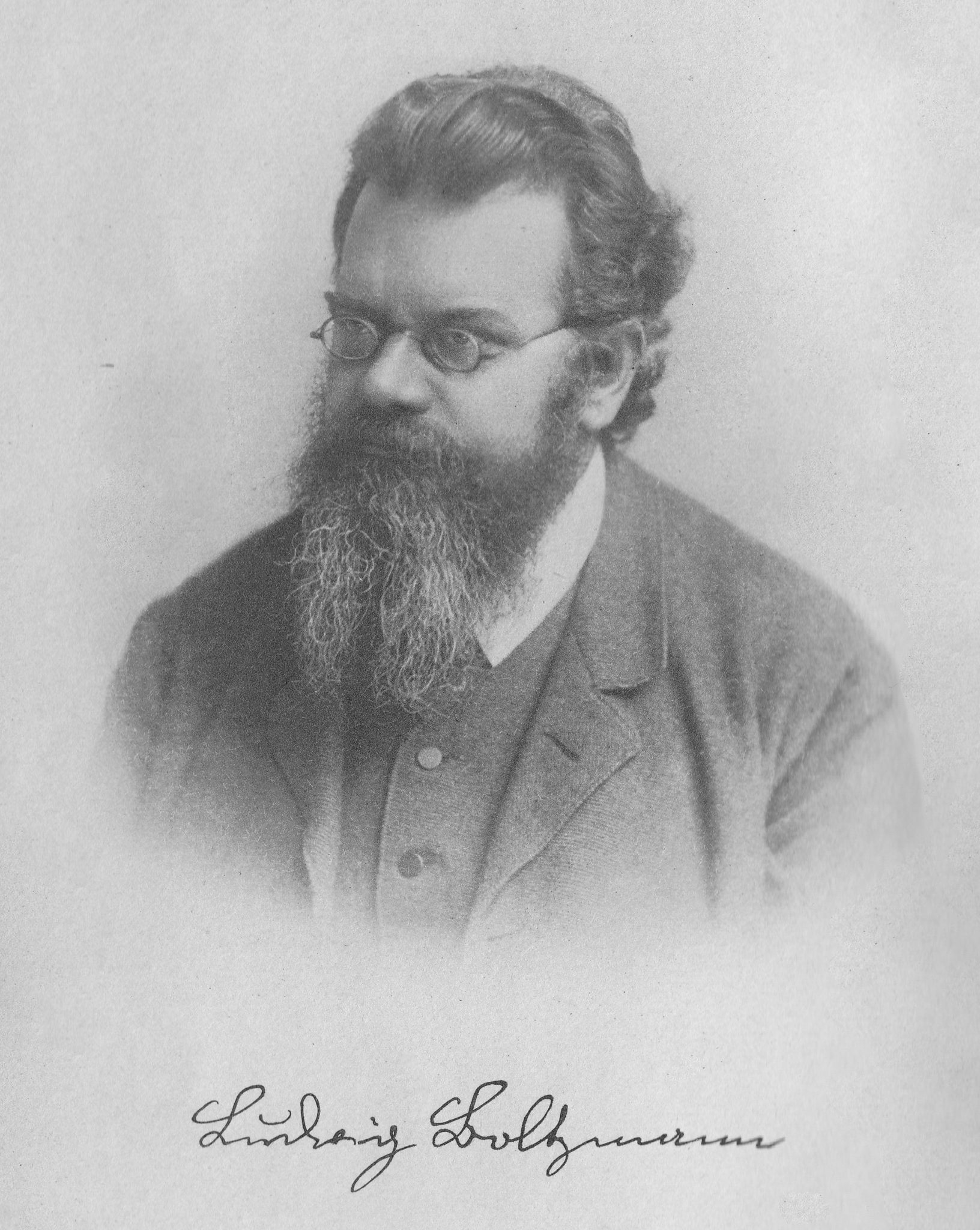
ルートヴィッヒ・ボルツマン

物理学の分野では、統計力学の端緒を開いたほか、電磁気学、熱力学、数学の研究でも知られるルートヴィッヒ・ボルツマン（1844年 - 1906年）やモラヴィア生まれでアインシュタインに多大な影響を与えたエルンスト・マッハ（1838年 - 1916年）が著名である。ボルツマンはウィーン大学で自然哲学講座を受け持ったが、彼はゲオルク・ヴィルヘルム・フリードリヒ・ヘーゲルのみならず、その批判者であるアルトゥル・ショーペンハウアーの哲学をも痛烈に批判した。彼によれば、哲学が不毛な思弁に陥っているのは「問題提起」、すなわち正しい問いに対する反省がないこと、問題の立て方に問題があること、言葉遣いが適切であるかどうかについて無自覚であることによるものであり、その点ではヘーゲルもショーペンハウアーも変わりがなく、哲学が対象にすべき範囲を限定した。
生物学の分野では、シュレージエンの農家に生まれ、エンドウマメの研究から世紀の大発見「遺伝の法則」を発見した修道士グレゴール・ヨハン・メンデル（1822年 - 1884年）がいる。メンデルの研究は生前世に容れられなかったが、メンデルは「やがて私の時代が来る」と言ったとされる。エンドウマメの研究は、もとより植物の交雑に関する学問的興味に基づくものではあったが、修道院の食卓をより豊かにするために粒が大きく味のよい多収量の豆を開発したいという思いから始められたものだという。メンデルの研究は、その死後16年たった1900年、それぞれ独自に研究を進めていた3人の研究者によってほぼ同時にその真価が認められた。
医学分野では、ウィーンの世紀末は公衆衛生学に独特の展開をみせたといわれる。この分野では、精力的な病理解剖をおこなったカール・フォン・ロキタンスキー（1804年 - 1878年）、ロキタンスキーの膨大なデータを整理して近代的な診断学をつくりあげたヨーゼフ・フォン・スコダ（1805年 - 1881年）、近視の原因を発見し、眼科学の科学的研究の基礎を築いたフェルディナント・アールト（1812年 - 1887年）、麻酔法や胃の切除で新しい技術を確立したテオドール・ビルロート（1829年 - 1894年）、「整形外科の父」とよばれ、無血外科治療を考案したアドルフ・ローレンツ（動物学者コンラート・ローレンツの父）、ABO式血液型を発見したカール・ラントシュタイナー（1868年 - 1943年）など錚々たる名前が並ぶ。ヨーゼフ・ヒルトル（1810年 - 1894年）による解剖標本もまた、世界中から競って求められた。
プロイセン出身のテオドール・ビルロートは、普墺戦争直後に皇帝に招かれてウィーン大学医学部教授となった。彼はフランツ・ヨーゼフ1世の寛容さについて、以下のように驚嘆の声をあげている。
こうしたウィーン医学の隆盛はしかし、1938年のアンシュルスによって断ち切られるように終焉を迎えた。医学関係者にはユダヤ系の人材が少なくなく、ある者は強制収容所に送られ、ある者は亡命の道を選んだからである。アセチルコリンの医学への応用で知られる、グラーツのオットー・レーヴィ（1873年 - 1961年）もそうした一人であった。亡命者の多くがアメリカに渡ったことによって、医学界の共通語がドイツ語から英語へ切り替わったとする見方さえ存在するほどである。

### 経済学

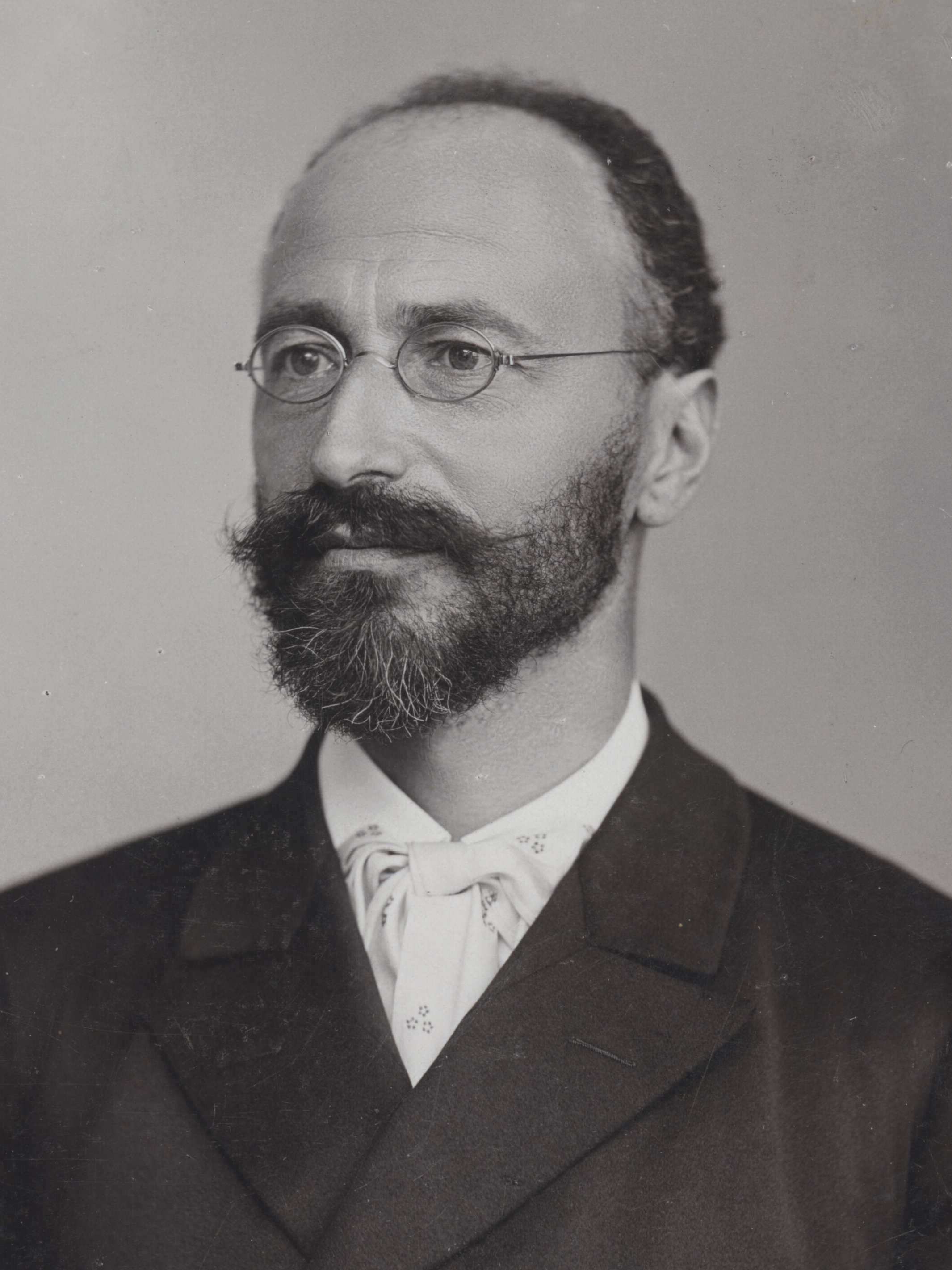
オイゲン・フォン・ベーム＝バヴェルク

経済学ではオーストリア学派のカール・メンガー（1840年 - 1921年）が限界効用理論を唱え、それまでの労働価値説に代わる価値の根源に対する新しい考え方（限界効用）を提示して、ジェボンズ、ワルラスとともに近代経済学の祖のひとりとなった。主著に『社会科学、特に経済学の方法に関する研究』（1883年）がある。
メンガーの熱心な支持者であったオイゲン・フォン・ベーム＝バヴェルク（1851年 － 1914年）は、近代的所得税の導入を提言し、その成功によりオーストリアの大蔵大臣を3期務めた近代経済学者である。限界効用価値説の発展に貢献し、利子論における時差説の主張者として有名である。主著に『資本と資本利子』（1884年 - 1889年）がある。
「イノベーションの理論」を唱えたヨーゼフ・シュンペーター（1883年 - 1950年）もオーストリア出身の経済学者である。1919年にオーストリア蔵相を務め、計量経済学で主導的立場をとった20世紀の代表的な経済学者のひとりである。主著に『経済発展の理論』（1912年）などがある。

## 反ユダヤ主義とシオニズム
1922年、フーゴ・ベタウアー（1872年 - 1925年）の手になる『ユダヤ人のいない街』という奇抜な小説が、ウィーンでベストセラーになった。作品のなかで保守的なオーストリア首相が、ユダヤ人が新聞・銀行・劇場を経営し、カフェやレストラン、夜の盛り場といったところで遊びまわり、暮らしも贅沢であるという現実を憂い、国内から全ユダヤ人の追放を命令する法案を議会に提出する。キリスト教民主党の院内総務や聖職者たちは歓呼して首相を迎え、汎ドイツ主義の代理人は民族浄化の一歩としてこれを絶賛する。社会民主党だけが反対票を投じるが、議場から追放されてしまう。ユダヤ人が国外に退去するとたちまち都市の相貌は激変する。非ユダヤ人がユダヤ人の事業や邸宅、自動車といった財産を引き継ぎ、人々は劇場で席をとるために行列に並ぶ必要もなくなったし、生活は以前よりシンプルに、より健全に、静粛なものになったと感想をもらす。しかし、すぐに不況が始まって失業者が増え、活動の場を失ったキリスト教徒の芸術家・学者・医師が亡命するようになる。残った人々はアルプス山中で着るような服を着て歩き回り、女はふくらんだスカート、男は短いズボンをはき、先の尖った緑の帽子をかぶり、濃緑褐色の背広を着る。カフェでは閑古鳥が鳴き、街の人々は互いに「ハイル（万歳）」と挨拶を交わすようになる。結局、市はユダヤ人が必要であると判断し、彼らを呼び戻すことを決定する。
この小説は傾聴すべき予言を含んでおり、天才的なひらめきがあったとも評される。しかし、著者ベタウアーはユダヤの煽動者であるとして極右勢力から弾劾の的となった。1925年、歯科技工士のオットー・ローストックが5発の銃弾をベタウアーに撃ちこんで彼を殺害した。裁判はなされたものの被害者の方がむしろ非難され、ローストックは寛大な刑に処せられ、のちにナチスによって釈放された。

### 反ユダヤ主義

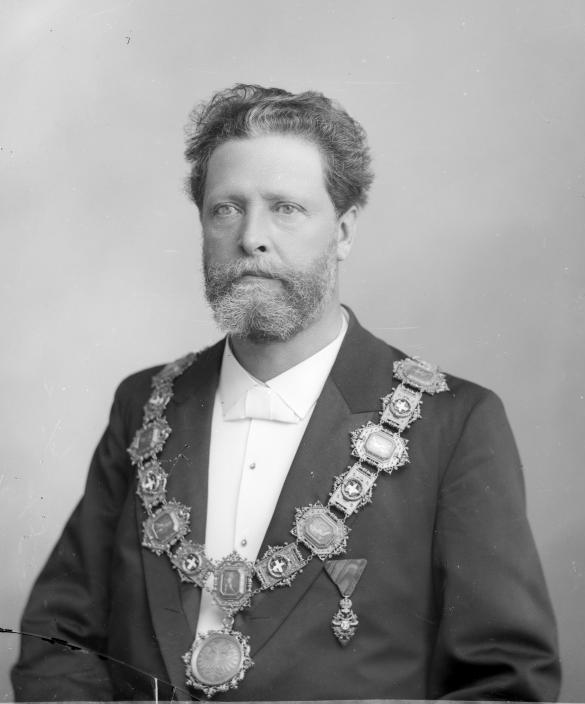
カール・ルエーガー

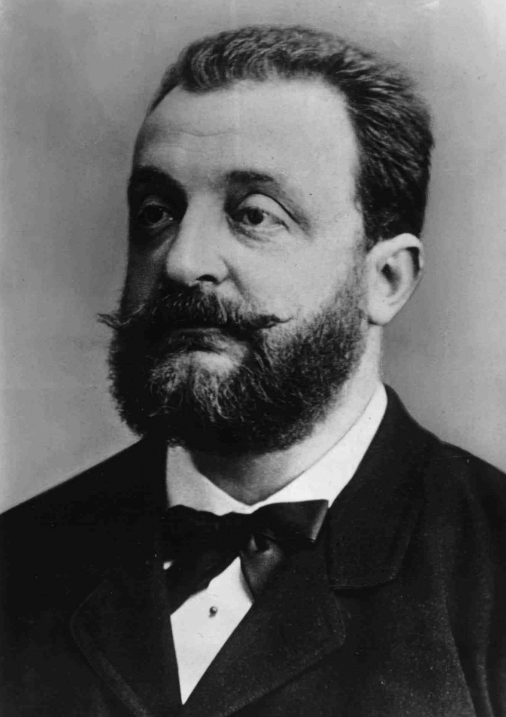
ゲオルク・フォン・シェーネラー

ウィーンの高等工業学校の用務員の息子だったカール・ルエーガー（1844年 - 1910年）は、青年の頃から政治の世界に入り、自由党の草の根の仕事にたずさわっていたが、やがて、零細な商工業者が経済の新動向に不安や不満をいだいていることを感じ取り、矛先を資本家や「ユダヤ人」に向けることを考えついた。1980年代後半、彼は穏健な左翼に転じ、キリスト教社会党を組織して小市民の擁護者であることを宣言した。カトリック教会の小教区の司祭や助任司祭は彼を支持したが、より身分の高い聖職者は彼を支持しなかった。1895年、プラハの枢機卿によって率いられた教会グループが、ローマでルエーガー一派の反ユダヤ主義と急進主義を危険視して彼らを非難した。ルエーガーは、キリスト教社会運動はローマ教会の社会政策に沿うものであり、決して人種的反ユダヤ主義に与するものではないとして、ウィーンのローマ教皇大使の支持を取り付けることに成功した。彼はしばしば偽善と二枚舌の天才といわれ、「誰がユダヤ人かは私が決める」と豪語したポピュリストであった。「美男のカール」と呼ばれたルエーガーは、反ユダヤ主義者でありながら、ユダヤ人の友人がいて、ユダヤ人に友好な態度を示すこともあった。彼は、場当たり的で柔軟な姿勢を貫きながらウィーンの反ユダヤ感情だけは最大限に利用したのである。ウィーン市ではキリスト教社会党が最大党派となり、1893年、市議会はルエーガーをウィーン市長に選んだが、反ユダヤ主義を嫌う皇帝フランツ・ヨーゼフ1世によって就任拒否がなされた。市議会は再度投票を主張したが、皇帝は再びルエーガーの市長就任を拒否した。3度目の選出後、皇帝は会見を開き、ルエーガーが当分のあいだキリスト教社会運動から手を引き、副市長に就任するよう彼を説得した。ルエーガーは1897年の4回目の議会の投票で市長に選任され、これには皇帝も同意して、結局彼は1897年から1910年までウィーン市長を務めた。キリスト教社会運動は、カトリシズムの資本制社会への対応に端を発しており、資本制批判から中世的身分秩序の復活を構想するコーポラティズム（職能身分制）の思想も生まれ、経済的自由主義に対抗する意図を多く含んでいた。ルエーガーは「都市社会主義」とも呼ばれる社会資本の整備やウィーンの都市改造を進める一方、土地所有や公教育からのユダヤ教徒の排除を求め、反ユダヤ主義を公然と唱えた。アドルフ・ヒトラーはルエーガーの反ユダヤ演説に感動し、のちに『我が闘争』のなかで「あらゆる時代を通じて最も尊敬に値するドイツ人市長」と彼を称賛した。
自由主義が社会問題を解決していないことを批判する運動には、左派自由主義出身のゲオルク・フォン・シェーネラー（1842年 － 1921年）らによる国粋主義の運動があった。シェーネラーらは1882年のリンツ綱領で、ドイツ帝国との緊密な結合、選挙権の拡大、社会改良を求めた。彼は「ユダヤ資本」を攻撃し、ドイツ系労働者の職場を奪い、所得低下を招く存在としてスラヴ系の人々を排撃した。シェーネラーらはまた、「ローマからの分離運動」を展開しており、カトリックのハプスブルクではなくプロテスタントのドイツに支持を寄せた。彼は一時期ルエーガーの同調者であったが、のちに対立した。彼は帝国議会下院において、ユダヤ人資本家、貧しいユダヤ人行商、新聞界のユダヤ人を特に敵視した。彼は、1888年、『ノイエス・ヴィーナー・タークブラット』紙がドイツ皇帝ヴィルヘルム1世の死を、皇帝が実際に亡くなった数時間前に号外で報道したことに激怒し、ドイツ国民党の数人の支持者とともに新聞社を襲撃したため、短期の懲役刑を受け、それにより政治生命が絶たれた。しかし、ヒトラーは、汎ゲルマン主義と反ユダヤ主義に基づくシェーネラーの活動を称賛した。

### シオニズム

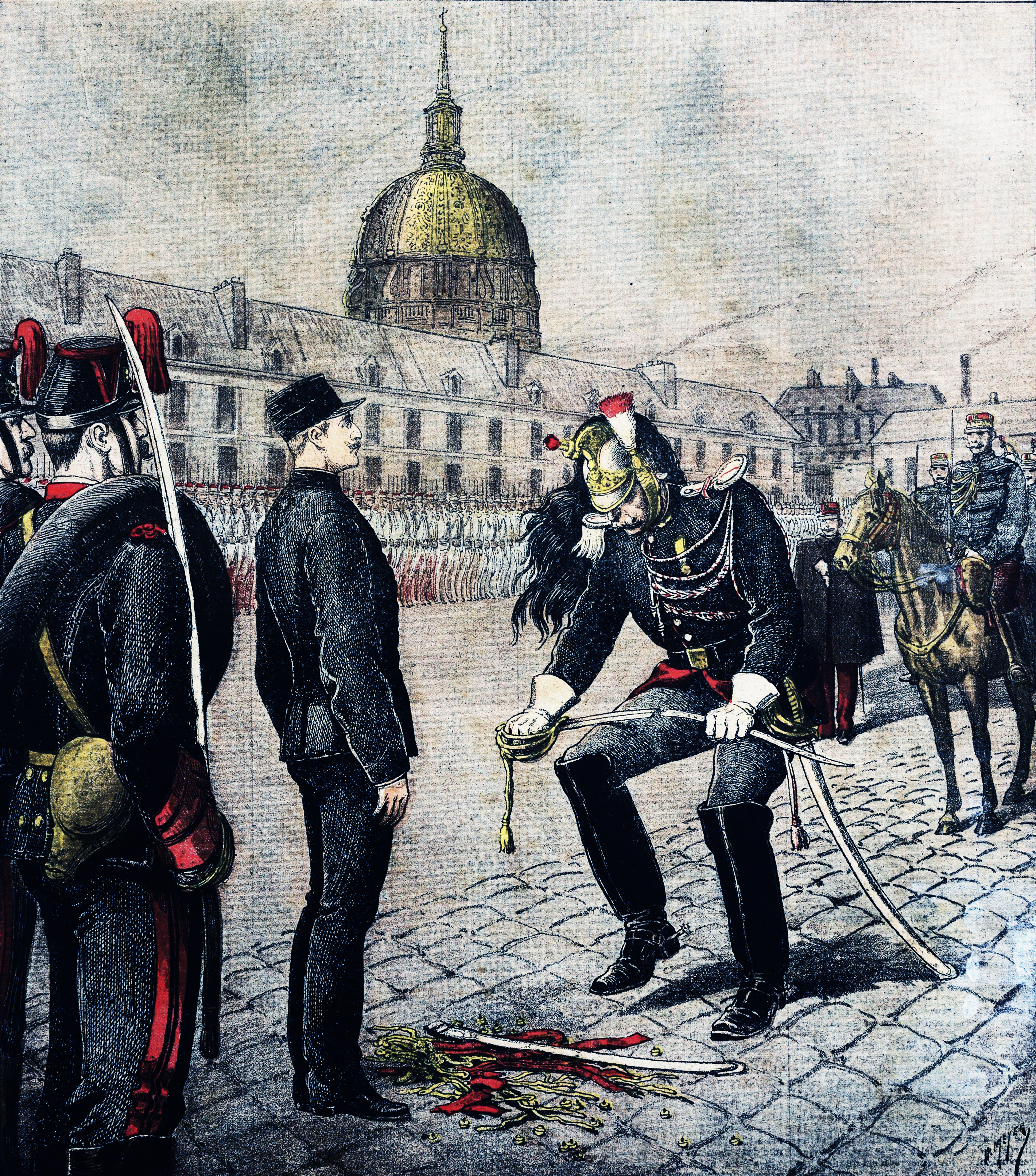
ドレフュス事件

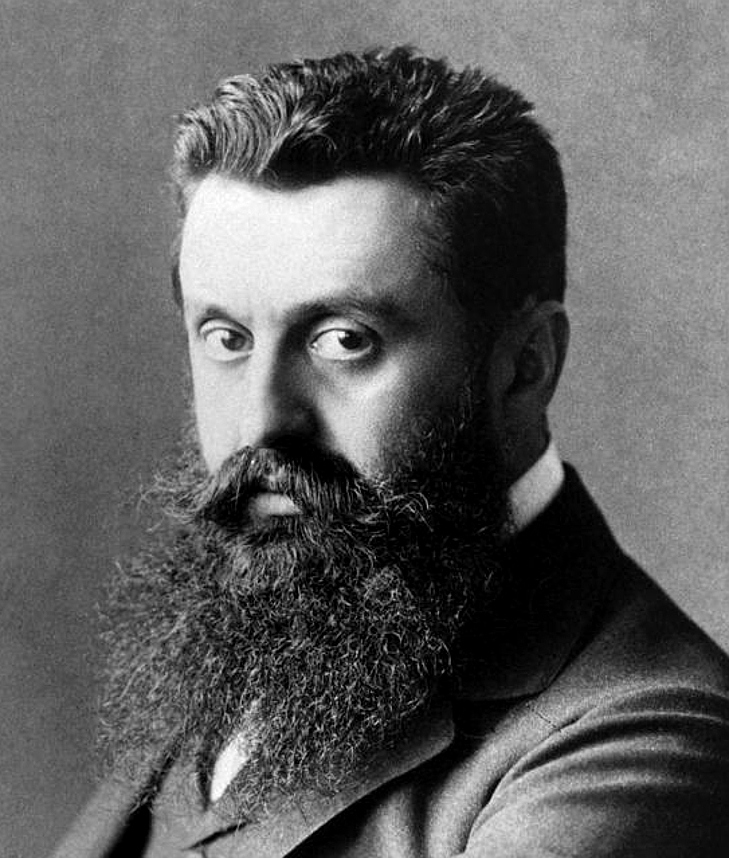
テオドール・ヘルツル

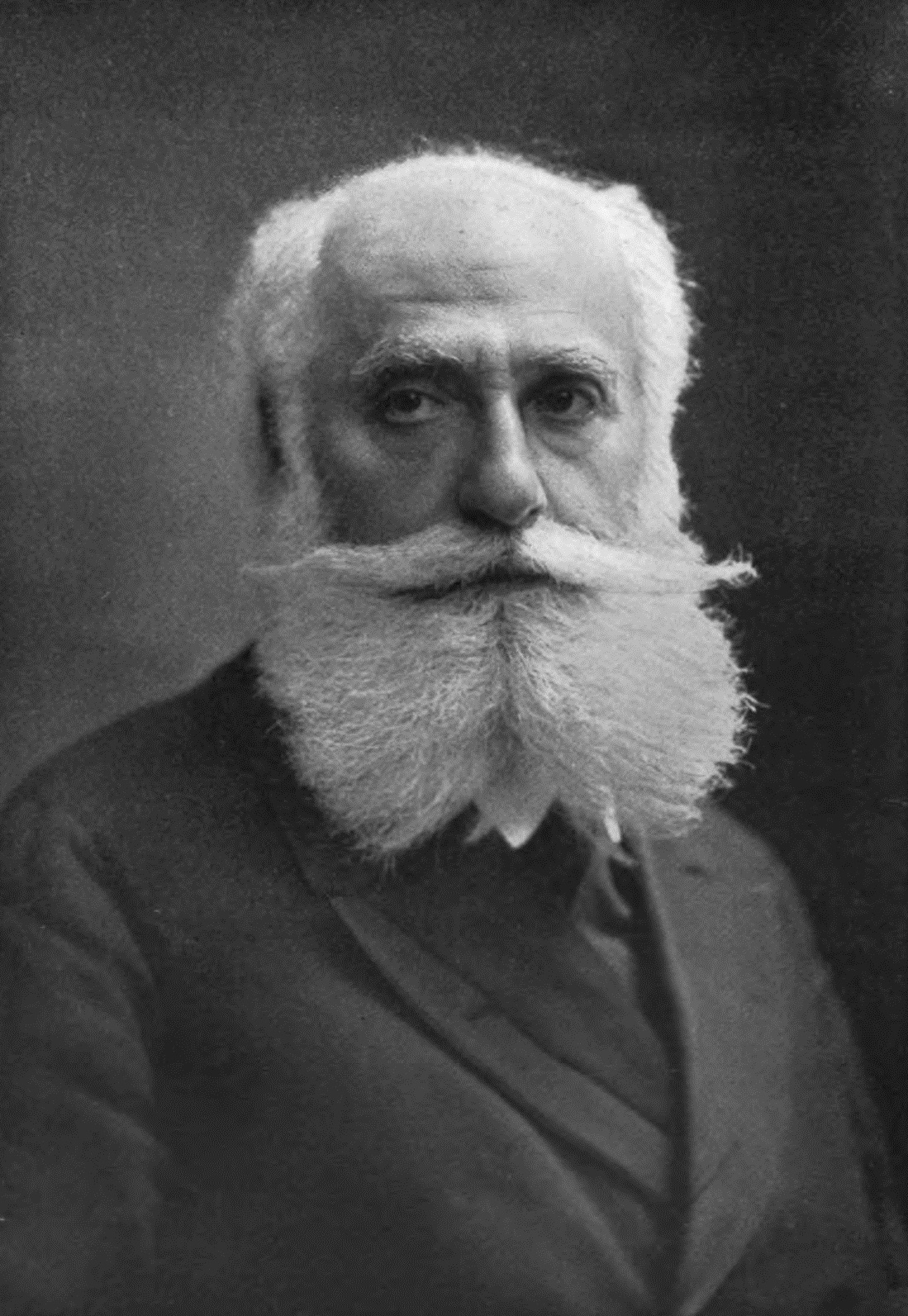
マックス・ノルダウ

19世紀後半から20世紀初頭にかけての帝政期のウィーンは、文化的多様性を統合する価値と理想である自由主義を体現し、史上まれにみる文化の爛熟をもたらし、歴史の曲がり角に向かって変転しつつあったときもそれを先導する役割を担ったが、
カール・E・ショースキーは、この方向転換が結果的には一種の「文化的自殺」に終わってしまったと評している。
政治思想の面からも、上述したゲオルク・フォン・シェーネラー、カール・ルエーガーらの反ユダヤ主義とともに、それとは逆の方向から自由主義の瓦解を導くことになってしまったとされる運動としてシオニズムが掲げられることがある。
シオニズムの祖テオドール・ヘルツル（1860年 - 1904年）は、ハンガリーのブダペストに生まれ、ウィーンで育ったユダヤ人作家であった。コスモポリタン的なドイツ文化の教養を身につけて、高尚な貴族文化に憧れる穏健な教養人であったが、『ノイエ・フライエ・プレッセ』紙の新聞記者としてドレフュス事件（1894年）の取材にあたったとき、いまだ根強いユダヤ人に対する偏見と遭遇して衝撃を受け、これを機に失われた祖国イスラエルを取り戻すシオニズム運動を起こした。同じ頃の東欧でのユダヤ人迫害や、自身の地元であるウィーンのシェーネラー、ルエーガーによる反ユダヤ的大衆運動に接してかれの態度が鮮明になったといわれる。1897年、バーゼルにおいて最初のシオニスト会議をひらいたが、その威厳のある立居振舞いは「ユダヤ人の王」とさえ呼ばれた。かれは小説『古く新しい国』（1902年）の冒頭に「もしあなたが望むなら、それはお伽噺ではない」と書いている。
ヘルツルとは同郷出身の同化ユダヤ人マックス・ノルダウ（1849年 - 1923年）もプロテスタント女性と結婚し、ドイツ文化に親しみを感じ、「15歳になった時、私はユダヤ的な生活態度とトーラーの研究を放棄した。…以来、ユダヤ教は単なる思い出となり、私は自らをドイツ人以外の何者でもないと感じるようになった」と記していた。しかし、ドレフュス事件に憤慨してユダヤ教に再改宗し、ヘルツルとともにシオニズム運動に身を投じた。バーゼルの第1回シオニスト会議でノルダウは、東欧ユダヤ人の物質的困窮に比較して西欧ユダヤ人は困窮していないが精神的には危機を迎えているとし、シオニズムは何よりもユダヤ人の民族的名誉回復運動である必要があり、民族的共同体の再建によってユダヤ人としての民族的アイデンティティを回復していく運動だと説いた。

### 退廃芸術論
マックス・ノルダウはまた、その著作『退廃論』（1892年）のなかで当時のヨーロッパに生起した反ユダヤ主義をデカダンスの一形態として非難したが、同時に、近代芸術とくに世紀末芸術を、身体的・精神的な一種の病気であり「退廃」であるとして批判する「退廃芸術」論を展開した。この見解は当時のヨーロッパで大きな反響を得て、ノルダウ以降も右翼や一部美術家を中心にさかんに取り上げられた。皮肉なことに、のちにナチスが第一次世界大戦後の文化の堕落の批判に用い、みずからの人種主義的主張を補強し、さらには、ユダヤ人芸術家たちへの迫害の口実にも用いたのであった。

### アンシュルス

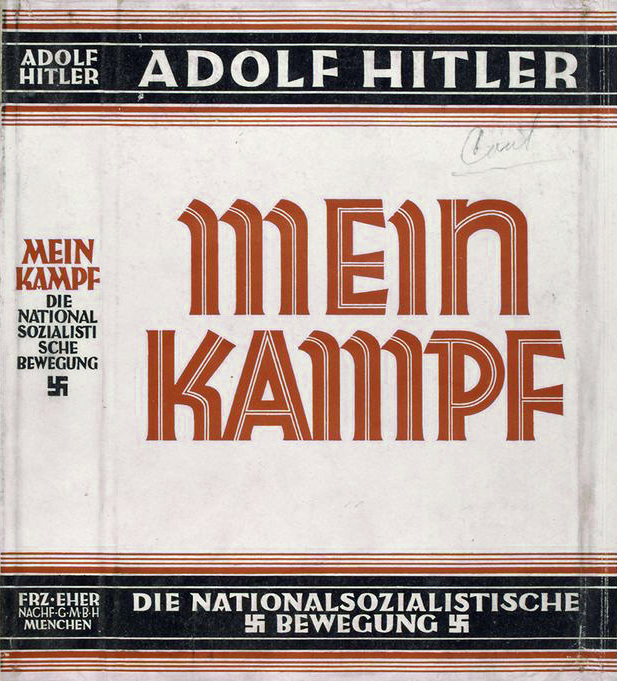
ヒトラー著『我が闘争』

二重帝国のブラウナウに生まれたアドルフ・ヒトラー（1889年 - 1945年）は父の死んだ1903年以後、学問をうち捨てて画業に専念し、1905年にはリンツの高等実科学校を退学して、画家を志してウィーンの美術学校を1907年と1908年の2度受験したがいずれも失敗した。当時のヒトラーは、貧民街でどん底の生活を送っていた。彼はウィーンでの生活を振り返り、「息の根を止められそうなまむしの羽交いじめを、みずから体験したことのないものは、その毒牙に決して通暁することはできない」と述べている。そして、彼自身「ウィーンはわたしにとって最も根本的であったが、最も苦しい人生の学校であったし、今もそうである」と語り、自分をつくったのは20世紀初頭のウィーンだったとしている。ヒトラーは『我が闘争』（1924年）のなかでこう書いた。

「この国家の内部が空虚であり、それを救うことが不可能だと認めると私は気のめいる不満に襲われた。しかし同時に、この国家がなそうとしていることはドイツの民衆の不幸となることを確信をもって予感した。

　この君主国の首都が示している民族国家、つまりチェコ、ポーランド、ハンガリー、ルテニア、セルビアの民族の混交は私には不快なものに思われたし、人類の風紀を乱す菌を忘れてはならない、それはユダヤ人、さらにまたユダヤ人だ…この町で暮らせば暮らすほど、ドイツ文化の古くからの中心地をそこないはじめた外国民の混交に対する私の憎しみは激しくなっていった。

　この時期のオーストリアは部品を合わせて結びつける接着剤が古くもろくなってしまったモザイクのようなものだった。この傑作に触れないでいるかぎり、それはうわべの生存であなた方をごまかすことができる。しかし、一撃を加えられると、無数の塊に壊されるし、その一撃がいつもたらされるかだけが問題なのだ。この国が崩壊する時、ドイツ国民の解放がはじまるようにいつも思われるのだ」

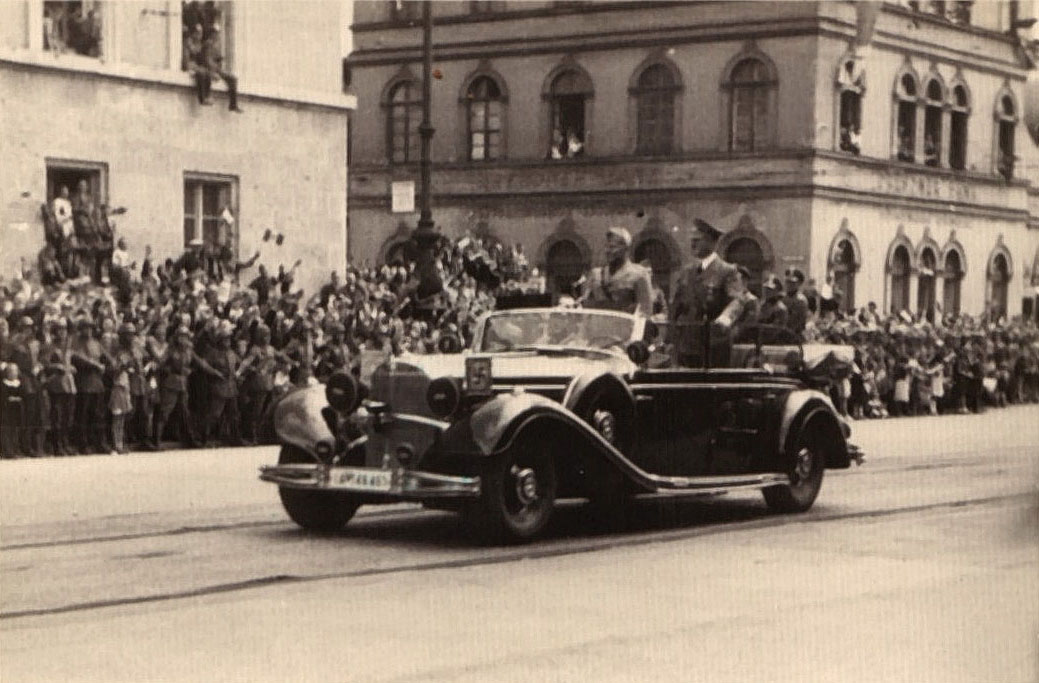
ウィーン市内をパレードするヒトラーとムッソリーニ（1939年）

第一次世界大戦後のサン・ジェルマン条約はドイツとオーストリアの合邦を禁止していたが、オーストリア人のドイツへの帰属意識は世界恐慌後の国内の経済的苦境と周辺国家の共産化、社会民主党とキリスト教社会党の間で繰り広げられた果てしない政権闘争などとともに強まっていった。1934年、オーストリア共和国（第一共和国）の首相エンゲルベルト・ドルフースがオーストリア独自の独裁体制を確立し、ウィーン市はその自治権を奪われた。しかし同年、アンシュルスには断固反対の立場を貫いていたドルフースがナチスによって暗殺された。
1938年3月13日、ウィーンに入城したアドルフ・ヒトラーは、2日後の3月15日、王宮前の英雄広場で「オーストリア合邦宣言」を行い、「ひとつの民族、ひとつの国家、ひとりの総統」を謳い上げた。アンシュルスの成立には、上記のような国内外の状況とならんで、ウィーンの人々が共和国の現状をひたすら憎んで「大帝国復活」を夢見たことも、その要因だったといわれている。無血でウィーン入りしたヒトラーは「市民の時代」の痕跡さえも根こそぎ奪った。アンシュルスはウィーン世紀末文化の抹殺の始まりでもあった。多様な民族と文化が交わるコスモポリタン都市としてのウィーンのあゆみは、こうして「国内から来た侵略者」によって中断を余儀なくされた。ウィーンのユダヤ人たちは突如バケツとブラシを持って集められ、道路磨きを強制させられ、その財産は貯蓄・不動産のみならず絵画コレクションも「アーリア化」のもとに没収された。ナチス親衛隊はウィーンでもユダヤ人虐殺の手を決して緩めることはなく、少なくとも6万人にのぼるウィーン人がホロコーストで殺害された。

## 欧州統合へ

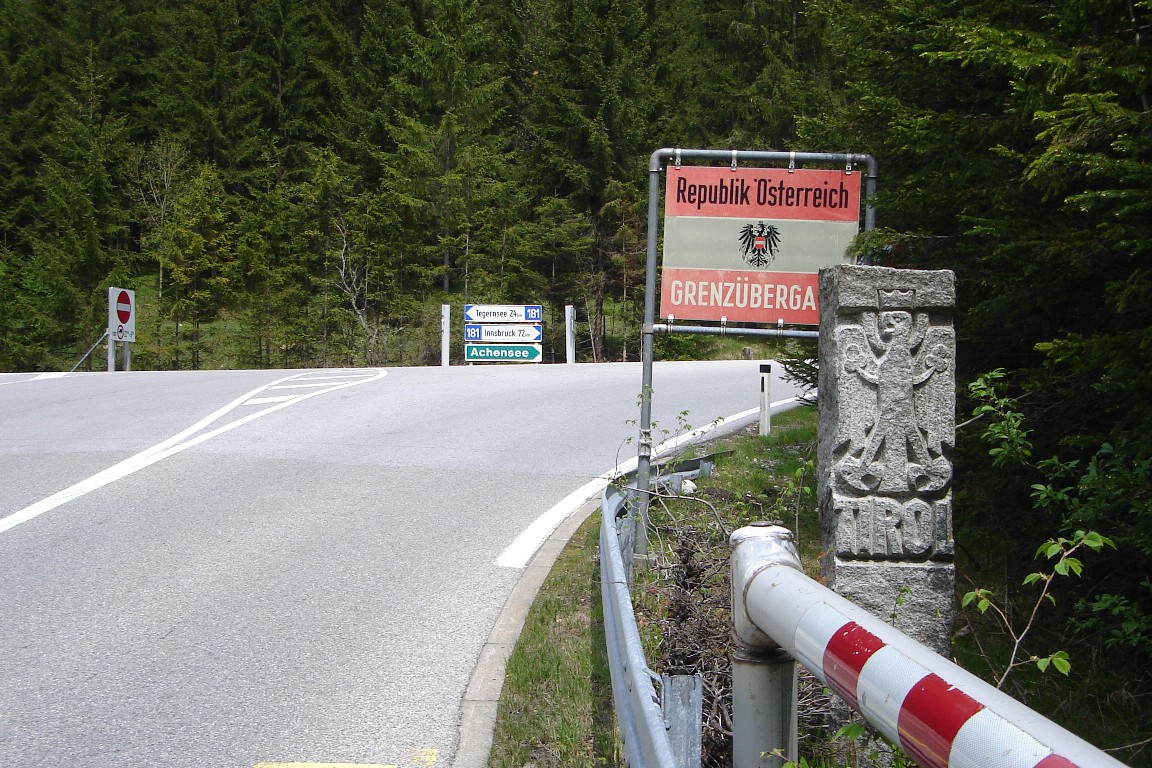
シェンゲン協定に基づいて検問所の撤去された独墺国境（チロル州）

反ユダヤ主義とシオニズムという鬼子を生んだ世紀末ウィーンであったが、後に国家を越えた共生への道を探り、欧州統合へと向かう動きが誕生したのもウィーンであった。
オーストリアの政治家リヒャルト・クーデンホーフ＝カレルギー（1894年 - 1972年）は、在日オーストリア代理公使の父ハインリヒと日本人の母青山ミツとの間に東京で生まれた。ウィーン大学で哲学を学んだ彼は、汎ヨーロッパ主義を唱え、1923年に『パンオイローパ（汎ヨーロッパ）』を著した。1926年、早くもウィーンで第1回パン・ヨーロッパ会議がひらかれている。26ヵ国の代表が行った決議には「ヨーロッパの連帯。これは共通通貨、均等関税、水路の共用、軍事と外交政策の統一を基礎とする」の条項があり、これはまさに第二次世界大戦後のヨーロッパ共同体（EC）と今日の欧州連合（EU）構想の先駆けである。日本生まれのクーデンホーフ＝カレルギーは、今日「EU（EC）の父」と呼ばれている。
なお、オーストリア＝ハンガリー帝国の最後の皇太子だったオットー・フォン・ハプスブルク（1912年　- 2011年）もまた、汎ヨーロッパ主義的に活動した人物である。彼は幼少期に多民族国家を統治するための教育を受け、旧帝国内のあらゆる民族を愛するように育った。オットー大公は第二次世界大戦のはじめ、数千人のオーストリア・ユダヤ人を含む約15,000人の国外脱出の助力に関与した。彼はまた、ヒトラーと対峙してアメリカ大陸に亡命したことによって「ヨーロッパ人」という自覚を持つに至ったともいわれている。戦後はドイツに居住し、1979年から20年にわたって欧州議会の議員として活躍した。その間、オットー大公の関与した1989年夏の汎ヨーロッパ・ピクニックは、その後のベルリンの壁崩壊、さらには東欧革命を引き起こすこととなり、歴史の転換期においてきわめて重要な役割を担った。

## 関連する展覧会
- 「ウィーン・ミュージアム所蔵　クリムト、シーレ　ウィーン世紀末展」（2009年9月16日-10月12日、日本橋髙島屋8階ホール）
  - クリムト、シーレのほか、オスカー・ココシュカ、カール・モル（Carl Julius Rudolf Moll、1861年-1945年）[注釈 27]、アントン・フィルクカ（Anton Filkuka、1888年-1957年）などが取り上げられた。

- 「日本・オーストリア外交樹立150周年記念　ウィーン・モダン　クリムト、シーレ 世紀末への道」（2019年4月24日ｰ8月5日、国立新美術館[185]